# Basilica della Santa Casa
La basilica della Santa Casa è uno dei principali luoghi di venerazione di Maria e tra i più importanti e visitati santuari mariani della Chiesa cattolica. Sorge a Loreto in piazza della Madonna, a 127 metri s.l.m., al termine della via Lauretana. Il santuario ha la dignità di Basilica pontificia minore.
All'interno della basilica, i cattolici rendono culto di devozione verso i resti di quella che secondo la tradizione è la Santa Casa di Nazareth, dove visse Gesù. A questa famosa basilica è collegata la devozione per Maria madre di Gesù che ha l'iconografia culturale e storica della Vergine Lauretana, patrona dell'aviazione; tra i numerosi personaggi e santi che vi hanno fatto visita, si ricordano santa Camilla Battista da Varano; santa Teresa di Lisieux; santa Gianna Beretta Molla; tra i papi che hanno visitato la basilica vi sono papa Giovanni XXIII, papa Giovanni Paolo II, papa Benedetto XVI e papa Francesco.

## Storia

### Tradizione

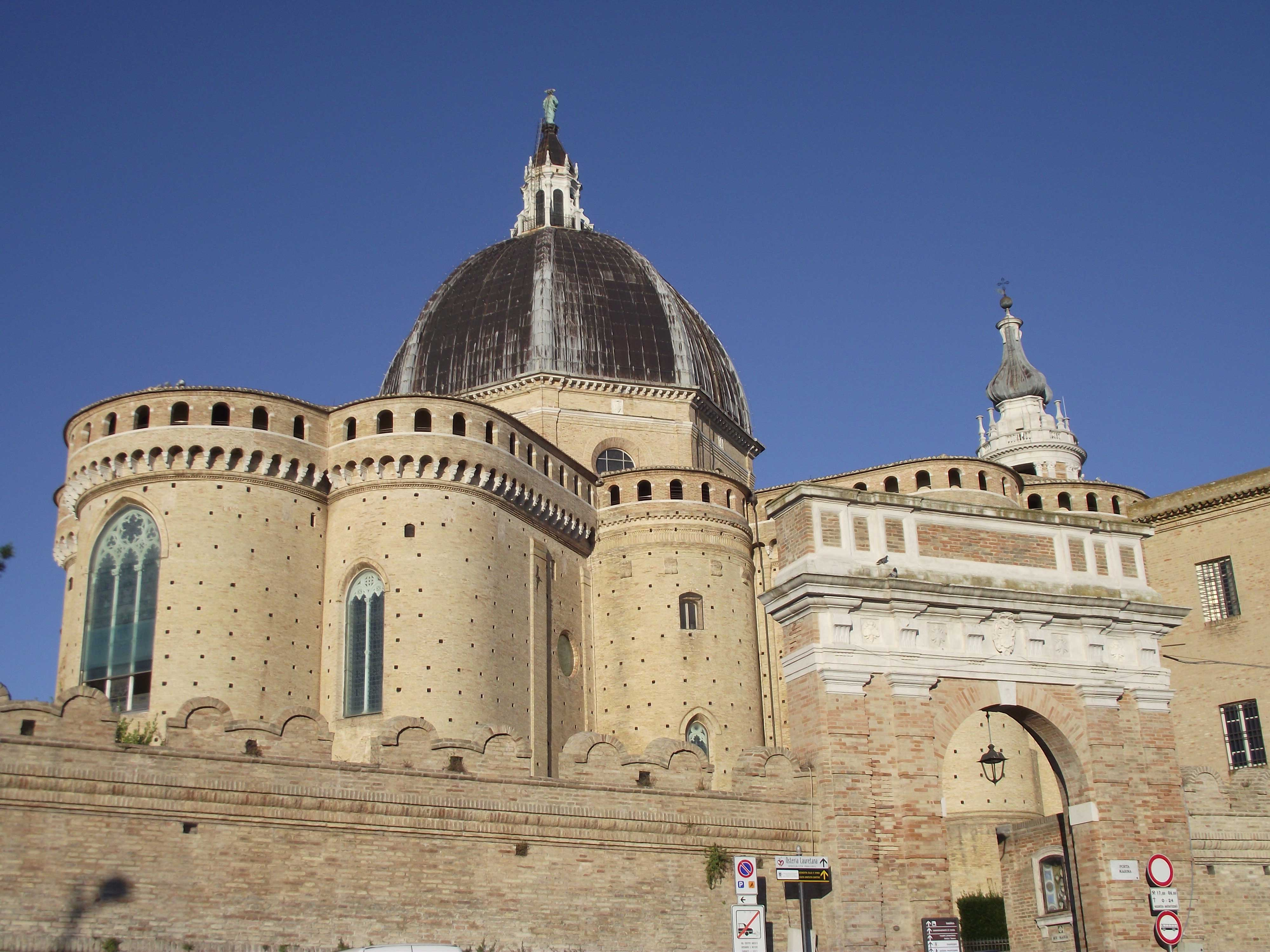
Le absidi di Baccio Pontelli e la cupola di Giuliano da Sangallo

Agli inizi di maggio del 1291, con Nazareth e tutta la Palestina sotto il dominio dei Mamelucchi d'Egitto, secondo la tradizione alcuni angeli prelevarono la Santa Casa e la portarono via in volo, lasciandola, il 10 maggio 1291, a Tersatto (ora un quartiere della città di Fiume), in Croazia; furono dei boscaioli, stupiti, a trovare la piccola dimora. In quel luogo però i pellegrini erano spesso preda di ladri e malfattori; così, un anno dopo, gli angeli la sollevarono di nuovo alzandosi in volo verso le Marche, depositandola nei pressi di Ancona, nel luogo in cui oggi sorge la chiesa di Santa Maria Liberatrice di Posatora, il cui nome la tradizione fa derivare proprio da questo evento: posa-et-ora (fermati e prega).
Lì ci restò per nove mesi, dopodiché gli angeli la risollevarono di nuovo per posarla nei pressi di Porto Recanati, in località "Banderuola", dove ancora oggi sorge una chiesetta; lì c'era un boschetto, proprietà di una nobildonna di Recanati di nome Loreta, per cui i pellegrini dicevano: "Andiamo dalla Madonna di Loreta", e da tale espressione popolare venne poi dato il nome alla cittadina di Loreto. È in quella selvetta di Loreta, che — si dice — furono dei pastori a vedere una luce abbagliante uscire dalle nubi e, dietro la luce, la casa.
Si trovava però troppo vicino al mare, esposta quindi ai pericoli delle incursioni saracene; inoltre anche lì cominciavano ad accorrere malfattori per derubare i fedeli venuti in pellegrinaggio. Perciò, otto mesi più tardi, la Casa venne nuovamente spostata dagli angeli su un terreno di proprietà di due fratelli, i conti Simone e Stefano Rinaldi di Antici, che però presto iniziarono ad approfittarsi dei pellegrini e a contendersi il denaro estorto ai devoti. E di nuovo, dopo soli quattro mesi, sempre gli angeli sollevarono la casa e la posarono, nel dicembre del 1294, al centro della strada che da Recanati conduce al porto, dunque in un luogo pubblico, che nessuno avrebbe potuto reclamare e sfruttare, sulla cima di una collina (il monte Prodo).
Nell'opera Storia della Santa Casa di Loreto, esposta in dieci brevi ragionamenti fra un sacerdote custode di S. Casa ed un divoto pellegrino – scritta da don Antonio Gaudenti, patrizio di Osimo e arcidiacono della Basilica Loretana , ed. seconda, Loreto 1790– è possibile trovare altre versioni relative alla traslazione della santa Casa.

### Storia del Santuario

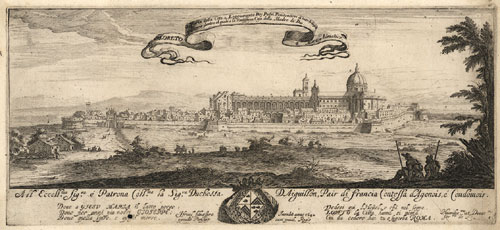
Il Santuario da una stampa del 1642

La storia del Santuario inizia il 10 dicembre 1294, con l'arrivo della casa che dicesi abitata una volta dalla famiglia della Vergine Maria a Nazareth e dove la Madonna avrebbe ricevuto l'annuncio della nascita di Gesù.
Dapprima la preziosa reliquia venne sopraelevata e coperta da una volta, per poi venire circondata da portici, quindi da una chiesetta e infine dall'attuale Basilica.
Nel 1468, per volontà del vescovo di Recanati, il forlivese Nicolò dall'Aste, cominciarono i lavori per la costruzione del grande tempio sia a protezione della Santa Casa sia per accogliere la gran folla di pellegrini sempre crescente.
Morto il vescovo già l'anno seguente, nel 1469, fu papa Paolo II a farne proseguire i lavori, anche perché nel 1464 quando egli, ancora cardinale, venne in visita a Loreto sarebbe stato miracolosamente guarito dalla Madonna. 
La facciata del Santuario fu iniziata nel 1571, sotto il pontificato di S. Pio V, da Giovanni Boccalini da Carpi e continuata da Giovanni Battista Ghioldi, fino al compimento, avvenuto nel 1587. Nel 1574 il pontefice Gregorio XIII, incaricò di agire come Commissario e Procuratore nel Santuario di Loreto S.E. mons. Aurelio Tibaldeschi vescovo di Ferentino e commendatario della commenda Melitensi di San Giacomo di Ferentino, di Albarese e di San Giustiniano di Perugia, affinché questi lavori nel Santuario venissero svolti a regola d'arte. Purtroppo S.E. mons. Aurelio Tibaldeschi non fu presente all'inaugurazione della facciata del Santuario del 1587 poiché morì nel maggio del 1585. Nel 1604 fu indetto il concorso per la decorazione della Sala del Tesoro, vinto dal Pomarancio, che prevalse sul Caravaggio, su Guido Reni e su Lionello Spada. La sala fu completamente decorata entro il 1610, quindi il Pomarancio si cimentò con gli affreschi della cupola, andati quasi completamente perduti.
Quasi in contemporanea Francesco Selva decorava con stucchi l'Atrio della Sacrestia e Tiburzio Vergelli realizzava, tra il 1600 ed il 1607, il maestoso battistero che ancora oggi si può ammirare nella prima cappella di sinistra della basilica.
Come completamento dei lavori, tra il 1604 ed il 1614, Carlo Maderno con l'aiuto dello zio Giovanni Fontana realizzava la fontana che orna tutt'oggi la piazza del Santuario.

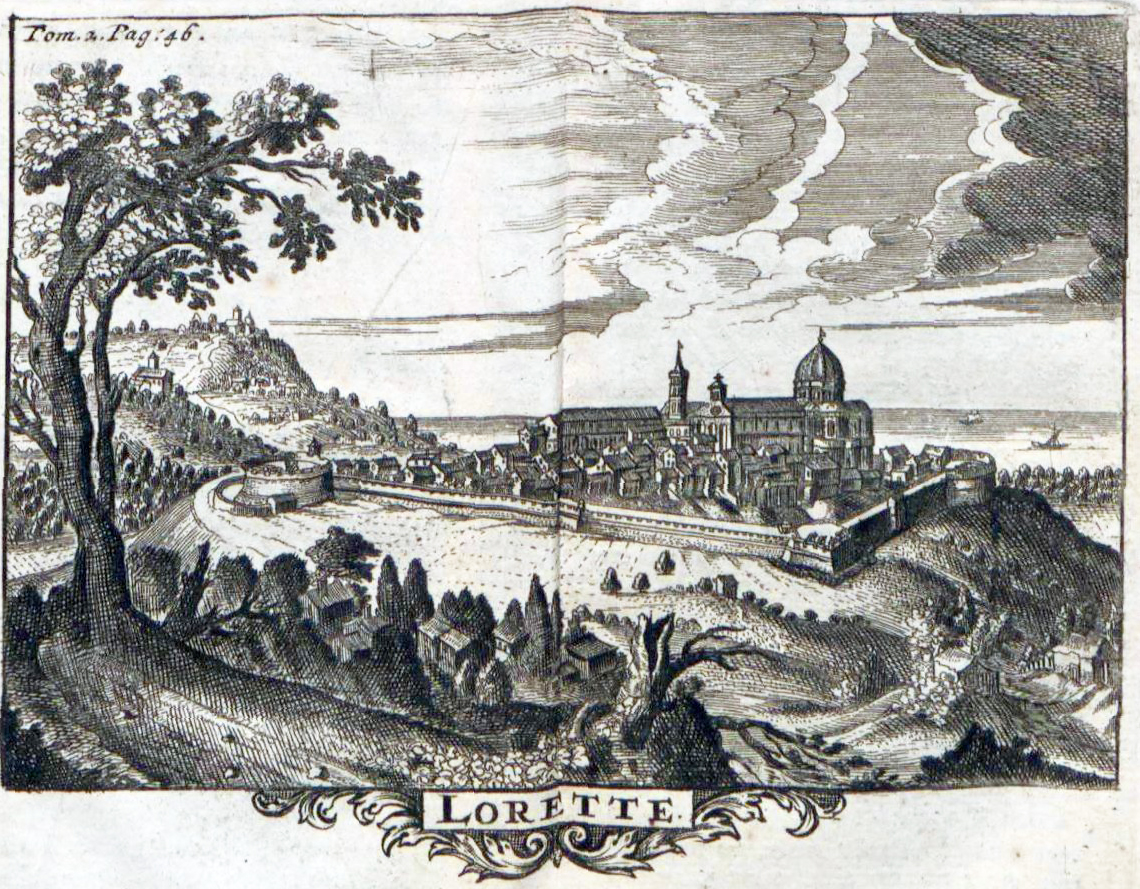
Illustrazione da Delices de l'Italie di Alexandre de Rogissart, 1709

Sempre nel 1604 il santuario lauretano venne visitato da padre Diego de Torres y Bollo, il quale vi concepì l'idea di diffondere il culto della Vergine di Loreto in tutto il Sud America e in particolare nelle missioni di cui egli stesso fu fautore ovvero le Riduzioni gesuite. Venne visitata anche da Renè Descartes cartesio come ringraziamento per l'opera da lui scritta
Con l'invasione napoleonica dei territori pontifici del febbraio 1797, Loreto venne occupata dai soldati francesi e fu oggetto di razzie e latrocini dai quali non fu risparmiato neppure il Santuario, come viene rievocato da monsignor Agostino Rivarola in una lettera del marzo 1797. In questo scritto, Rivarola in particolare chiama in causa le responsabilità di Ludovico Sensi, prelato schieratosi con l'invasore e da questi nominato Governatore generale della città. Stando a testimonianze, Sensi si sarebbe persino recato «in Chiesa coi muratori» per «demolire la Santa Casa», ma tale fu lo sdegno della popolazione, di fronte a questo proposito, che lo «scelerato» fu costretto a desistere.
Quando con il breve apostolico di Benedetto XV del 24 marzo 1920 la Madonna di Loreto fu proclamata protettrice degli aviatori, a Loreto si avvicendarono personaggi pubblici, anche di rango politico: "il 28 giugno 1922 arrivò in visita al Santuario il principe Umberto, il quale, dopo aver visitato la Santa Casa, tenne ad iscriversi alla Congregazione universale. Ma la visita più significativa fu quella effettuata il 24 ottobre 1936 da Mussolini".
Nel novembre del 1989 papa Giovanni Paolo II l'ha elevata alla dignità di Basilica pontificia minore, affermando nel 1993 che "la Santa Casa ricorda, in pari tempo, anche la grandezza della vocazione alla vita consacrata e alla verginità per il Regno, la quale ebbe qui la sua gloriosa inaugurazione nella persona di Maria, Vergine e Madre", e che essa è uno dei "luoghi, dove si va per ottenere la grazia".

### Legame tra la Madonna di Loreto e l'aviazione
La tradizione lauretana, relativa al trasporto della casa di Maria, per opera di angeli da Nazareth all'antica Illiria (1291) poi da lì all'antico territorio di Recanati (1294), appariva quanto mai suggestiva per la scelta della Madonna di Loreto quale Patrona chi si muove per le vie dell'aria.
Poeti e pittori avevano rievocato tale trasporto già nei secoli XVII e XVIII, immaginando il volo della casa nazarena quasi come una moderna trasvolata: tra i primi esempi si può citare il dipinto Trasporto della Santa Casa di Loreto di Giovan Battista Rositi da Forlì del 1501 e conservato oggi nel Museo diocesano di Velletri. Il più famoso è l'affresco, e relativo bozzetto, che Giambattista Tiepolo realizzò nel 1743 per la volta della Chiesa degli Scalzi di Venezia e oggi conservati alle Gallerie dell'Accademia.
Così, sin dal 1912 la Società Aviatori e Aeronauti con sede a Torino, si era affidata alla protezione della Madonna di Loreto. Pochi anni dopo, verso il 1915, quella società, sotto la presidenza dell'onorevole Carlo Montù, fece ornare la propria bandiera con l'immagine della Vergine Lauretana. Si legge anche che nel 1915 le mura della Santa Casa furono dipinte all'interno delle carlinghe della XXV Squadriglia, segno di un'esplicita devozione verso la Madonna della casa volante.
Il rapporto che lega la Madonna di Loreto ed il mondo aeronautico risale ufficialmente al 1920, quando venne proclamata "Aeronautarum Patrona" da Papa Benedetto XV.
La Madonna di Loreto è da allora patrona degli Aviatori. Diversi sono stati gli eventi aerei a partire dagli anni '50, con un'interruzione nel 2000 dovuta a motivi burocratici. Nel 2010 e 2011 invece, in occasione dei 90 anni dalla sua proclamazione a Patrona degli aviatori, sono stati organizzati due spettacoli aerei che hanno riscosso un notevole successo di pubblico.
Il 7 ottobre 2019 la Congregazione per il culto divino e la disciplina dei sacramenti ha decretato l'inserimento della memoria facoltativa della Beata Maria Vergine di Loreto nel Calendario romano alla data del 10 dicembre.

### Gli interventi tra Ottocento e Novecento
Nel 1883 fu fondata la Congregazione universale della Santa Casa, affidata alla direzione dei frati cappuccini; scopo dell'istituzione era la diffusione della devozione verso la Santa Casa, con una visione universalistica e perciò promossa in tutti i paesi cattolici. Grazie a consistenti offerte provenienti da ogni parte del mondo, nel VI Centenario della Traslazione della Santa Casa, la congregazione promosse la decorazione di sette cappelle absidali, ciascuna con le offerte dei fedeli di una lingua o di una nazione. L'intervento fu curato da Giuseppe Sacconi, che scelse invece di lasciare due cappelle con le decorazioni originale, per il loro valore storico ed artistico. Nell'occasione, anche la cupola fu restaurata staticamente e nuovamente affrescata, con le offerte dei fedeli italiani. Per quanto riguarda l'aspetto esterno della basilica, Sacconi ripristinò i finestroni gotici in pietra bianca del Conero.

## Descrizione

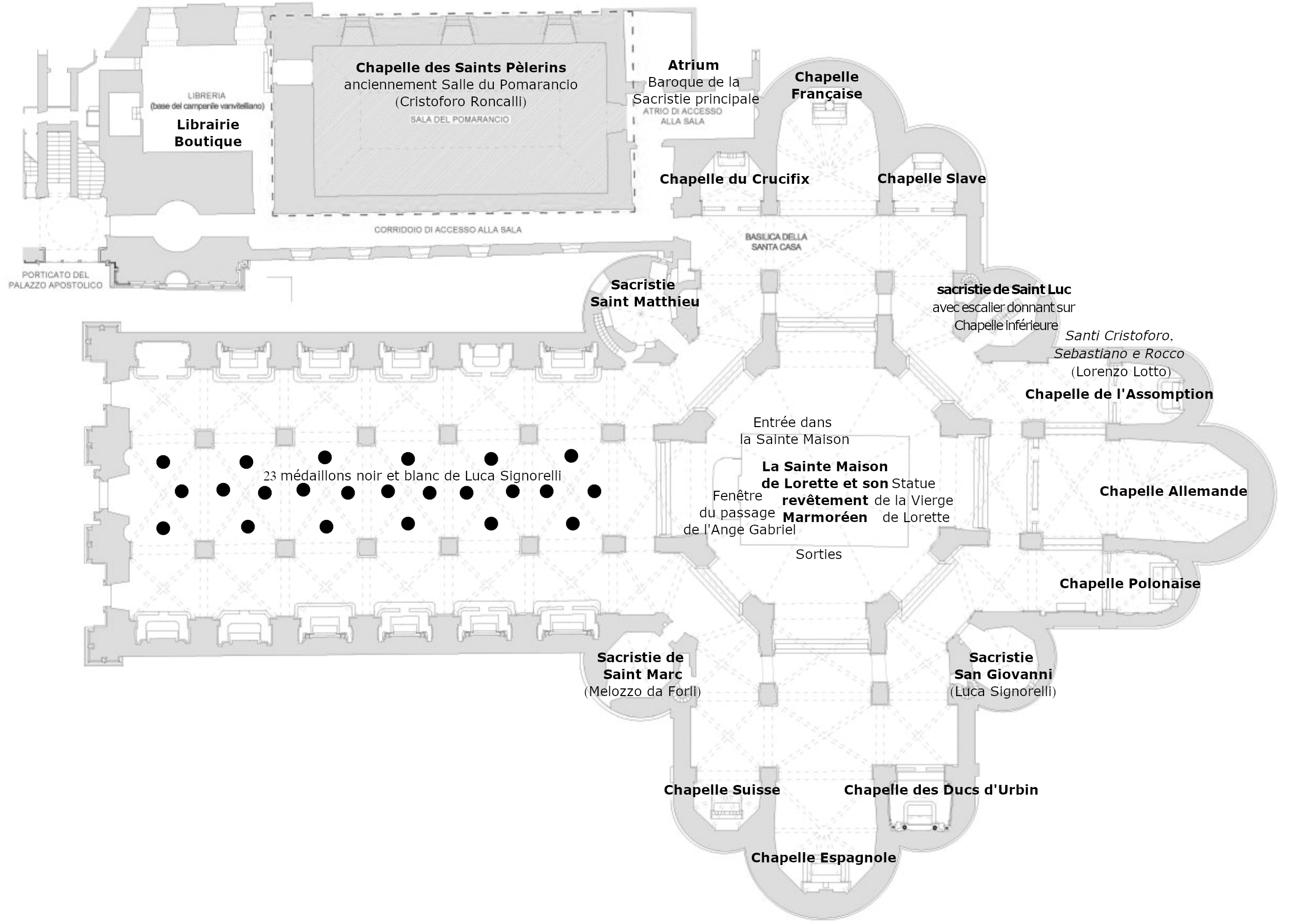
Pianta della Basilica di Loreto

### Esterno

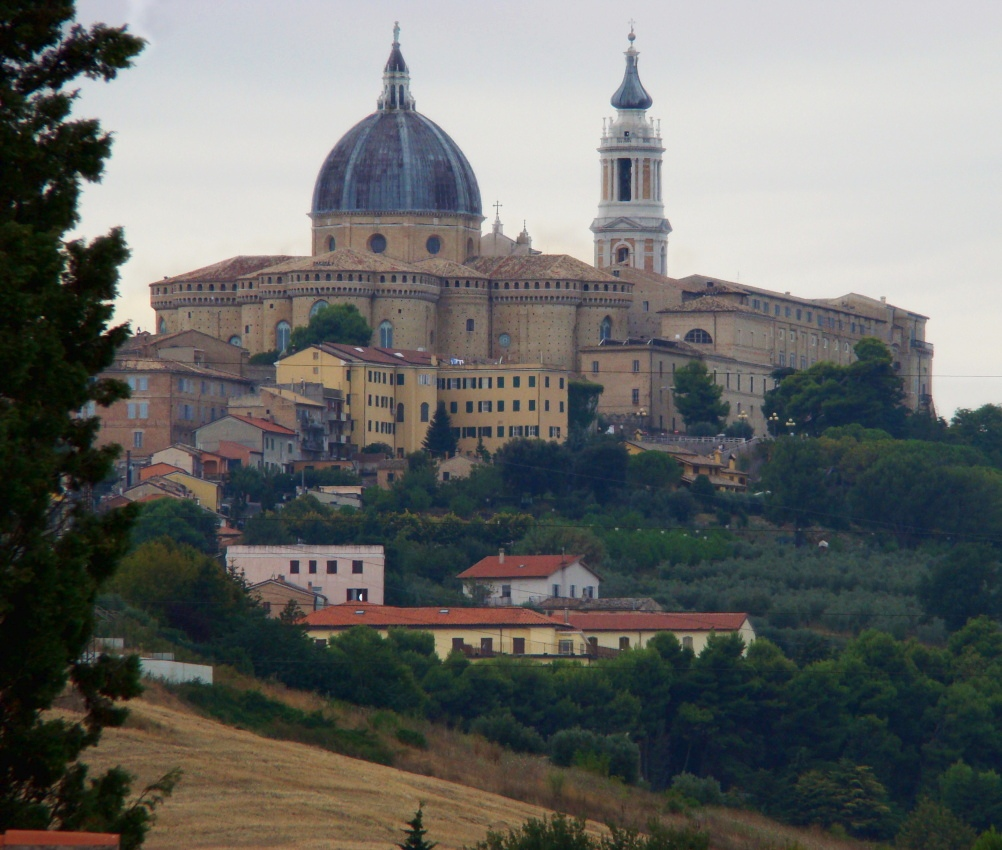
Veduta del Santuario a dominio dell'abitato

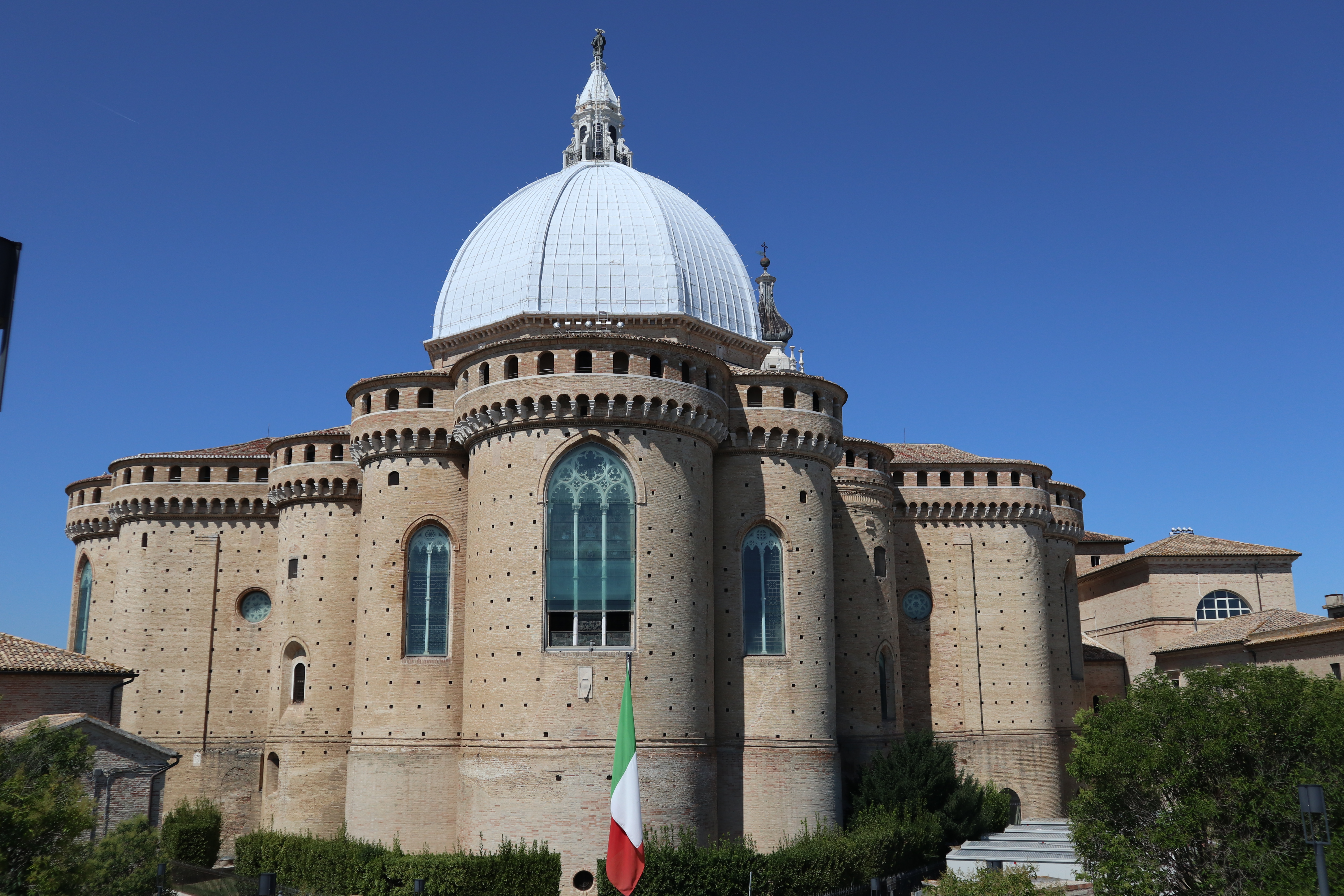
Veduta della parte absidale

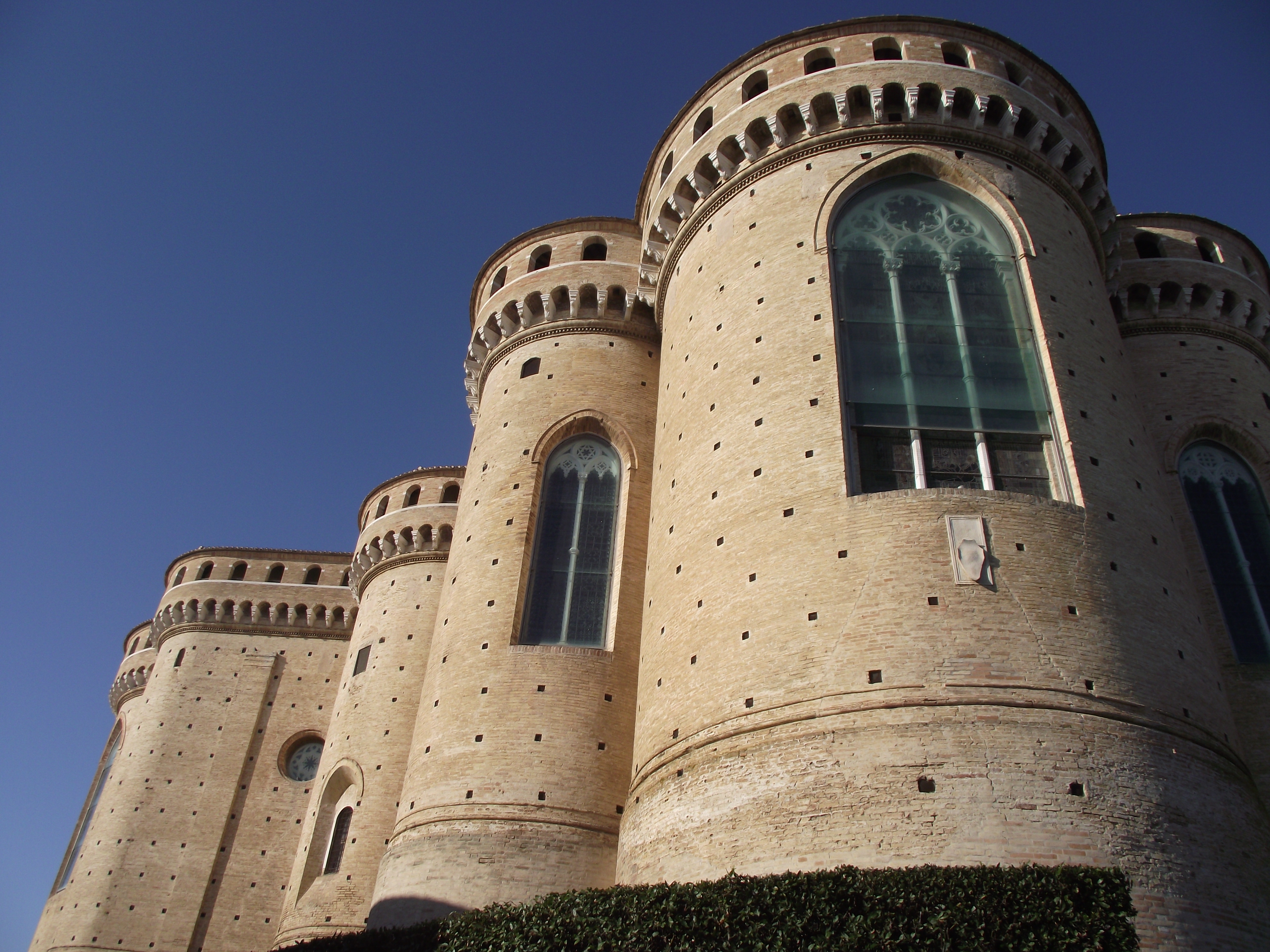
Veduta delle absidi con i camminamenti di ronda fortificati

La Basilica di Loreto rappresenta uno dei più importanti monumenti gotico-rinascimentali d'Italia, dove lavorarono i più grandi architetti dell'epoca: Marino di Marco Cedrino, Baccio Pontelli, Giuliano da Sangallo, Giuliano da Maiano, Francesco di Giorgio Martini, Bramante, Andrea Sansovino e Antonio da Sangallo il Giovane.
La costruzione, orientata secondo l'asse tradizionale est-ovest, fu iniziata su probabile progetto del veneziano Marino di Marco Cedrino, in uno stile gotico, ma già di un certo sapore rinascimentale. Il 3 ottobre del 1471 Iacopo Petruccio venne nominato muratore et fabricatorem dal Commissario pontificio. Innalzò i muri maestri e i pilastri dell'abside a partire dal braccio meridionale della crociera, collaborando alla fabbrica del santuario fino al 1476 o al 1477..
La realizzazione e continuazione spettano al grande architetto toscano Baccio Pontelli. La sua superba opera, eseguita a partire dal 1487-1488, è ben visibile nei semplici fianchi in cotto e negli imponenti volumi dei transetti-presbiterio circondati da innumerevoli cappelle. In questa complessa parte absidale, tutta giocata in un susseguirsi di innumerevoli corpi semicircolari, risulta più evidente la struttura a fortificazione; quasi fosse una "fuga" di torrioni di una rocca, volta a difendere il santo luogo da incursioni turche. Coronata in alto da un vero e proprio cammino di ronda su beccatelli, è solo appena ingentilita dagli alti finestroni gotici in pietra bianca del Conero - opere di ripristino realizzate durante la campagna di restauri del Sacconi - costituisce un mirabile esempio di connubio fra l'esigenza pratica della difesa militare e il gusto estetico rinascimentale.

### Camminamenti di ronda
Come già evidenziato precedentemente nella sezione Architettura, la basilica è fortificata nella parte alta con un cammino di ronda e beccatelli in pietra, che li sostengono con funzione anche decorativa; su incarico del cardinale Girolamo Basso della Rovere la costruzione fu iniziata da Giuliano da Maiano e successivamente modificata e portata a termine da Baccio Pontelli in stile tipicamente rinascimentale.
I camminamenti di ronda sono corridoi coperti e sporgenti con una serie continua di finestre a volta attorno alla parte superiore della basilica, per consentire agevole difesa in caso di attacchi - come già era avvenuto da parte dei Turchi in maniera sanguinosa ad Otranto nel 1480; l'anno prima nella vicina Grottammare e nel 1518 a Porto Recanati; attacco quest'ultimo che causò un ordine di papa Leone X per un'ulteriore fortificazione di Loreto, la quale fortunatamente non fu mai attaccata.
Nella parte alta interna della costruzione e dietro i camminamenti, si trovano le stanze che un tempo erano adibite ad alloggio delle guardie per la difesa del santuario. Tali sono oggi adibite a museo per la raccolta di oggetti antichi, cimeli sportivi dell'aeronautica e ad altri usi religiosi e culturali, vi si può anche ammirare il manichino di una guardia in abiti dell'epoca con le alabarde e altri oggetti.
I camminamenti stessi sono stati restaurati e dal 2009 si possono visitare; dall'alto di questi si può ammirare una bellissima vista sulle campagne circostanti e sulla Riviera del Conero.

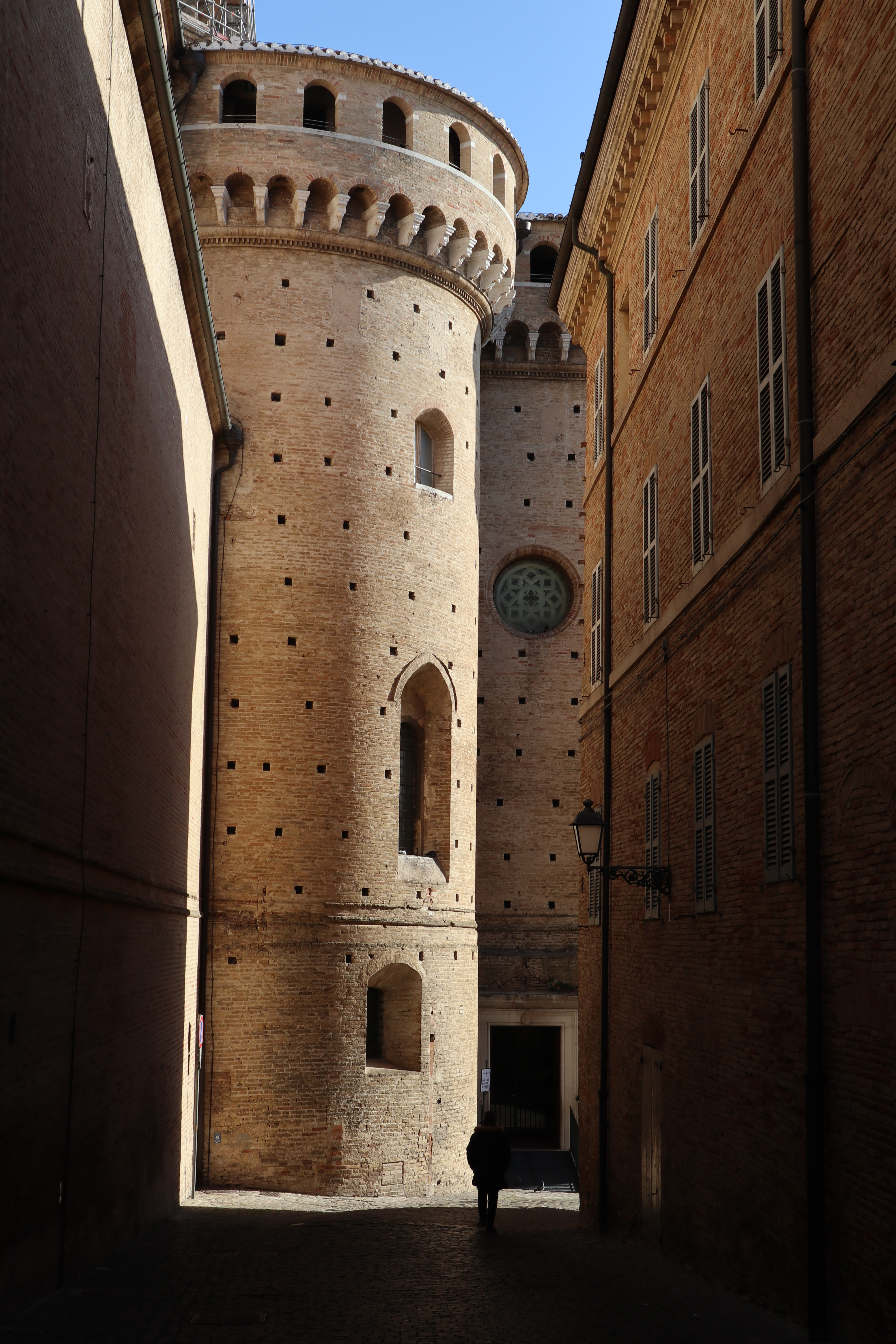
Absidi esterne
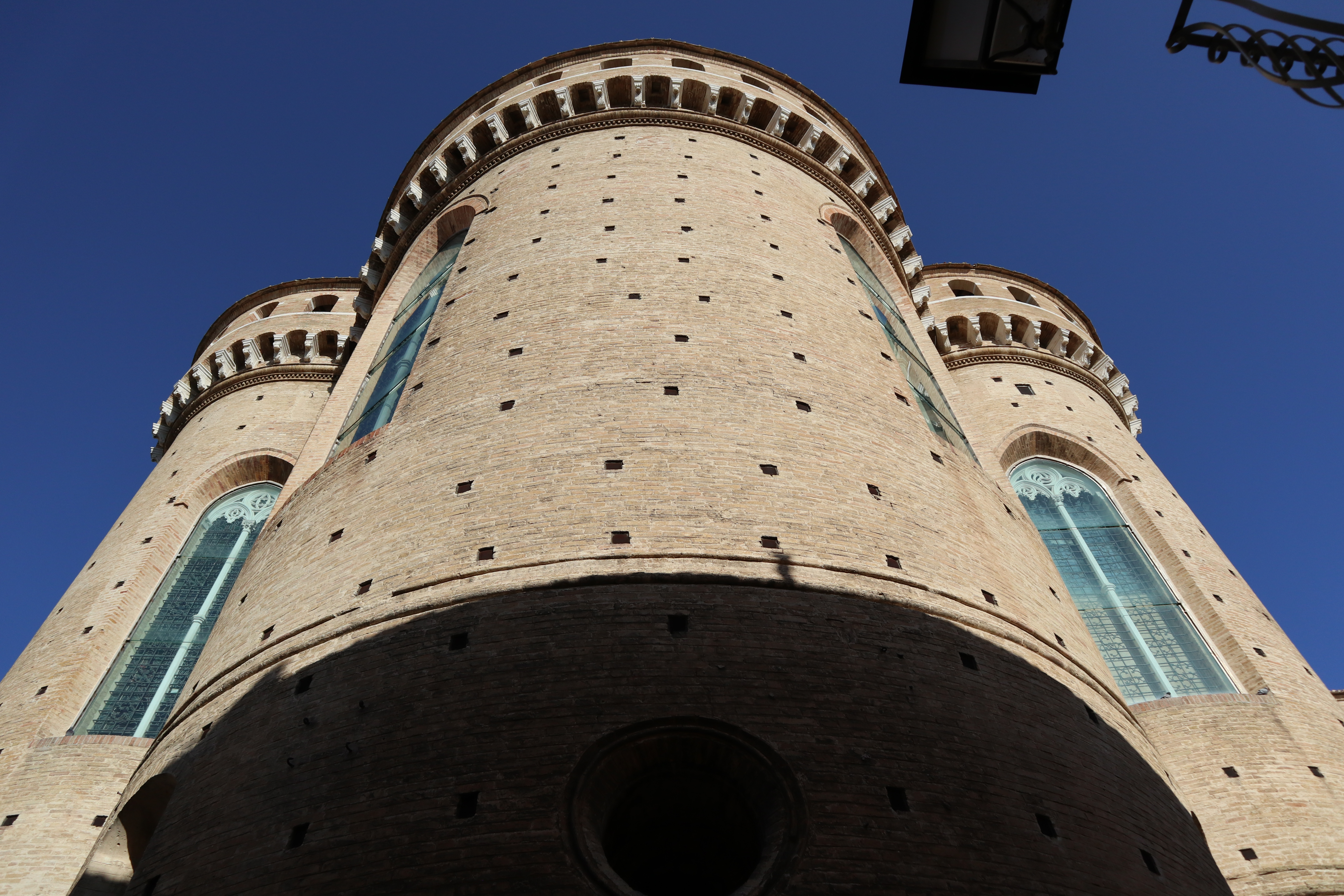
Absidi esterne
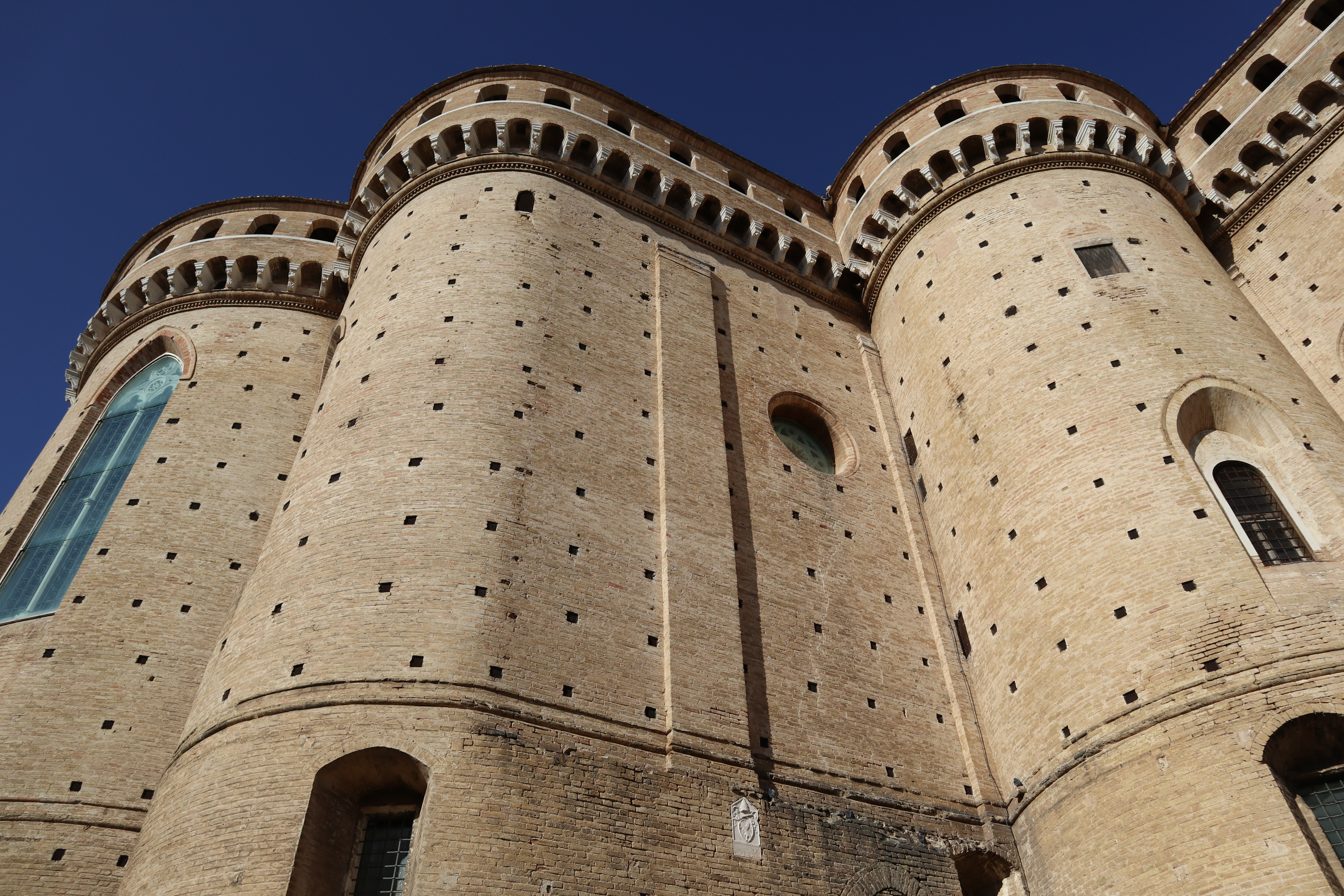
Camminamenti di ronda
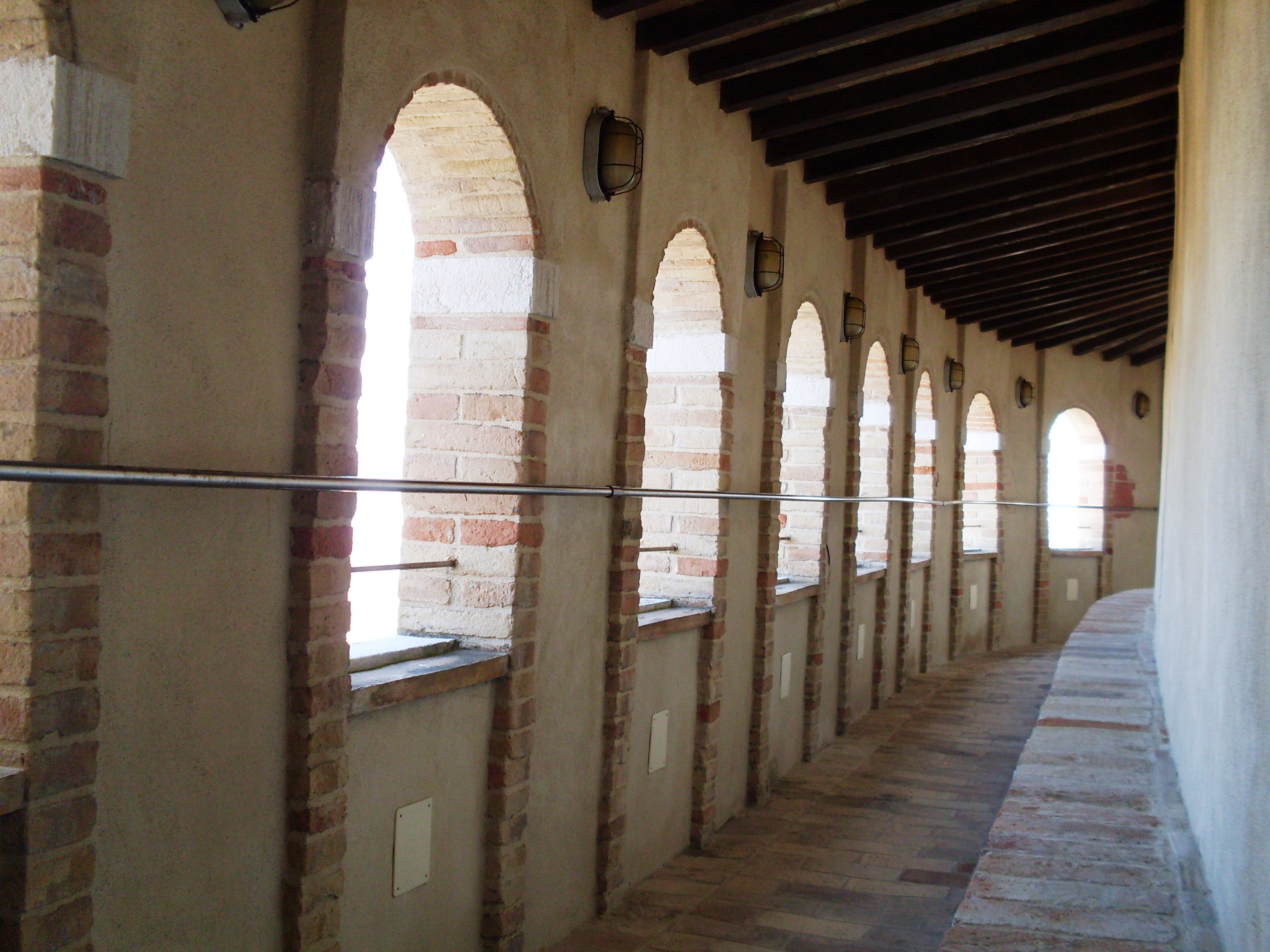
Cammino di ronda interno

### Cupola

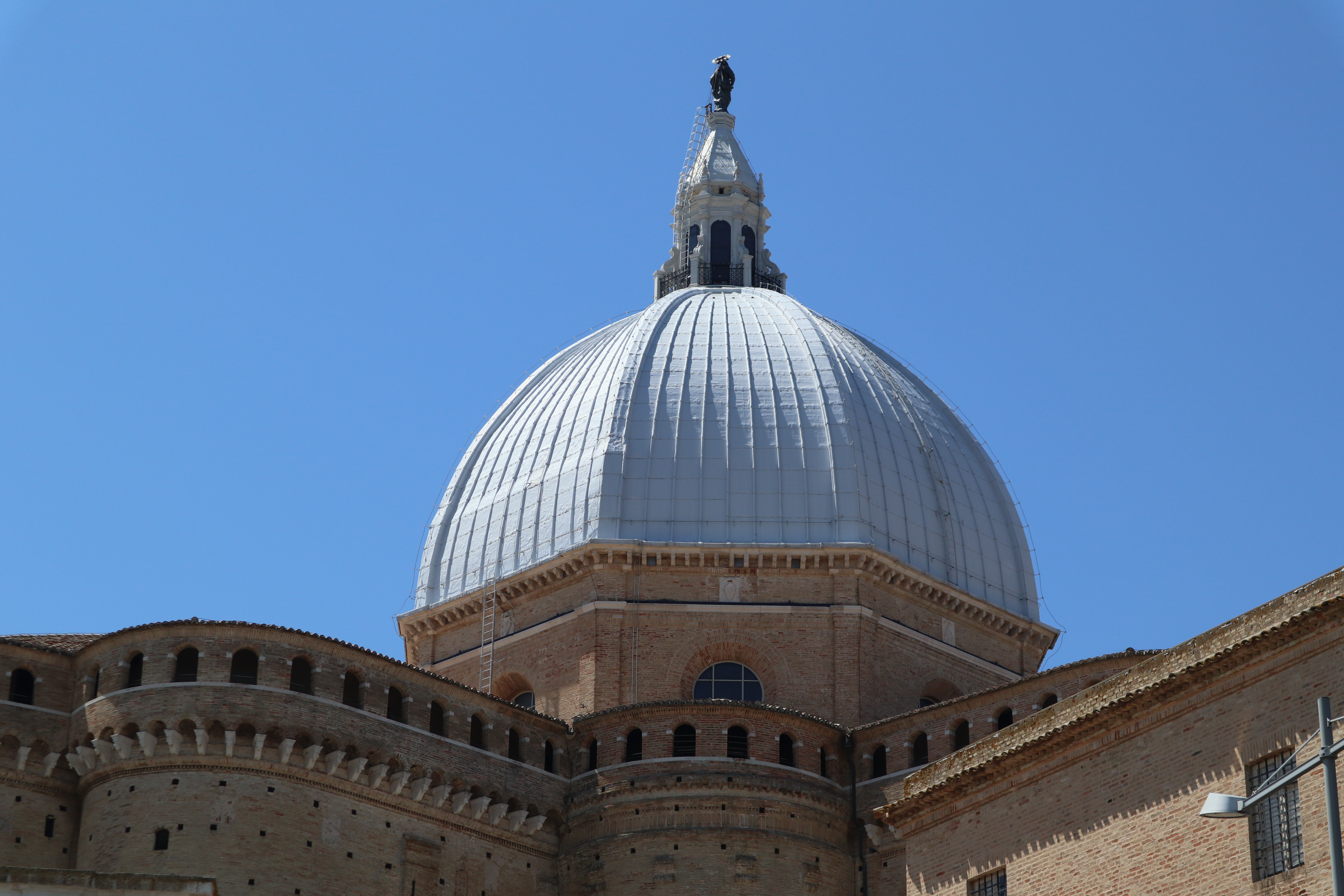
La cupola di Giuliano da Maiano e Giuliano da Sangallo

Di chiaro stile rinascimentale è la cupola che caratterizza il panorama lauretano, visibile in un vasto territorio che va dal mare alle valli collinari vicine. Il tamburo ottagonale è stato elevato fino al cornicione da Giuliano da Maiano, e compiuto nella calotta da Giuliano da Sangallo voltata in soli nove mesi, dal settembre 1499 "alle ore XV del 23 maggio" del 1500, come l'architetto annota nel suo diario. Era sabato e « [...] io Giuliano di Francesco di Sangallo fiorentino, con grandissima solennità e devozione e precisione, murai l'ultima pietra».
La cupola, dal diametro di ben 22 metri, era la seconda per grandezza realizzata in epoca rinascimentale, inferiore solo a quella brunelleschiana del Duomo di Firenze, a cui è palesemente ispirata. Quarta dell'epoca dopo il Pantheon di Roma e Santa Sofia di Istanbul.

### Facciata

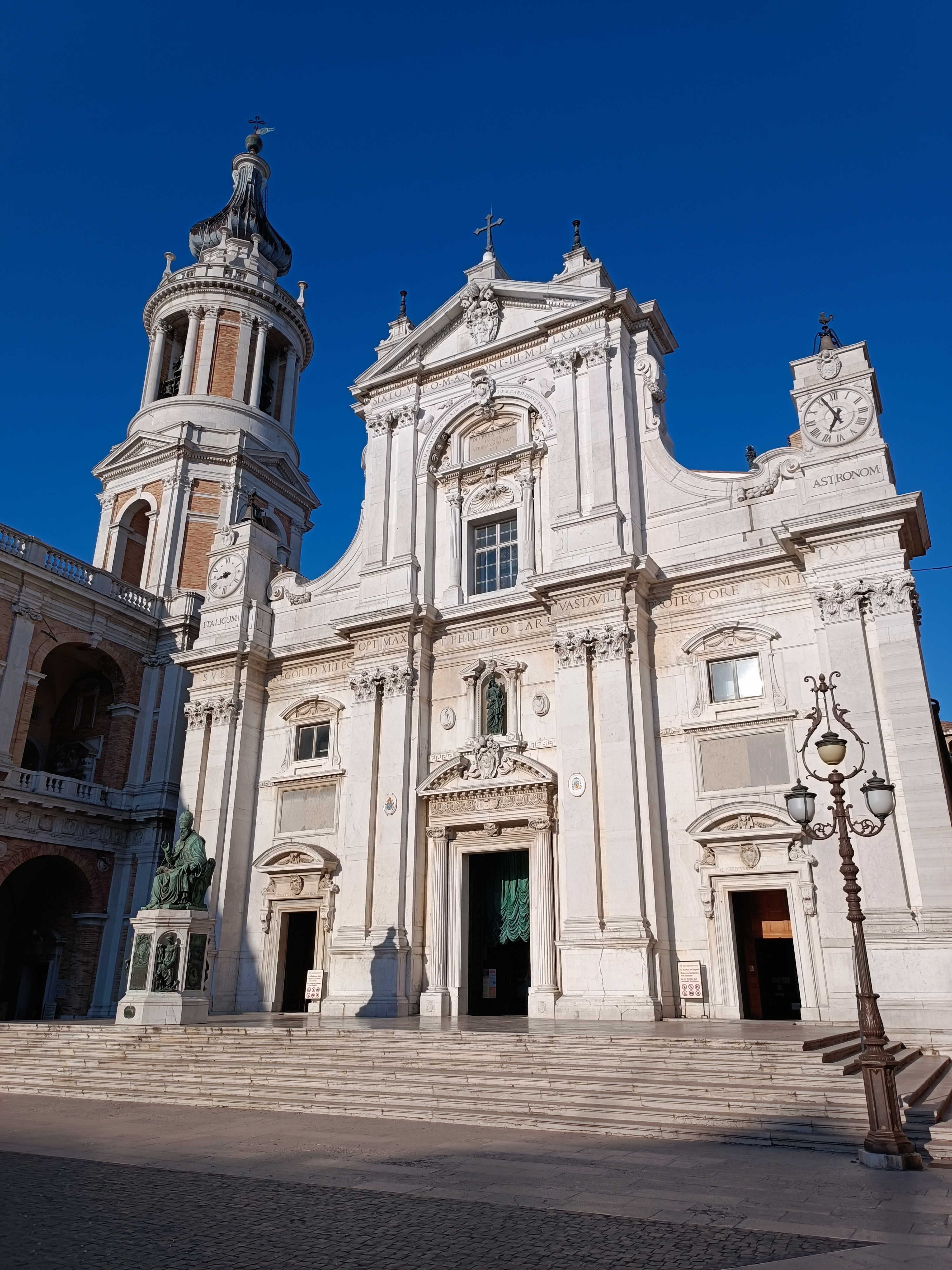
La facciata

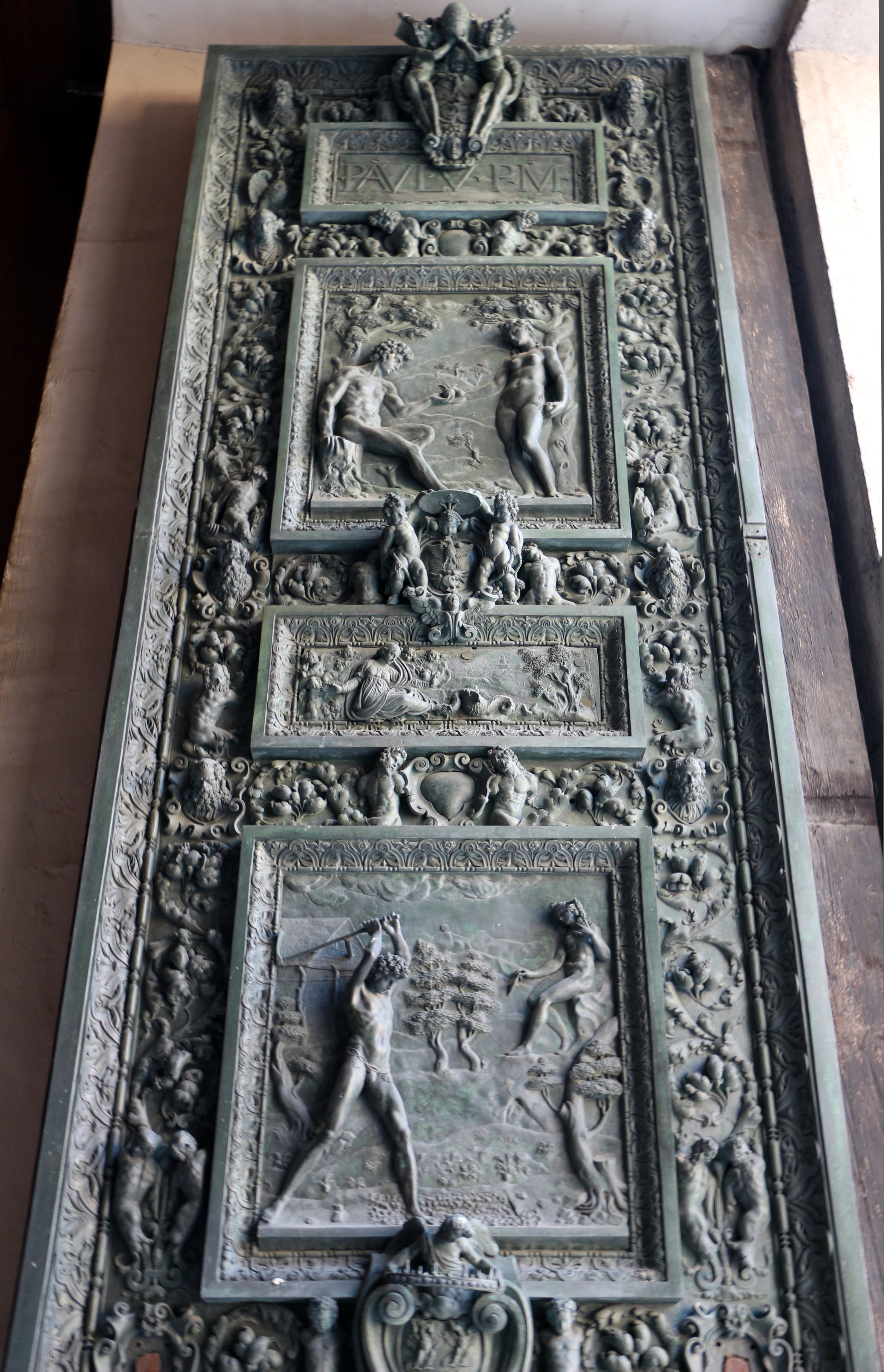
Particolare della porta bronzea centrale

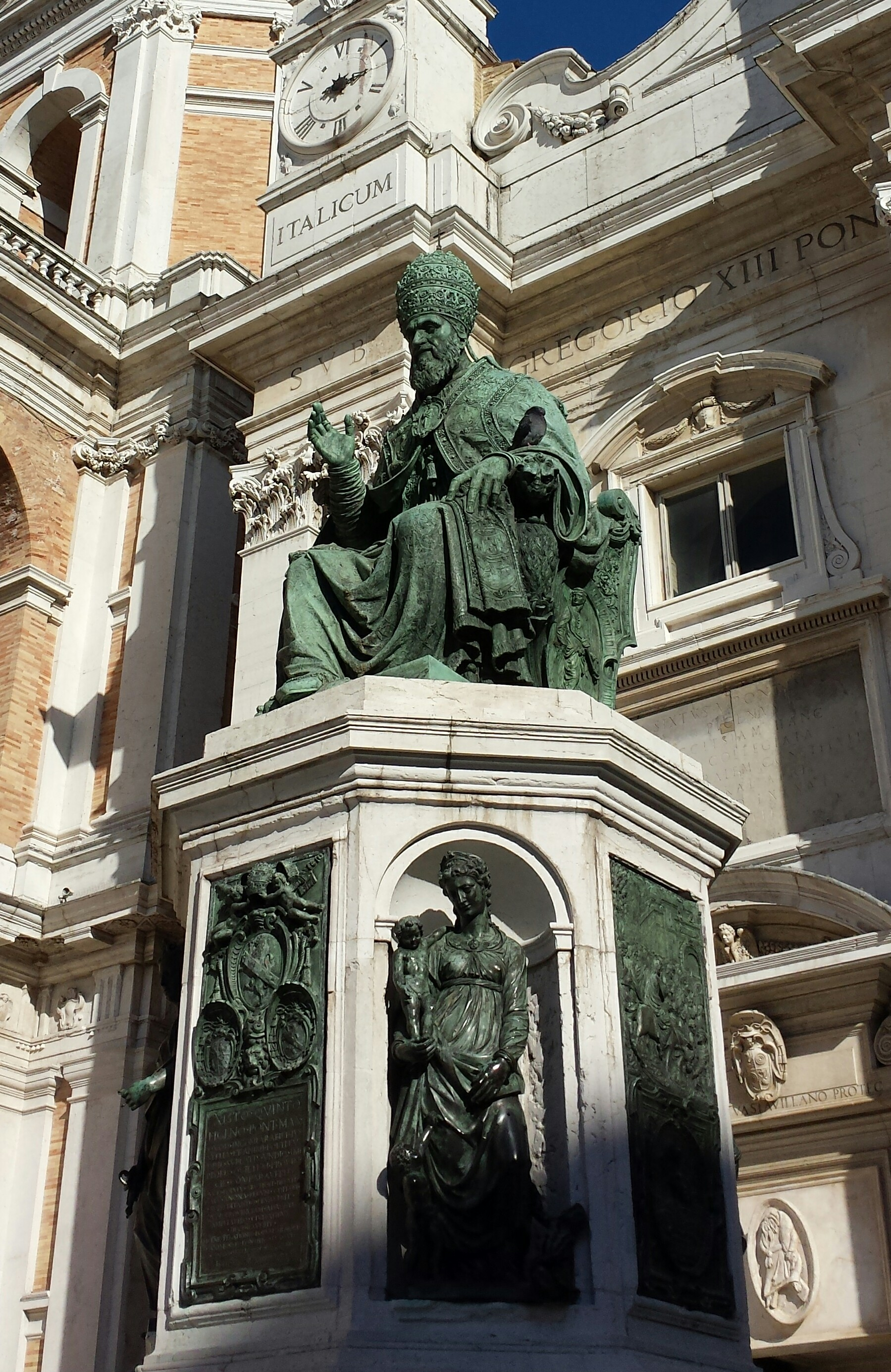
La statua di papa Sisto V

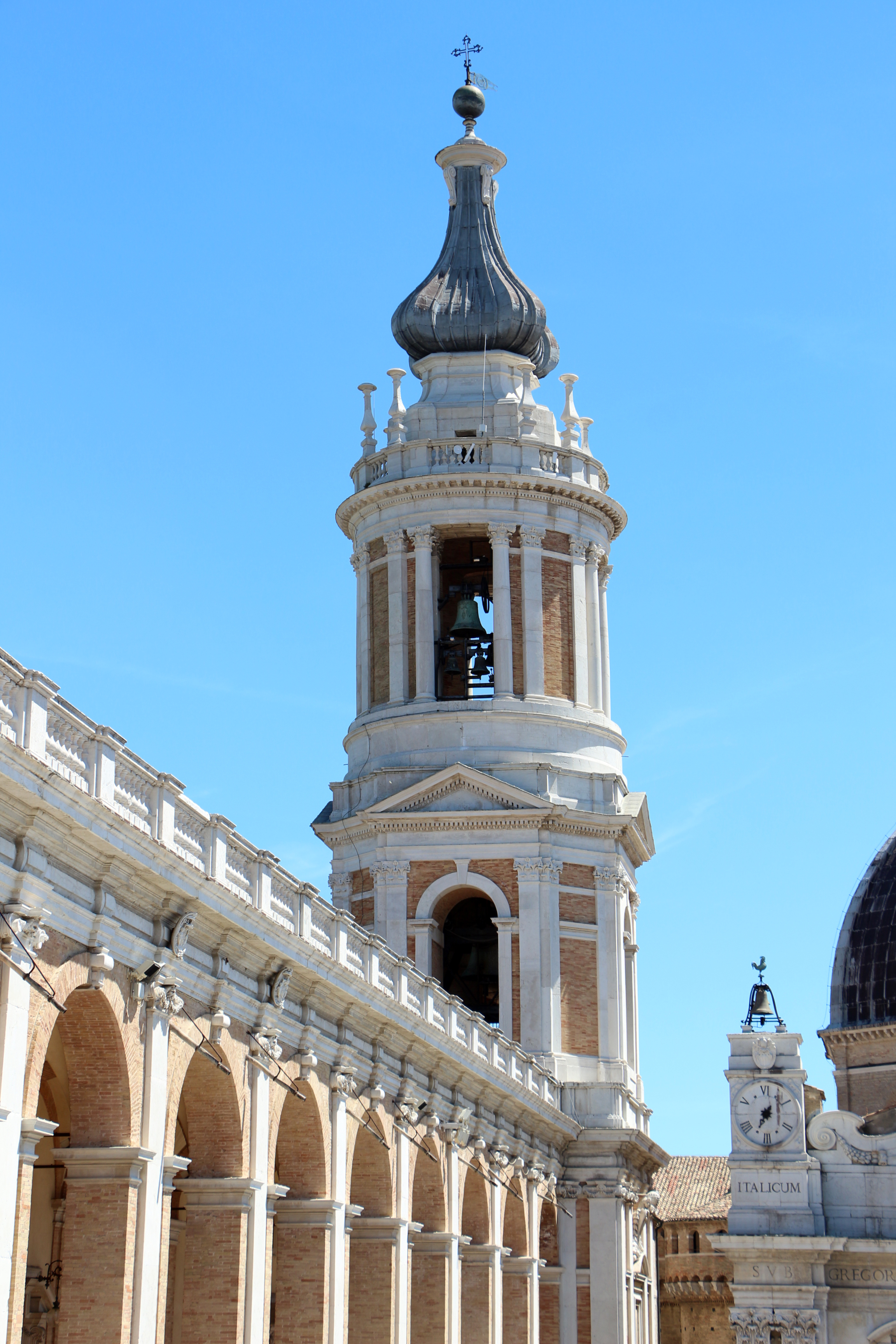
Il Campanile Vanvitelliano

Per la facciata venne chiesto il progetto al Bramante, ma fu eseguita solo molto tempo dopo; il disegno originale venne molto rielaborato in stile tardo-rinascimentale da Francesco Boccalini, che iniziò nel 1571 la parte inferiore fino al cornicione; fu da qui continuata da Giovan Battista Ghioldi e terminata nel 1587 da Lattanzio Ventura per volere di Papa Sisto V, il cui nome è scritto nel cornicione superiore. Si presenta in pietra bianca d'Istria, divisa verticalmente in tre parti da quattro coppie di pilastri, a suggerire le tre navate interne. Sopra la porta centrale è la statua della Madonna col Bambino, realizzata in bronzo nel 1582-83 da Antonio di Girolamo Lombardo.

#### Porte bronzee
Vi si aprono tre magnifiche porte bronzee, frutto della prestigiosa Scuola di scultura che fiorì a Recanati tra la fine del Cinquecento e gli inizi del Seicento. Furono volute dal cardinale Antonio Maria Gallo, rettore del santuario fra 1587 e il 1620, per il Giubileo dell'anno 1600. Esse rappresentano scene del Vecchio Testamento atte a guidare spiritualmente il pellegrino verso il mistero dell'Incarnazione, di cui Santa Casa ne è, per i devoti, il simbolo più importante.

##### Porta centrale
La porta centrale fu realizzata da Antonio di Girolamo Lombardo, con la collaborazione dei suoi figli Antonio, Pietro e Paolo. Iniziata nel 1590 fu portata a termine solo nel 1611. Vi sono sei formelle maggiori e sei minori con rappresentazioni tratte dal Vecchio Testamento.
Nell'anta di sinistra sono raffigurati, partendo dall'alto verso il basso:
- Creazione di Eva;
- Cacciata dal Paradiso terrestre.
- Caino che uccide Abele;

In quella di destra, partendo dall'alto verso il basso:
- Peccato originale;
- Lavoro di Adamo ed Eva;
- Fuga di Caino.

Al di sopra, in una nicchia, è posta la statua altresì bronzea della "Madonna col Bambino", opera di Girolamo Lombardo e completata nel 1583.

##### Porta destra
La Porta destra, ritenuta la più bella, fu commissionata ad Antonio Calcagni nel 1590 che la ideò e in gran parte la modellò. Morto egli nel 1593, fu completata nell'anno 1600 dal nipote Tarquinio Jacometti e da Sebastiano Sebastiani, i quali rielaborono e integrarono il progetto originale.
Nell'anta di sinistra sono raffigurati, partendo dall'alto verso il basso:
- Sacrificio di Abele e di Caino;
- Sacrificio di Noè dopo il diluvio;
- Trasporto dell'Arca e danza di re Davide;
- Mosè ed il roveto ardente;
- Abigail placa re Davide.

In quella di destra, partendo dall'alto verso il basso:
- Uccisione di Abele;
- Scala di Giacobbe;
- Trono di Salomone;
- Adorazione del serpente di bronzo;
- Ester davanti ad Assuero.

##### Porta sinistra
La Porta sinistra fu commissionata nel 1590 a Tiburzio Vergelli il quale, in collaborazione con Giovan Battista Vitali, la terminò nel 1596 ed è ritenuta un capolavoro di maestria tecnica, di armonia compositiva e di decorazione ornamentale.
La porta è composta da dieci formelle principali che rappresentano, partendo dall'alto in basso e dall'imposta di sinistra verso quella di destra:
- Creazione di Adamo;
- Creazione di Eva;
- Agar confortata dall'angelo;
- Rebecca al pozzo incontra Elzeario;
- Sacrificio di Abramo;
- Trionfo di Giuseppe, viceré d'Egitto;
- Passaggio del Mar Rosso;
- Giuditta uccide Oloferne;
- Caduta della manna;
- Mosè fa scaturire le acque dal Monte Oreb.

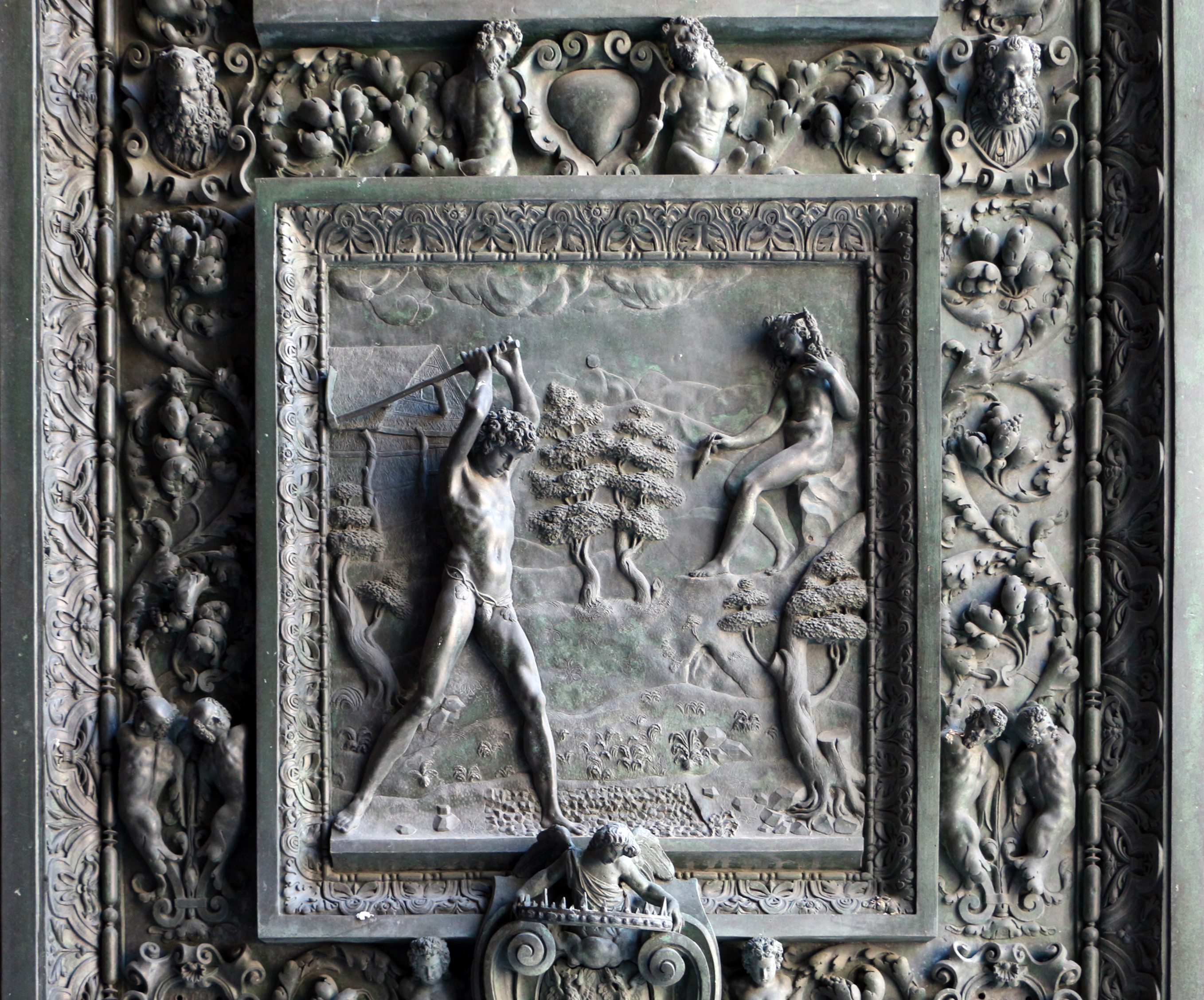
Particolare della porta centrale
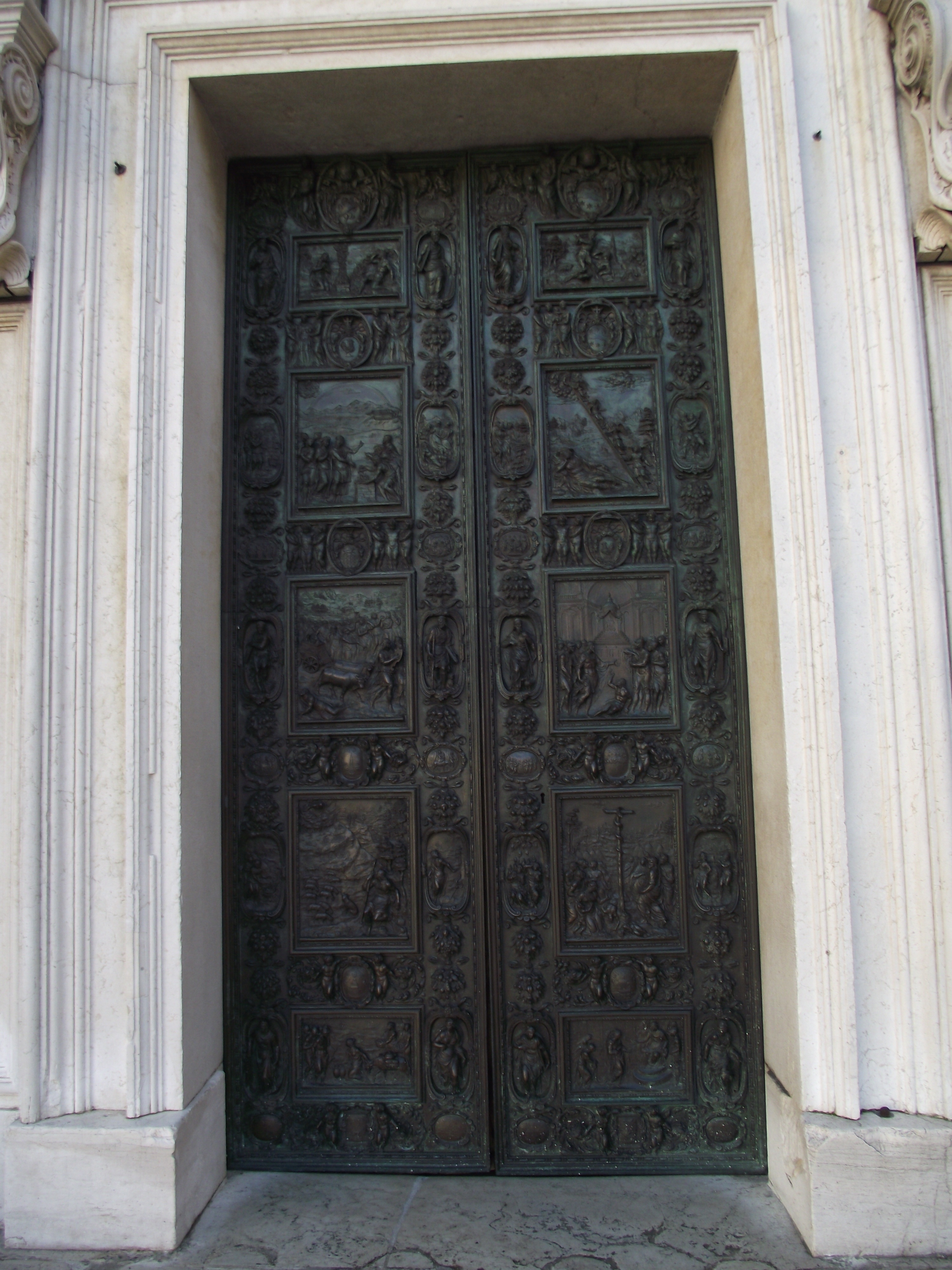
Porta bronzea di destra
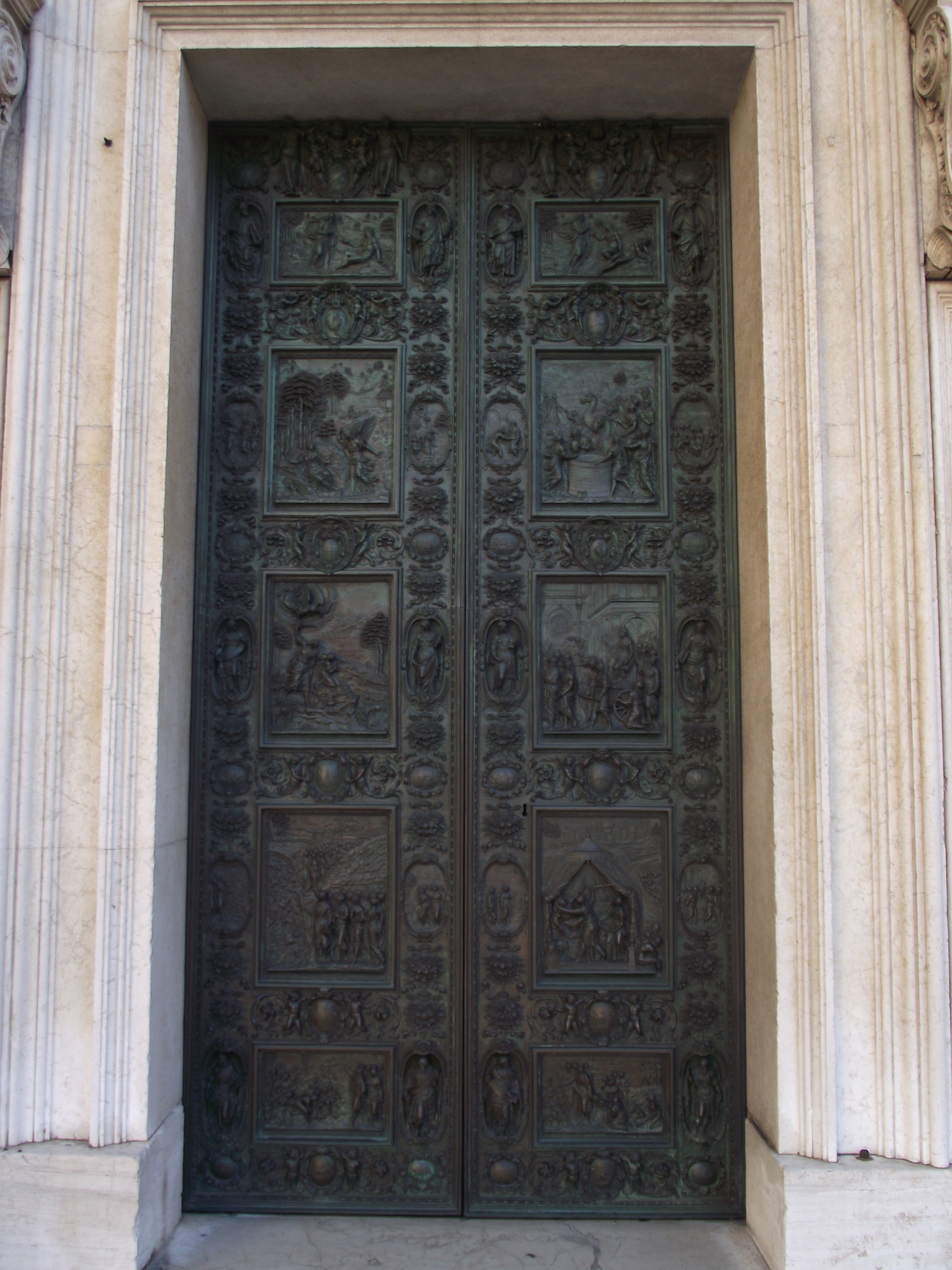
Porta bronzea di sinistra

### Monumento a papa Sisto V
Precede la facciata una scalinata che ne determina il sagrato, sui gradini del lato sinistro è collocato il monumento a Papa Sisto V: si tratta del papa che nella bolla Pro excellenti praeminentia del 17 marzo 1586 "afferma esplicitamente, senza alcuna formula cautelativa, che «il tempio di Loreto contiene quella sacra stanzetta che fu consacrata dai misteri divini»".
La statua bronzea benedicente dalla sedia gestatoria, opera del 1587-1589 dovuta ad Antonio Calcagni con la collaborazione di Tiburzio Vergelli, venne realizzata a spese della Provincia della Marca e di otto prelati piceni creati cardinali da Sisto V.

### Campanile Vanvitelliano
Sul lato sinistro della Basilica svetta l'alto campanile di 75,60 m che fu realizzato su disegno del grande architetto italiano di origini olandesi Luigi Vanvitelli, autore della nota Reggia di Caserta, tra il 1750 e il 1754. Ospita un carillon di nove campane che intonano le note delle "Litanie lauretane". Nella cella campanaria ottagonale è collocata la campana maggiore, denominata affettuosamente Loreta, fusa nel 1515 da Bernardino da Rimini, che con il suo diametro di 184 cm e peso stimato intorno ai 50 quintali risulta essere la più grande delle Marche e tra la 17º e la 22º d'Italia.
Nella cella campanaria circolare sono collocate le altre 8 campane del concerto, fuse prevalentemente da Luigi Baldini di Sassoferrato (1830) e da Lucio Broili di Udine (1960), mentre la campana maggiore del concerto, che guarda Piazza della Madonna, è stata fusa da Francesco Franceschi di Ancona nel 1610.

### Interno

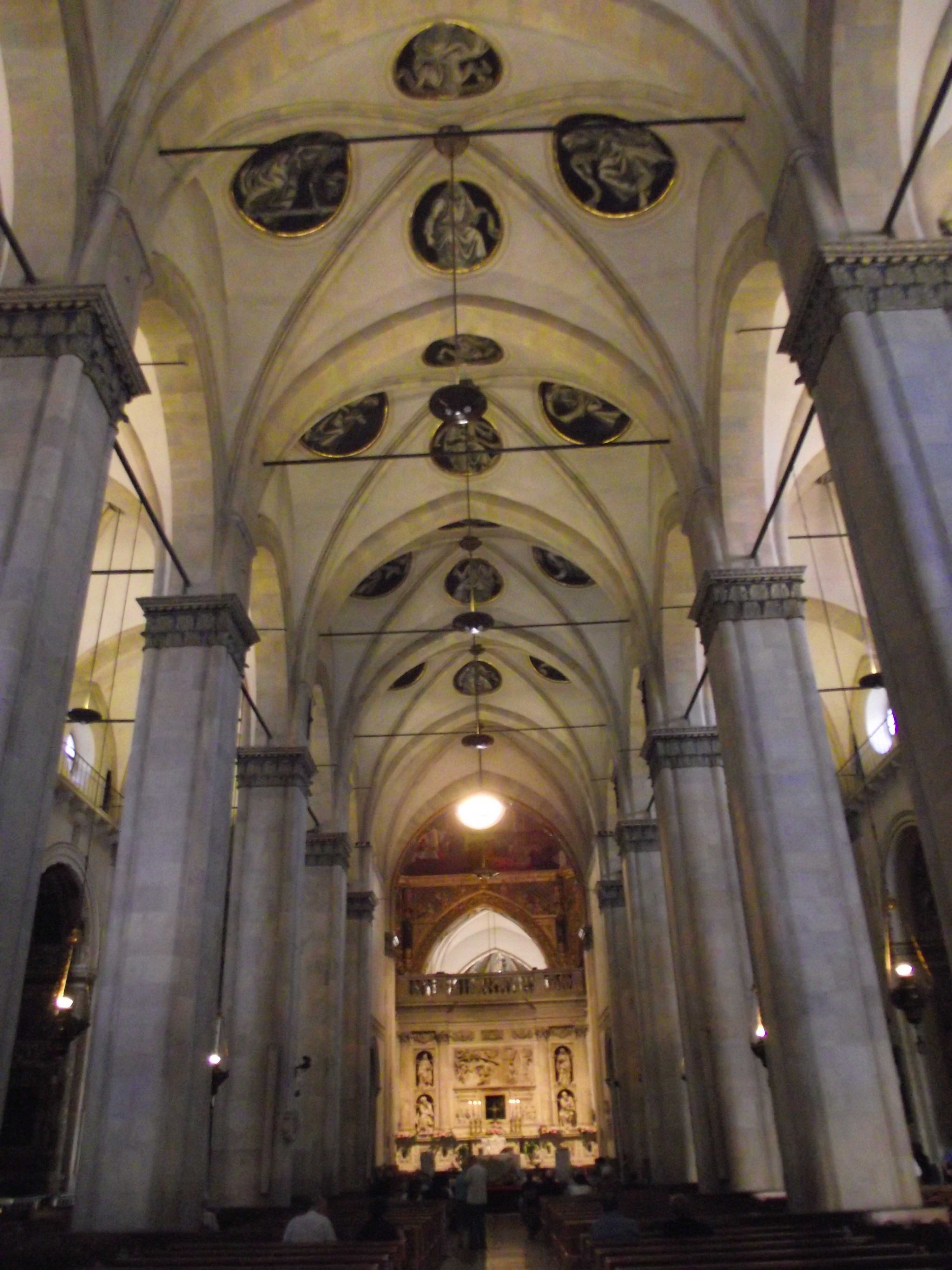
L'interno della Basilica

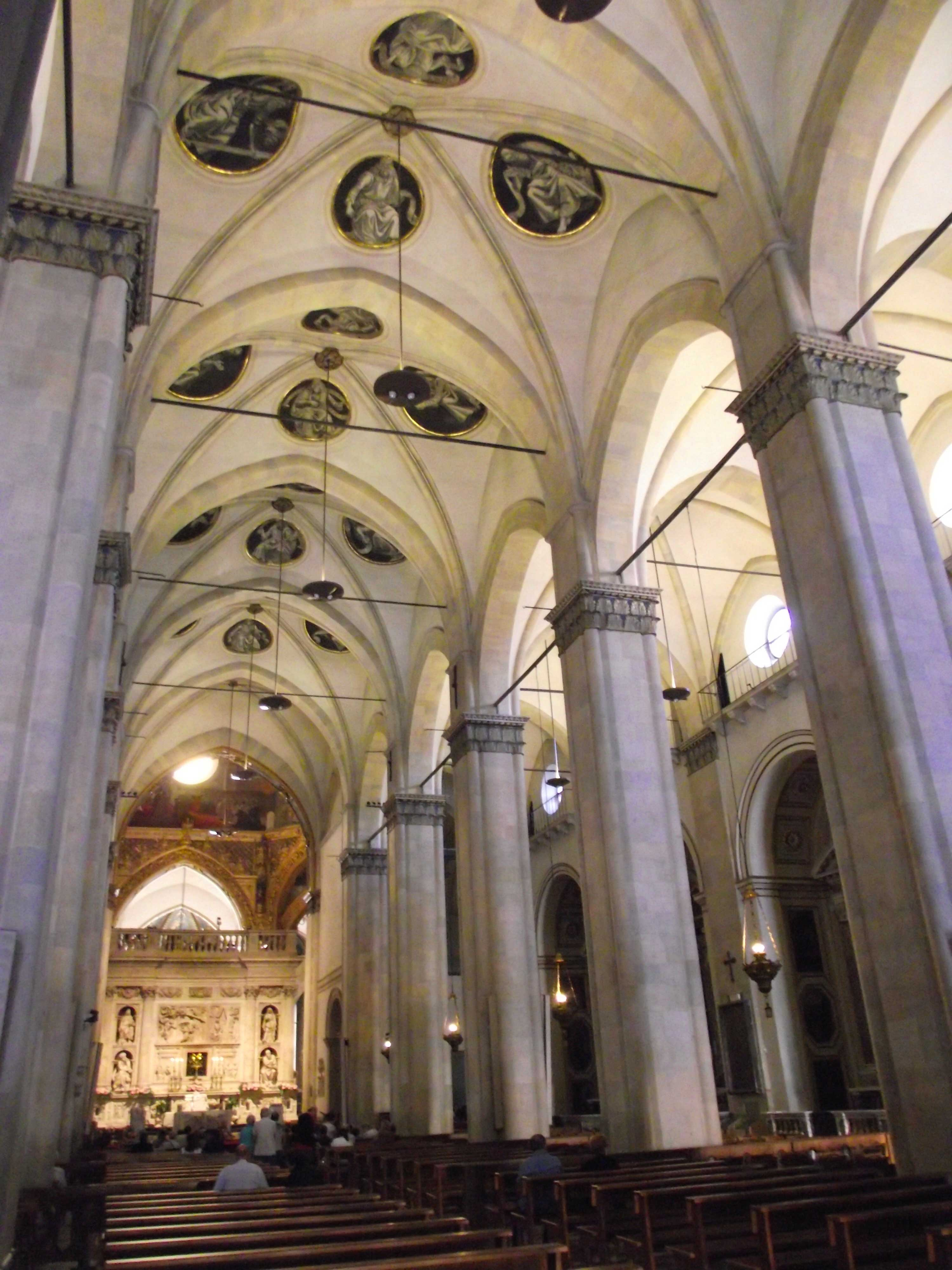
Veduta della navata centrale

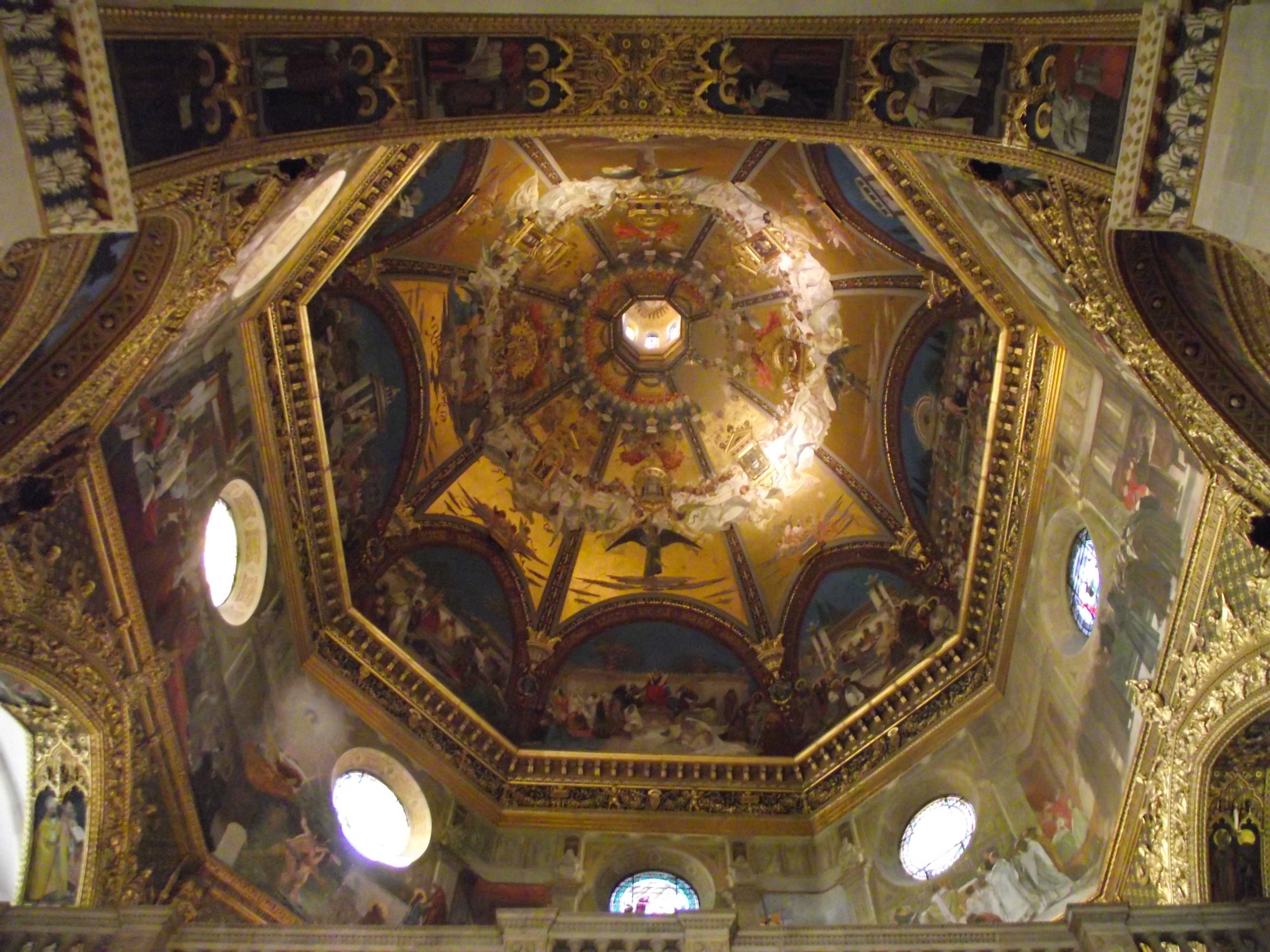
L'interno della cupola

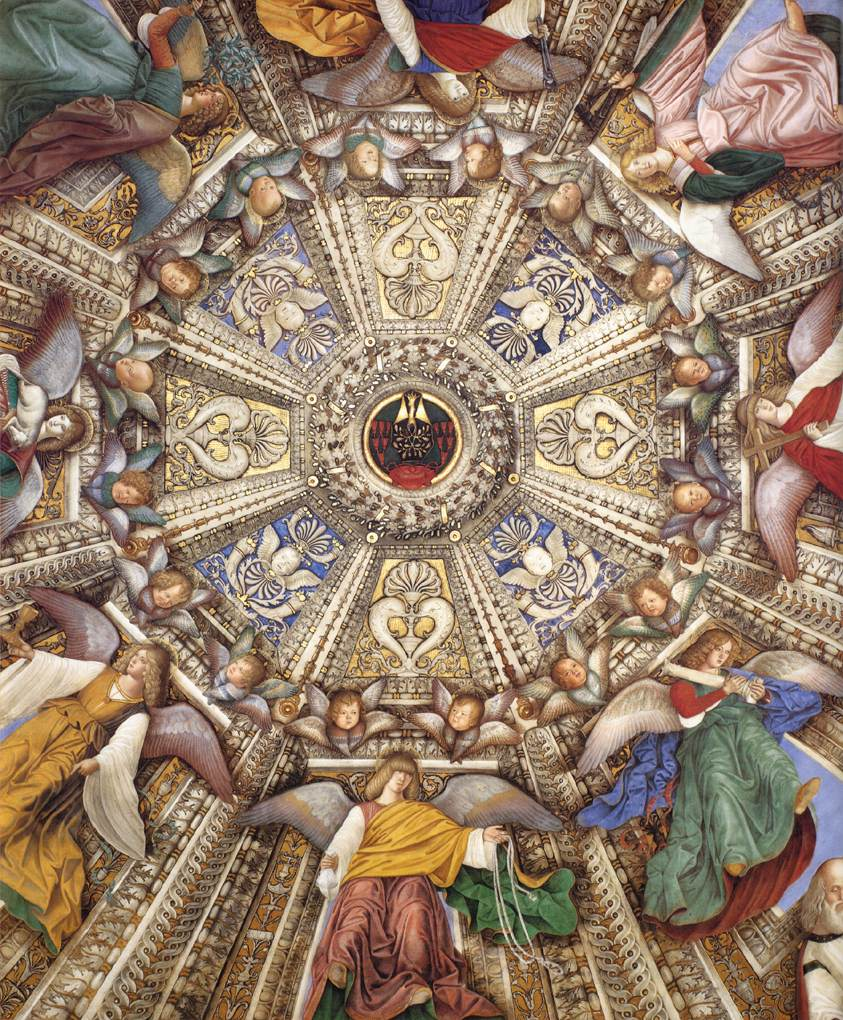
La volta della Sagrestia di San Marco, di Melozzo da Forlì

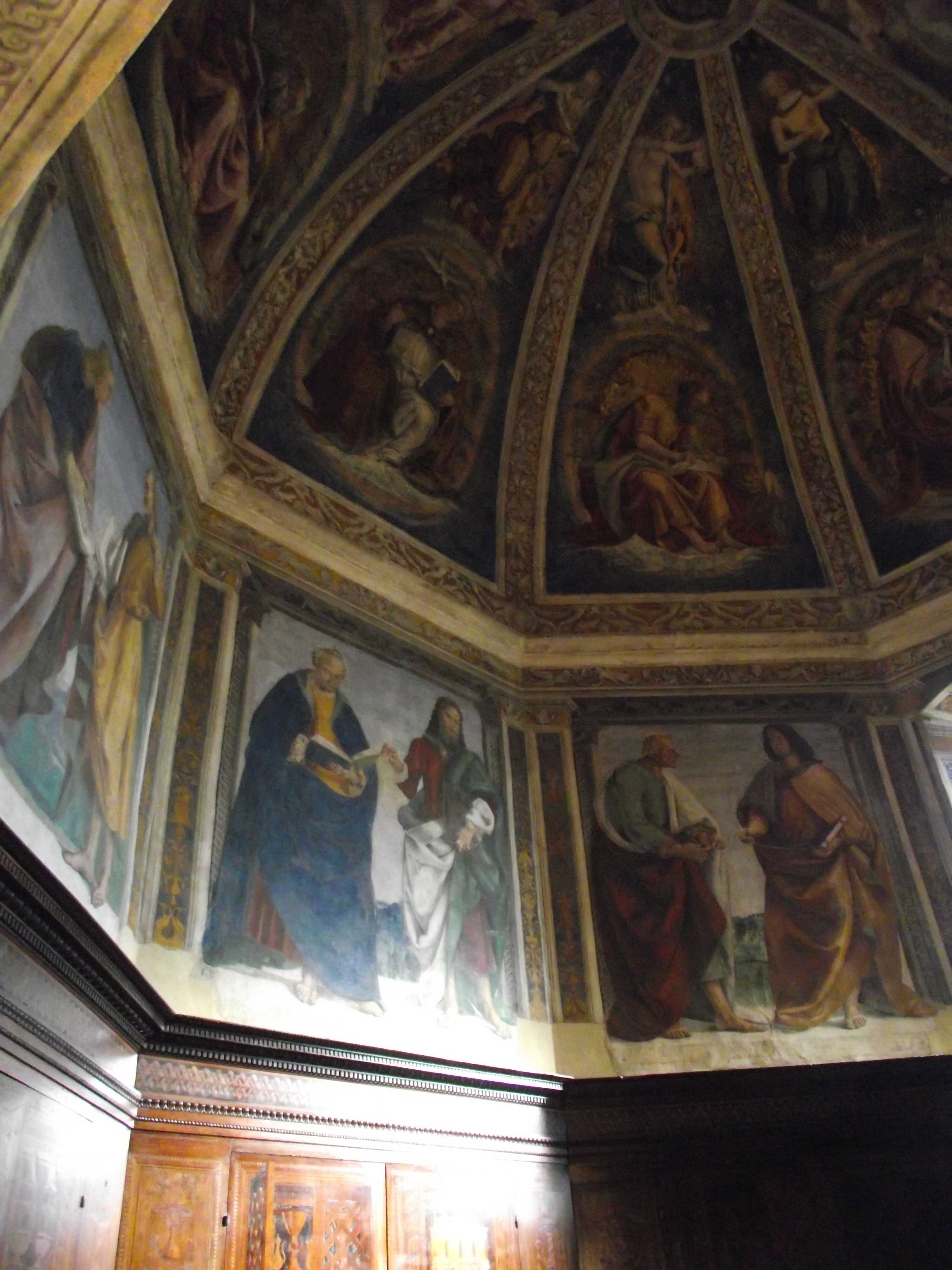
Particolare della Sagrestia di San Giovanni

Si presenta come una grande aula ancora goticizzante chiaramente concepita per accogliere l'enorme massa dei fedeli. È basata su una complessa pianta cruciforme, nata dalla sovrapposizione di una struttura longitudinale a una centrale a croce greca. Ciascuno dei tre bracci della crociera era diviso in tre ambienti ciascuno, per un totale di nove cappelle.
La planimetria è ricca di simbolismi; nel complesso si può definire una croce latina che riporta al Cristo, con i dodici pilastri riecheggianti gli Apostoli e le quattro Sagrestie che portano i nomi degli Evangelisti, poste ai quattro angoli creati dai bracci della croce. Al centro, il "cuore" della croce, si erge la cupola con al di sotto la preziosa reliquia della Santa Casa e tutt'intorno le grandiose nove cappelle dei transetti e del presbiterio.
Il corpo principale longitudinale è diviso in tre navate da 12 pilastri quadrati con colonnine agli angoli che reggono archi ogivali e quindi le volte a crociera costolonate. I pilastri erano decorati da sei Profeti e da sei Sibille dipinte a monocromo da Lorenzo Lotto nel 1552. Le volte della navata centrale presentano invece ventotto medaglioni in monocromo affrescati da Luca Signorelli entro il 1507, raffiguranti Profeti e Personaggi biblici.
Nelle due navate laterali del corpo longitudinale vennero aperte dal Bramante, agli inizi del secolo XVI, una serie di Cappelle laterali, sei per lato. Nel corso dei secoli vennero abbellite e decorate con pale settecentesche in mosaico e con modesti dipinti del XX secolo. La più pregevole tra queste è la prima a sinistra detta Cappella del Battistero; con la volta dipinta dal Pomarancio e Fonte battesimale in bronzo di Tiburzio Vergelli, lavorato tra il 1600 e il 1607.

#### La cupola
La cupola copre lo spazio dov'è incentrata tutta la basilica, ospitando il Sacello della Santa Casa. Tra il 1610 e il 1615 la volta fu affrescata da Cristoforo Roncalli, detto il Pomarancio. Col passare dei secoli quegli affreschi si deperirono e iniziarono a staccarsene delle parti. Col grande restauro compiuto nel XIX secolo dall'architetto Giuseppe Sacconi la cupola fu nuovamente dipinta dal senese Cesare Maccari, tra il 1895 e il 1907 con la Storia del dogma dell'Immacolata e delle Litanie Lauretane.

#### Le cappelle absidali
Tutt'intorno alla crociera che ospita la Santa Casa corre un deambulatorio dal quale si aprono in successione nove grandi Cappelle e quattro Sagrestie. Quattro delle nove cappelle vennero fatte decorare nel periodo del protettorato del Cardinale Rodolfo Pio da Carpi (1542-1564), mentre le restanti furono portate avanti dal successivo protettore Cardinale Giulio Feltrio Della Rovere e completate entro il 1590.
Oggi la maggior parte delle cappelle portano i nomi delle nazioni che nei primi anni del Novecento devotamente contribuirono al loro restauro e al rifacimento della decorazione. Le sacrestie sono dedicate ai Quattro Evangelisti. Si descrivono qui di seguito a partire da sinistra e in senso orario.
- Sagrestia di San Matteo.
È la sacrestia attualmente usata.
- Cappella del Crocifisso.
L'ambiente ospita un Crocifisso ligneo scolpito da Frà Innocenzo da Petralia nel 1637 e donato al santuario da una confraternita nel secolo XVIII.
- Cappella del Santissimo Sacramento o Francese.
Tra il 1545 e il 1548 vi lavorò il pittore di scuola forlivese Francesco Menzocchi, con la collaborazione anche del figlio Pier Paolo Menzocchi: dell'originaria decorazione rimane la serie degli Apostoli e due affreschi staccati, La caduta della manna e Il Sacrificio di Melchisedec, tutti conservati nel Museo del Palazzo apostolico.[24] La cappella è detta anche "Francese" in quanto decorata con le offerte dei cattolici francesi: Charles Lameire vi affrescò fra il 1896 e il 1903 il Trionfo della croce e Santi francesi nella volta; e dipinse su tre tele applicate a muro, scene di Crociati francesi e di S. Luigi IX a Nazaret. Il suo aspetto attuale è dovuto ai restauri di Giuseppe Sacconi[25].
- Cappella Slava o dei Santi Cirillo e Metodio.
È stata decorata con i contributi dei fedeli soprattutto croati. Gli affreschi con "Scene della vita dei santi fratelli Cirillo e Metodio", apostoli dei popoli slavi, si devono a Biagio Biagetti (1912-1913). Il trittico dell'altare è opera del 1897 di Stanislao de Witten. Il suo aspetto attuale è dovuto ai restauri di Giuseppe Sacconi[25]
- Sagrestia di San Luca.
Sul portale d'accesso vi è una terracotta con San Luca Evangelista attribuita a Benedetto da Maiano. L'interno, dalla pianta ottagonale, custodisce armadi intarsiati da maestranze fiorentine su disegni di Andrea Sansovino e di Benedetto da Maiano nel 1516-1517.
- Cappella dell'Assunta o Americana.
La cappella era anticamente dedicata a San Giovanni Battista e su commissione del Cardinale Otto Truchsess di Augusta fu ornata con opere di Pellegrino Tibaldi nel 1553-1554. Sull'altare fu collocato un Battesimo di Cristo, purtroppo perduto, ed ai lati furono realizzati due affreschi con la Predica del Battista e la Decollazione del Battista che oggi, staccati, sono conservati nel Museo della Santa Casa.[26] L'ambiente è stato poi decorato con le offerte dei cattolici americani di lingua inglese, per iniziativa della Congregazione Universale. Beppe Steffanina tra il 1953 e il 1970 vi affrescò scene relative a Maria Regina, alla Proclamazione del dogma dell'Assunta, alla Glorificazione della Vergine Lauretana patrona dell'aviazione. Vi è narrata anche la storia del volo umano, dal mitico Icaro a Leonardo da Vinci e ai moderni astronauti.
- Cappella del Coro o Tedesca.
Nella fase cinquecentesca della decorazione delle cappelle, al centro del soffitto di questa cappella si trovava in origine un ottagono su tavola con la Traslazione della Santa Casa di Francesco Menzocchi saldato nel 1548 ed oggi conservato nel Museo del Palazzo Apostolico. Tra 1554 e 1555 Lorenzo Lotto eseguì sette tele, anch'esse esposte oggi nel museo suddetto.[27] La cappella è stata poi decorata con le offerte dei cattolici di lingua tedesca, per iniziativa della Congregazione Universale, nel VI Centenario della Traslazione della Santa Casa. Gli affreschi sono opera di Ludovico Seitz che li eseguì negli anni 1892-1902. Il suo aspetto attuale è dovuto ai restauri di Giuseppe Sacconi[25]
- Cappella del Sacro Cuore o Polacca.
La decorazione della cappella, in origine dedicata a Sant'Anna, fu iniziata nel 1549 e fu affidata a Francesco Menzocchi, che fu pagato tra 1551 e 1555 insieme al figlio Pietro Paolo e a Gaspare Gasparini. La decorazione, completamente perduta, comprendeva una pala d'altare con Sant'Anna Metterza, affiancata da due affreschi con la Natività di Maria e la Presentazione di Maria al Tempio. Sul soffitto stucchi incorniciavano piccole scene ad affresco.[27] In tempi moderni la cappella è stata decorata con le offerte dei cattolici polacchi. Arturo Gatti negli anni 1912-1939 vi raffigurò Maria Regina della Polonia, la Vittoria di Sobieski a Vienna contro i turchi e il Miracolo della Vistola, episodio legato alla Battaglia di Varsavia del 1920. Il suo aspetto attuale è dovuto ai restauri di Giuseppe Sacconi[25].
- Sagrestia di San Giovanni.
Custodisce i pregevoli affreschi di Luca Signorelli, eseguiti probabilmente tra il 1481 e il 1485; nella parte inferiore è arricchita da intarsi lignei di Antonio Indivini.
- Cappella dei Duchi di Urbino
Durante le profonde ristrutturazioni a cui furono sottoposte le cappelle della Basilica tra Ottocento e Novecento, questa cappella è unica ad essere stata rispettata nel suo aspetto originale cinquecentesco. L'edificazione di questo ambiente, su disegno di Lattanzio Ventura, venne terminato nel 1569 e quasi subito il duca di Urbino Guidobaldo II della Rovere affidò a Federico Zuccari la decorazione ad affresco che però giudicò la cappella di un gusto classicista troppo arcaico, quasi ancora quattrocentesco. È probabile che questo giudizio spinse la committenza ducale a modernizzare in senso cinquecentesco l'apparato architettonico della cappella e a questo scopo venne chiamato nel 1571 Federico Brandani che eseguì tra quell'anno ed il seguente 1572 gli stucchi della volta, di grande fantasiosa ricchezza di invenzioni decorative arricchita dall'inserzione di putti quasi a tutto tondo che ne fa un complesso di pieno gusto manierista e uno degli imprescindibili modelli decorativi nelle Marche di tardo Cinquecento.[28] Fu più tardi Francesco Maria II della Rovere che richiamò Federico Zuccari che tra 1582 e 1583 eseguì gli affreschi della volta con episodi della vita della Vergine e delle pareti ai lati dell'altare raffiguranti lo Sposalizio della Vergine e la Visitazione, opere di grande equilibrio stilistico, nelle quali i modelli raffaelleschi convivono con le influenze venete ma si distinguono per i colori acidi e cangianti.[29] La pala in mosaico con l'Annunciazione è una copia della tela dipinta tra 1582 e 1584 da Federico Barocci, trafugata dai francesi nel 1797 ed oggi conservata nella Pinacoteca Vaticana[30].
- Cappella di San Giuseppe o Spagnola.
L'aspetto attuale della cappella è interamente dovuto ai restauri di Giuseppe Sacconi[25]; fu la prima ad essere decorata nel piano generale di abbellimento pittorico promosso dalla Congregazione Universale nel XIX secolo. È stata decorata fra il 1886 e il 1890 con le offerte dei cattolici spagnoli. Gli affreschi delle pareti sono di Modesto Faustini[31][32]. Le sculture bronzee sono di Eugenio Maccagnani, lo scultore che aveva collaborato con il Sacconi anche all'Altare della Patria e alla Cappella espiatoria di Monza[33].
- Cappella Svizzera o dei Santi Gioacchino e Anna.
È stata affrescata da Carlo Donati nel 1935-38 con le offerte dei cattolici svizzeri. Il pittore dipinse le sezioni delle pareti superiori con figure di "Santi" nati o operanti in Svizzera e in quelle inferiori, entro quattro grandi quadri, episodi dei Santi Gioacchino e Anna e di Maria Bambina. Il suo aspetto attuale è dovuto ai restauri di Giuseppe Sacconi[25].
- Sagrestia di San Marco.
Custodisce i pregevolissimi affreschi che Melozzo da Forlì eseguì tra il 1477 e il 1479.

Le opere più recenti che corredano l'interno della Basilica sono l'altare maggiore e il pulpito, ricavati da due monoliti di marmo di Carrara in occasione dell'Anno Santo 2000, opere dello scultore lombardo Floriano Bodini.

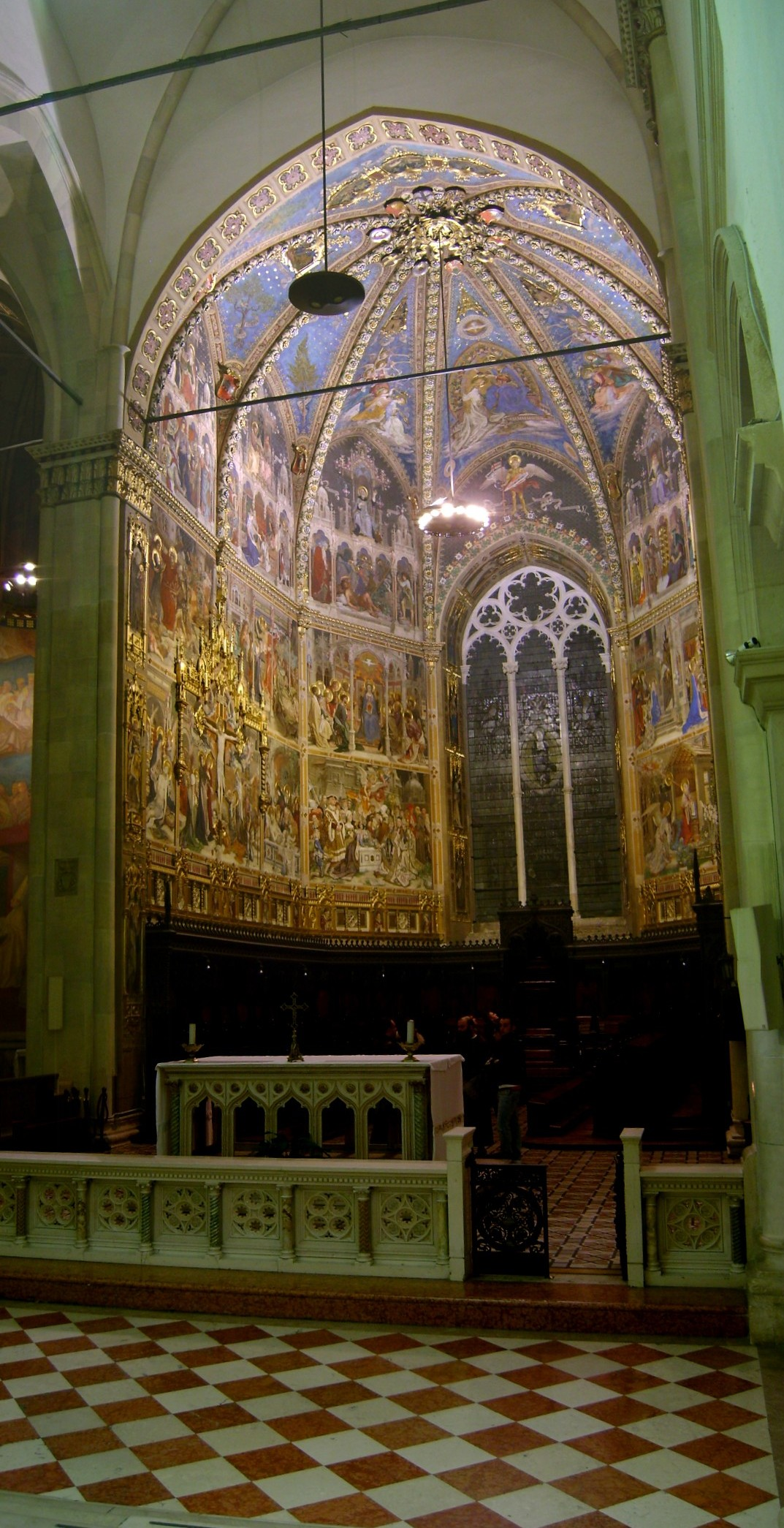
La Cappella tedesca
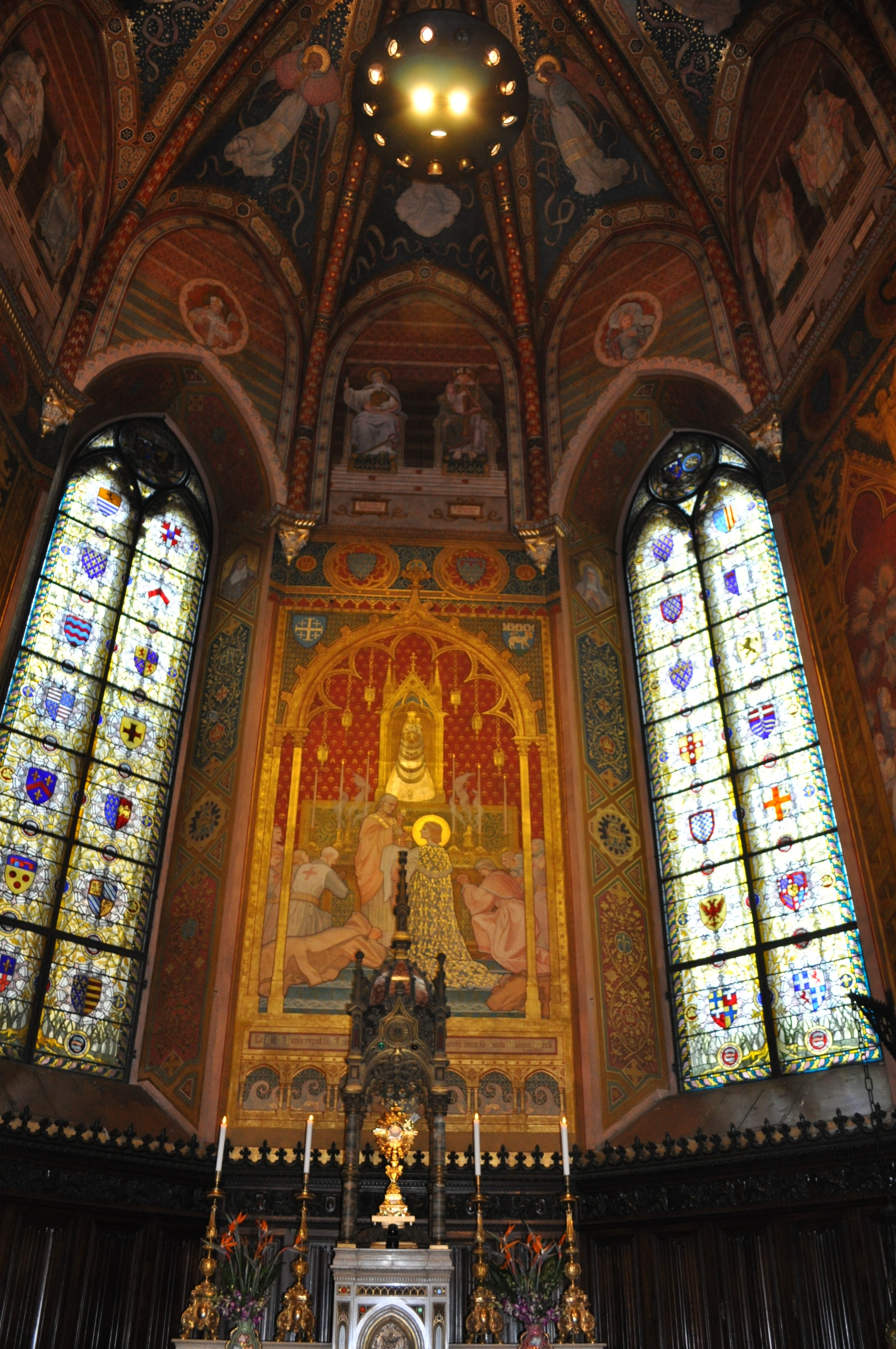
La Cappella francese
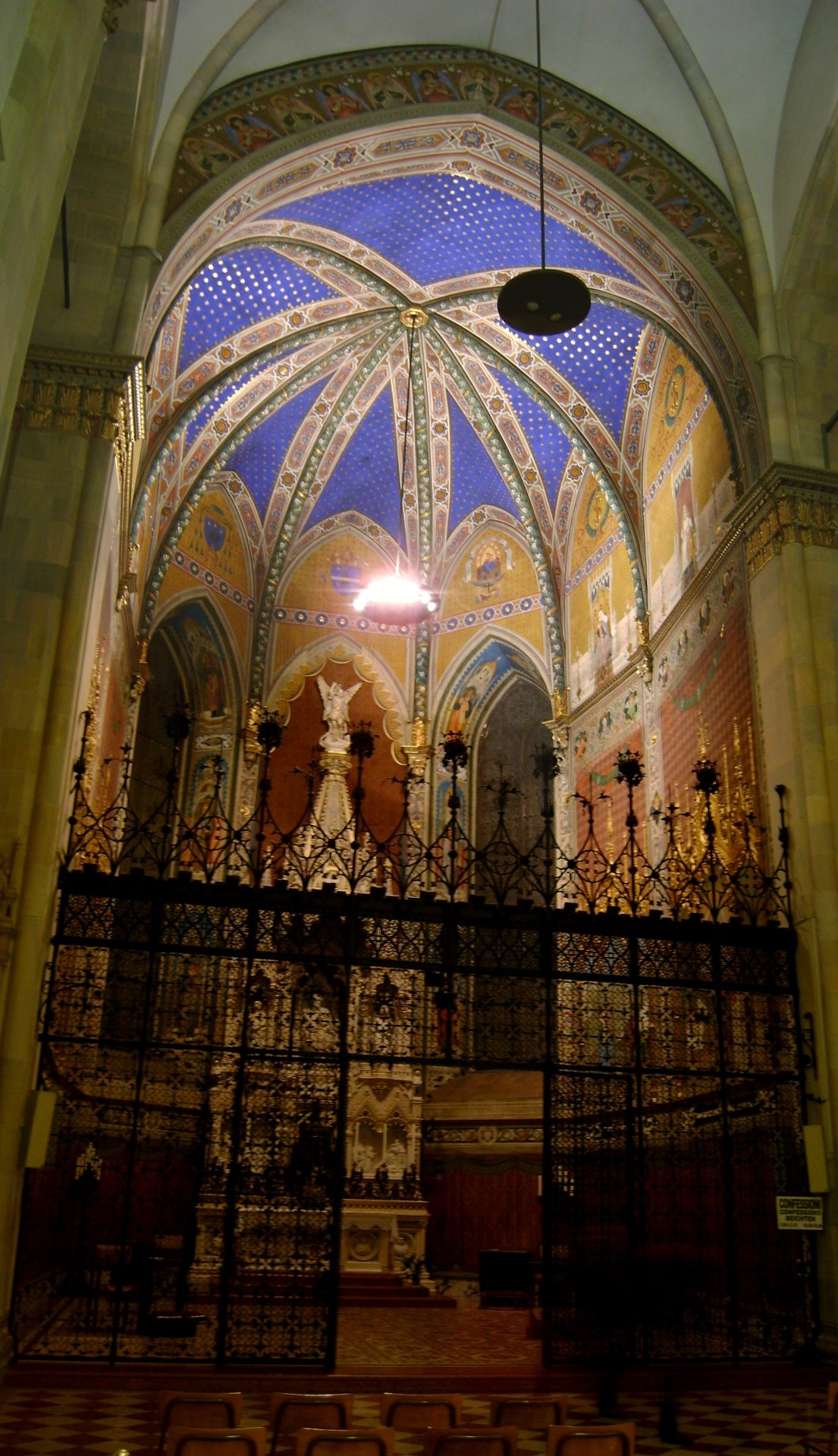
La Cappella spagnola
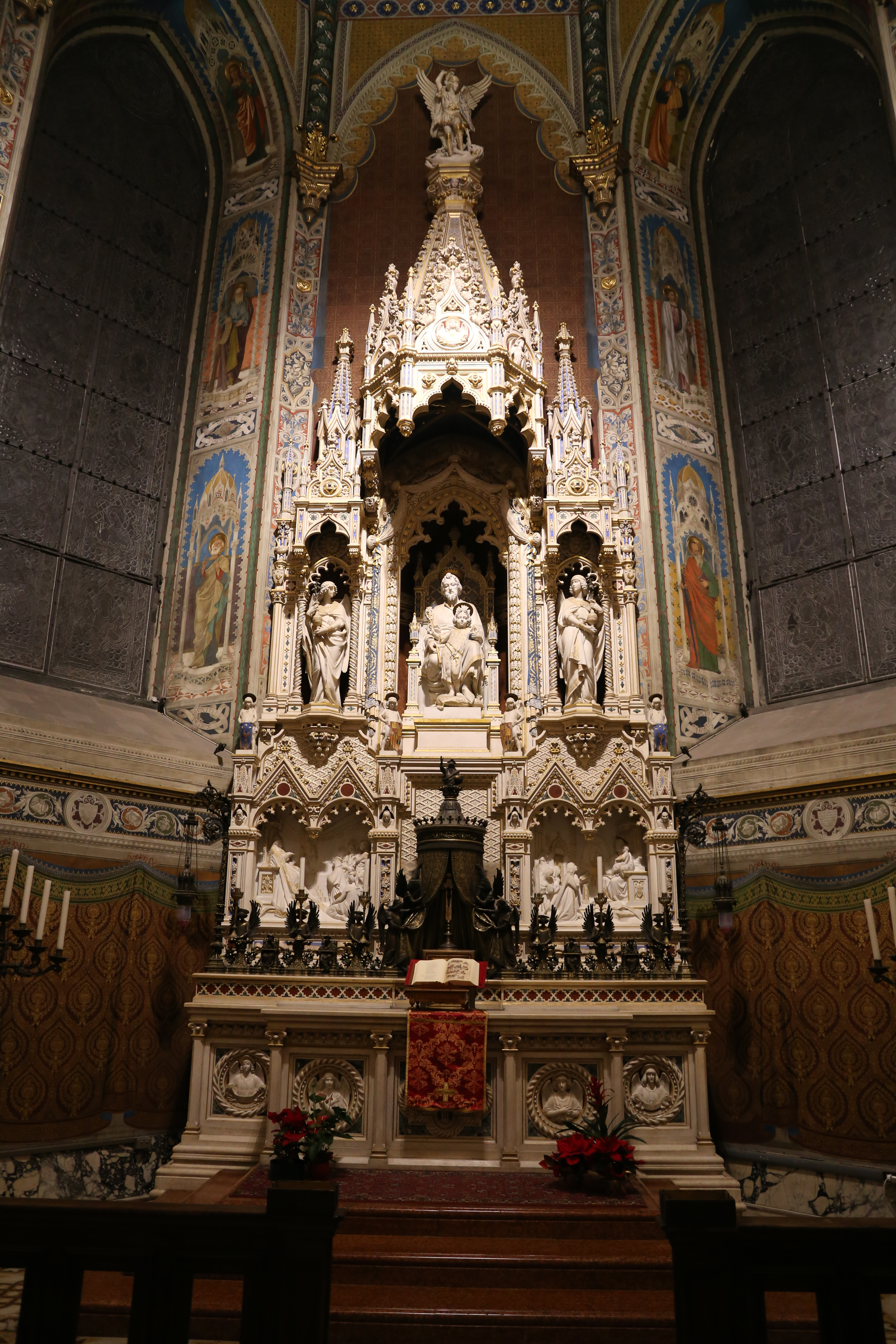
Altare della Cappella spagnola
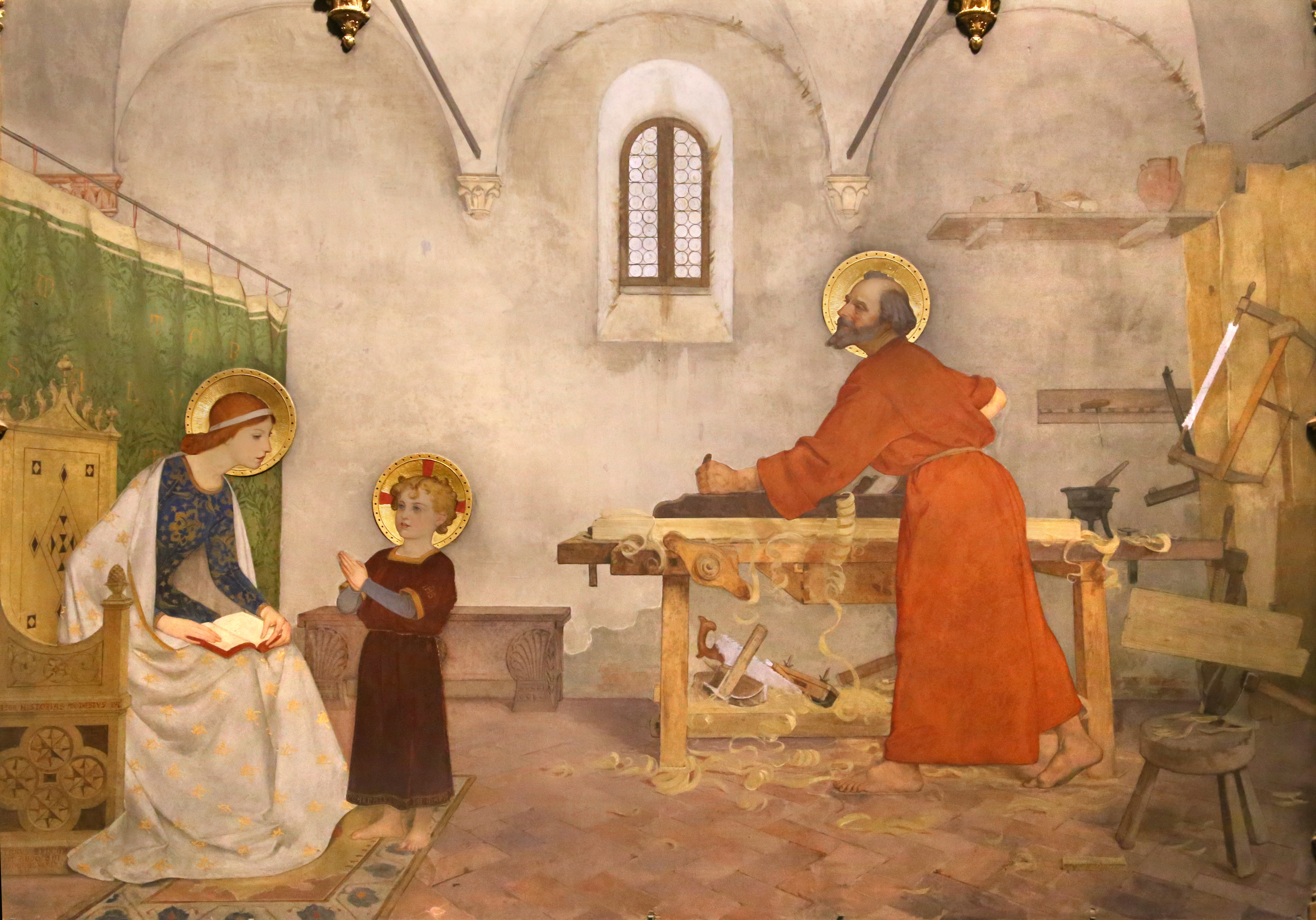
Cappella spagnola - affresco di Modesto Faustini
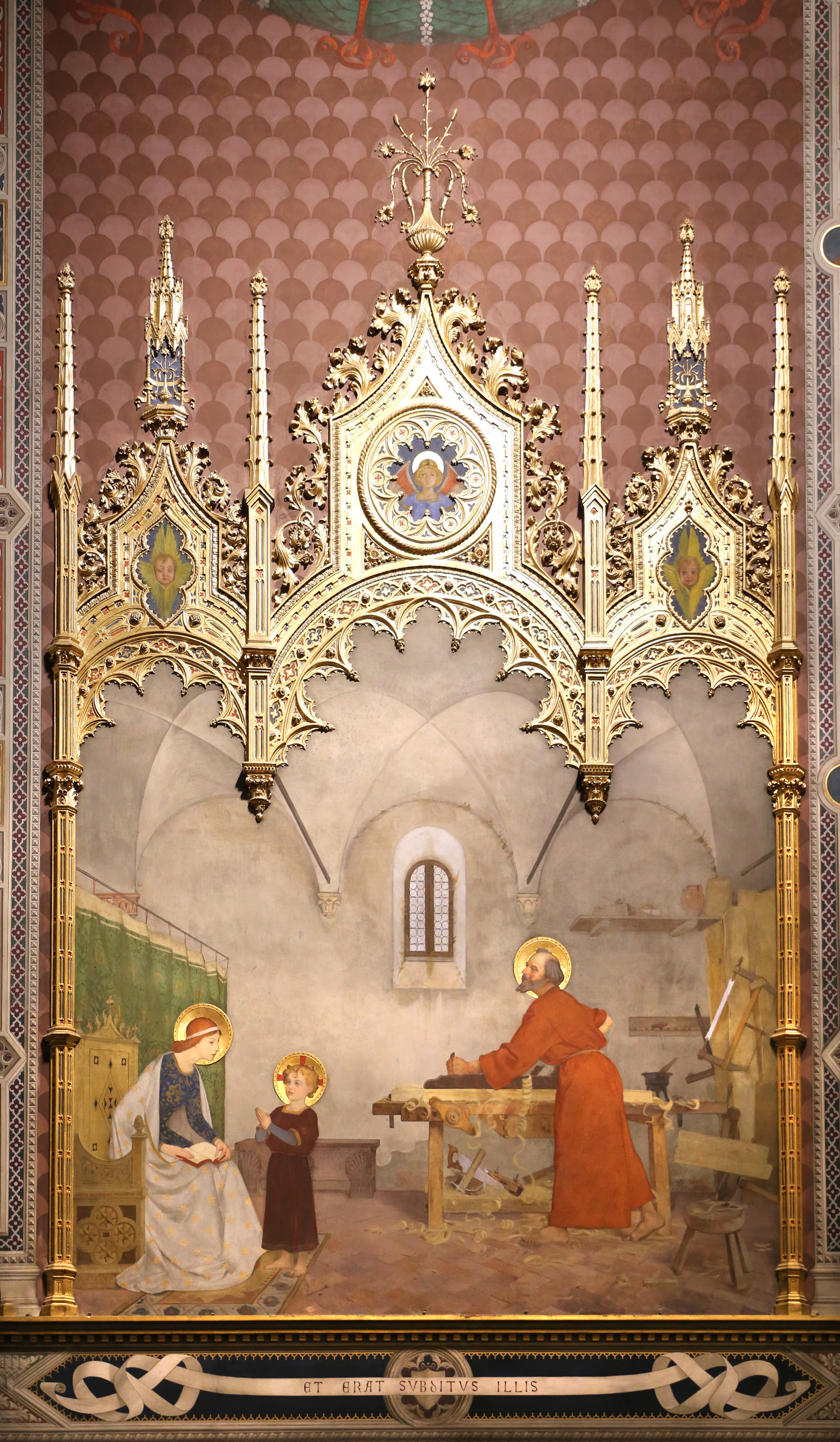
Cappella spagnola - affresco di Modesto Faustini

#### Atrio della sacrestia

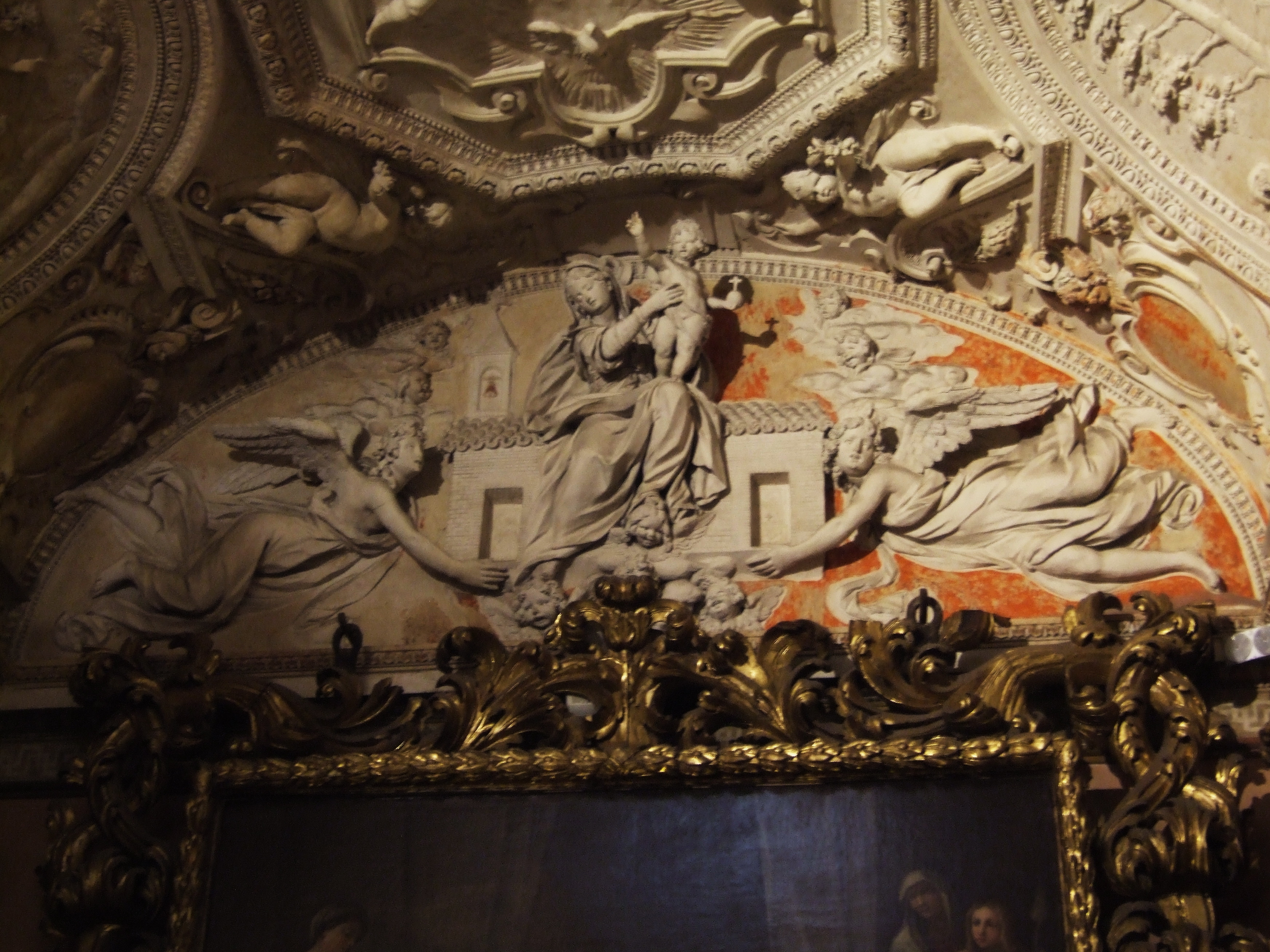
Atrio della sacrestia - Stucco di Francesco Selva con la Traslazione della Santa Casa

È una piccola sala in stile Barocco che mette in comunicazione la cappella del Crocifisso nella basilica con la sacrestia da un lato e con la sala del Tesoro dall'altro.
La volta è decorata con stucchi realizzati da Francesco Selva che risalgono al 1611; sulle pareti sono presenti pregevoli dipinti cinque e seicenteschi entro fastose cornici barocche. Tra questi sono due dipinti del fiorentino Cecco Bravo: una neosartesca Madonna col Bambino probabilmente della metà del sesto decennio del Seicento, donata al Santuario nel 1694 dal canonico Pier Paolo Raffaelli, notevole per gli accesi toni cromatici che emergono dal fondo scuro, e un'altra tela con Cristo che contempla i simboli della Passione tutta bagliori preziosi nell'oscurità di ispirazione veneziana, databile tra 1640 e 1660 circa.

### Sala del Tesoro

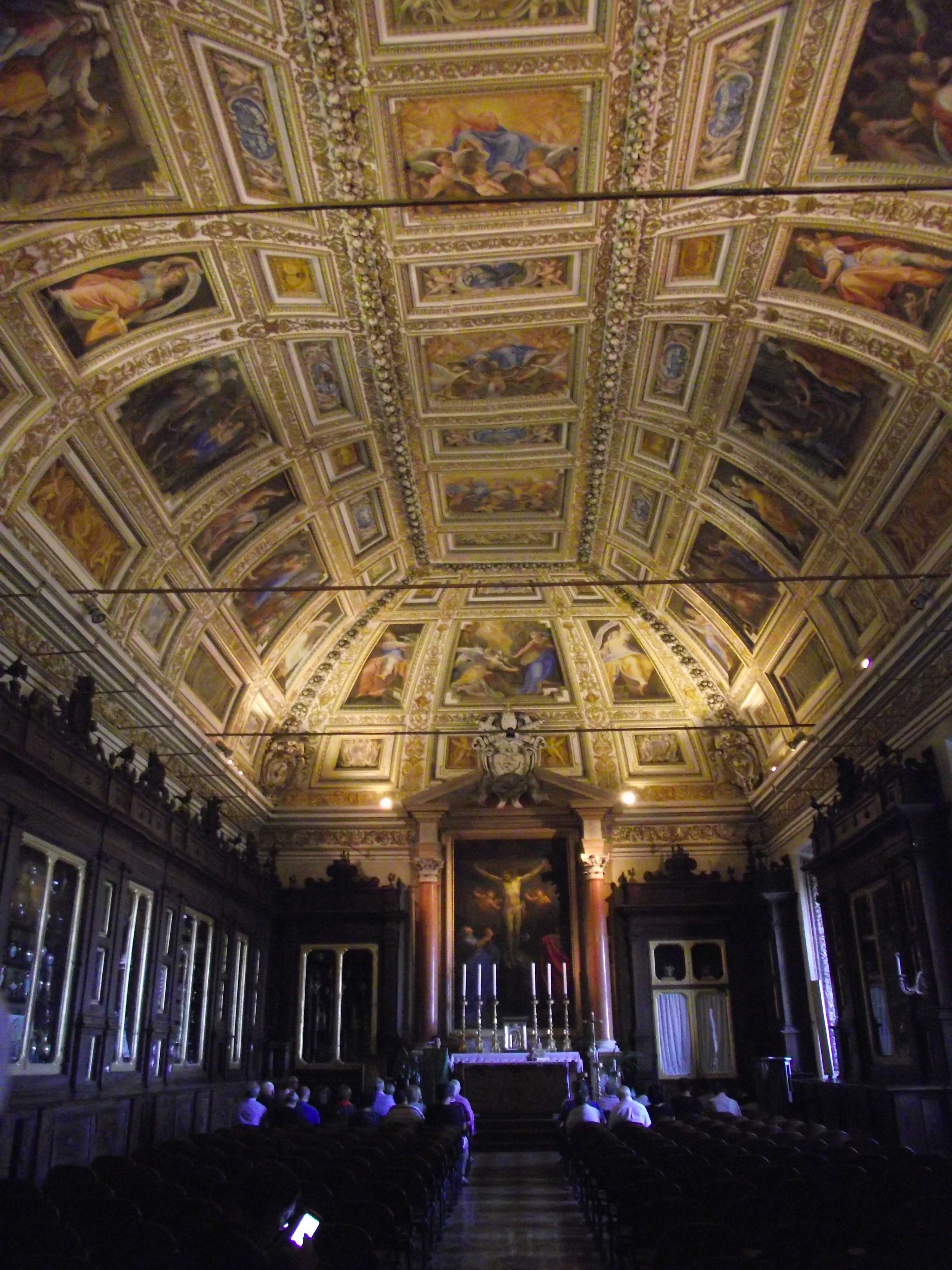
La Sala del Tesoro

Dal transetto sinistro si accede alla monumentale Sala del Tesoro, voluta da Papa Clemente VIII per accogliervi l'ingente cumulo di doni votivi; oggi ve ne sono conservati ben pochi e di scarso valore, in quanto il Tesoro è stato più volte spogliato e depredato, in particolare da Napoleone nel 1797, che col Trattato di Tolentino asportò i pezzi migliori e più preziosi. Gli oggetti più importanti rimasti sono ora custoditi nel Museo pinacoteca della Santa Casa che ha sede nell'attiguo Palazzo Apostolico.
La Sala, dalla maestosa volta a padiglione, venne interamente decorata con stucchi e affreschi da Cristoforo Roncalli detto il "Pomarancio", chiamato a Loreto dal cardinal Antonio Maria Gallo, protettore del Santuario. Il Roncalli fra il 1605 e il 1609 vi dipinse le vivaci Scene della vita della Vergine alternate a sei Profeti e altrettante Sibille.
Le scene presente sono:
- Natività di Maria
- Lavanda di Maria
- Presentazione al Tempio
- Sposalizio della Vergine
- Annunciazione
- Visitazione
- Fuga in Egitto
- Gesù tra i dottori
- Transito della Vergine

Sulla volta:
- Assunzione
- Traslazione della Santa Casa
- Incoronazione della Vergine

Assai ardita risulta la figura, presa in forte scorcio, della Vergine Assunta; dello stesso artista è anche la Pala d'altare con la Crocifissione, l'autore tardo-manierista ha valso alla sala l'appellativo ben più famoso di Sala del Pomarancio.
L'arredamento ligneo, volto a contenere gli ex voto, è opera dell'ebanista bolognese Andrea Costa.

### Santa Casa

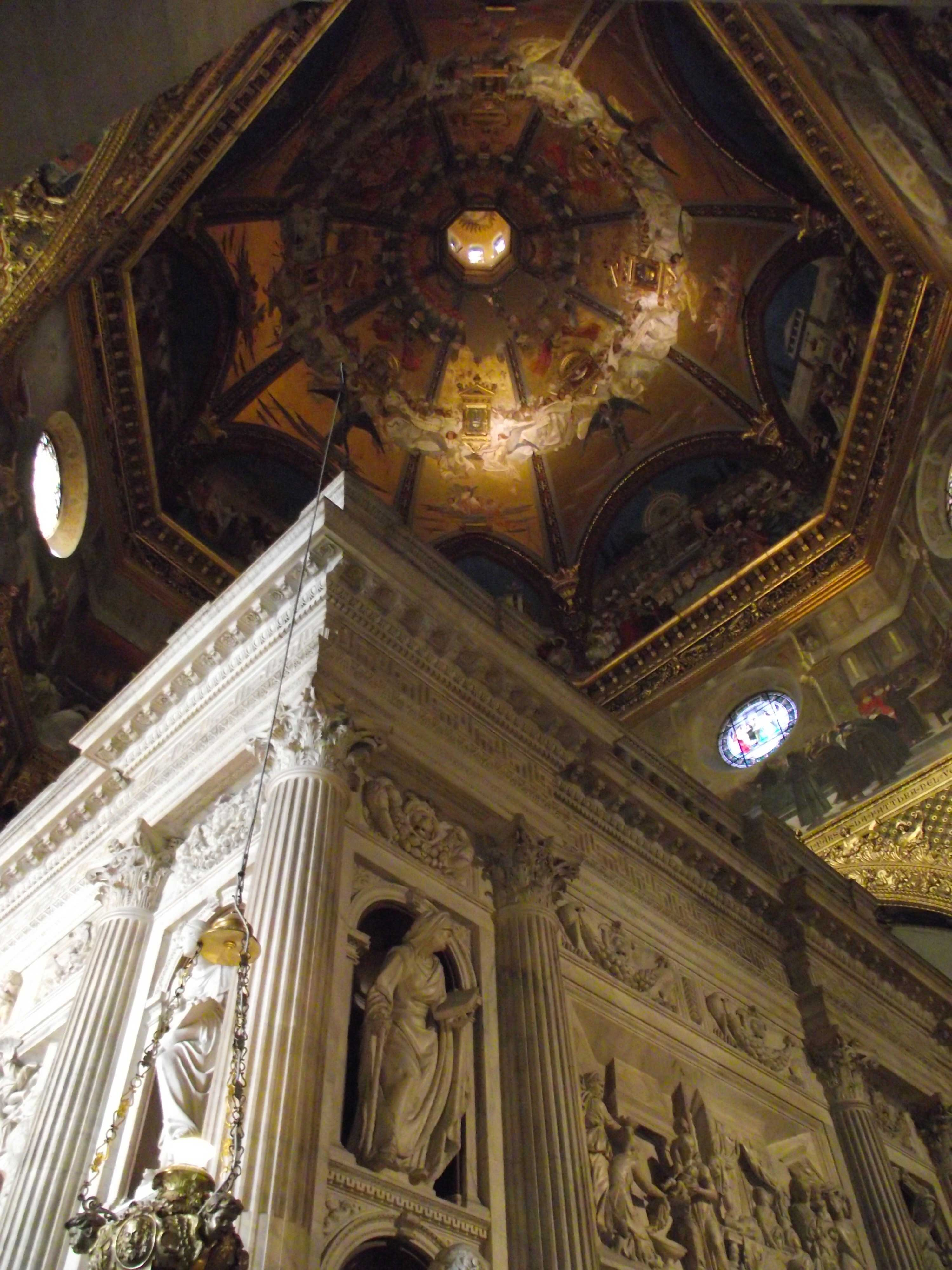
La cupola

Sotto la cupola è custodita la Santa Casa di Nazareth, cuore religioso del Santuario, il luogo dove, secondo la tradizione devozionale, la Vergine Maria ricevette l'Annunciazione. La Casa è formata da tre pareti, prive di soffitto e fondamenta, realizzate in pietra nabatea. Le pareti sono di fabbricazione tipica dell'edilizia antica nazarena, e la tradizione vuole che fossero addossate a una grotta, quella che oggi si trova nella Basilica dell'Annunciazione a Nazareth.

#### Rivestimento marmoreo

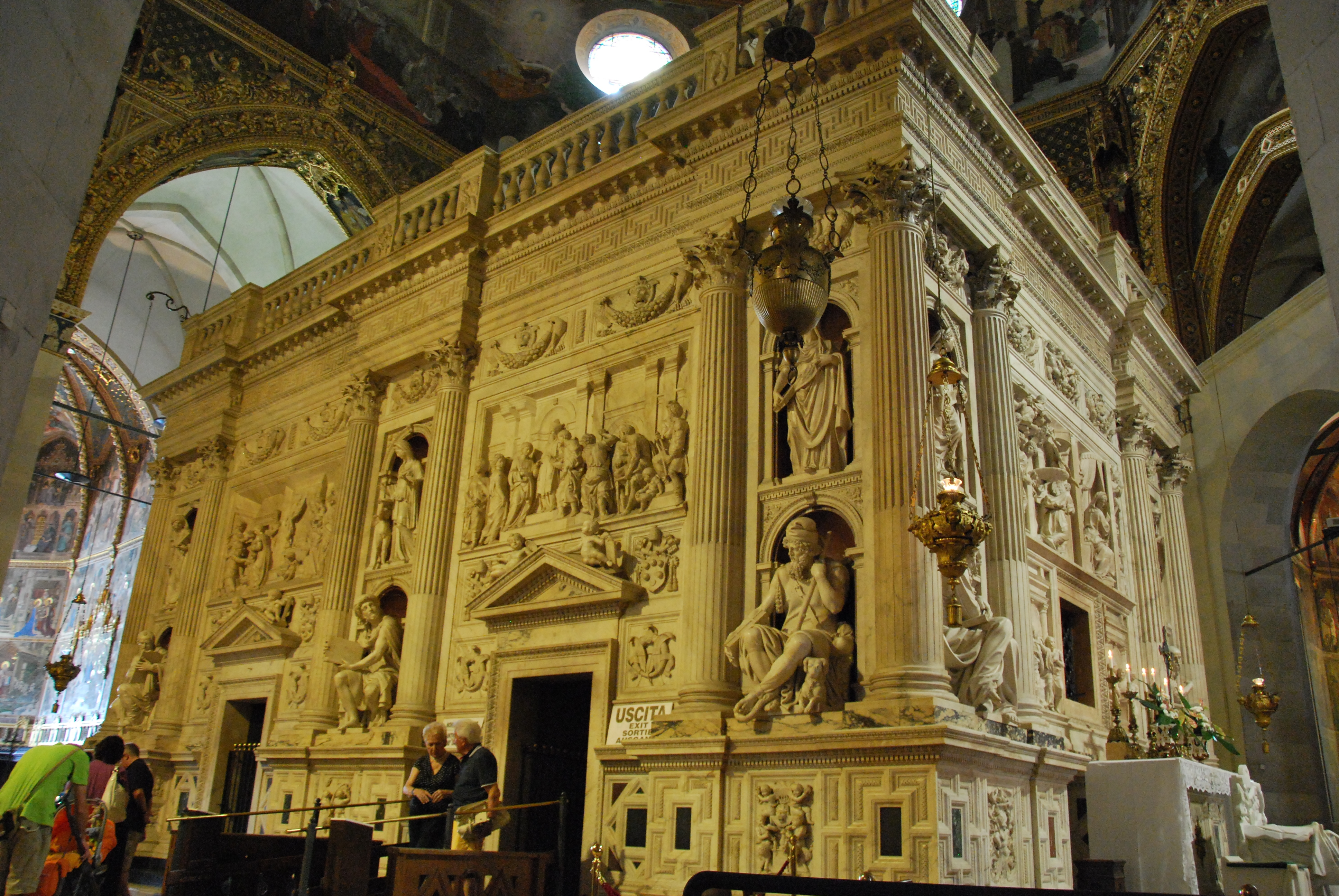
La Santa Casa nella Basilica

Il rivestimento marmoreo è l'elemento più spettacolare del Santuario e uno dei maggiori capolavori della scultura cinquecentesca, e per completare i suoi 610 metri quadrati di sculture ci vollero ben settant'anni ed enormi somme.
Nel 1507 Papa Giulio II sottrasse Loreto alla giurisdizione della diocesi di Recanati per portarla sotto il diretto controllo papale. L'anno seguente il pontefice affidò a Bramante il progetto di rinnovare la basilica allora in costruzione con un nuovo rivestimento scultoreo esterno della Santa Casa, che fu inviato dall'architetto a Roma nel 1510. Nel 1511 Gian Cristoforo Romano fu incaricato di sovrintendere alla realizzazione del progetto ma, morendo l'anno successivo, la sua direzione non dovette incidere molto sulla realizzazione.
La decorazione marmorea, che fece della Casa una sorta di prezioso reliquiario, venne allora affidata nel 1513 da Papa Leone X ad Andrea Sansovino, al quale fu prescritto di attenersi al progetto bramantesco. Il Sansovino lavorò ai rilievi fino al 1526, con una nutrita squadra di collaboratori, tra i quali era Benedetto da Rovezzano e dal 1518 Baccio Bandinelli. L'architettura che contiene l'apparato scultoreo si compone di un basamento con ornamentazioni geometriche e da un alzato ritmato da nicchie e ricche colonne corinzie scanalate reggenti un cornicione aggettante. Peculiari sono i due solchi paralleli che si trovano sugli scalini della base, causati dai pellegrini che, per secoli, hanno percorso in ginocchio il perimetro del rivestimento. Sulle quattro facce sono dieci riquadri che contengono sontuosi rilievi volti a celebrare le "Glorie della vita terrena della Madonna", sormontati da più piccole formelle con festoni sorretti da aquile completati da teste di leone.
Andrea Sansovino realizzò scene dall'ispirazione raffaellesca, piene di naturalismo ma anche di grazia, fra cui è l'Annunciazione sul lato verso la navata e che funge da pala d'altare, posta al di sopra della "Finestra dell'Angelo" (attraverso la quale avvenne l'Annunciazione) e ritenuta il capolavoro dell'insieme decorativo. In questi anni molti rilievi vennero iniziati dal Sansovino ma venivano lasciati per il compimento ai collaboratori, come avvenne per la Natività della Vergine che nel 1518 fu scolpita, ma non portata a compimento da Baccio Bandinelli che abbandonò il cantiere per litigi e contrasti col Sansovino, e fu terminata da Raffaello da Montelupo. Solo l'Annunciazione venne terminata nel 1523 e l'Adorazione dei Pastori nel 1524. Nel 1526 il Sansovino fu rimosso dal suo incarico e fu forse sostituito per un periodo da Raniero Nerucci da Pisa, documentato autore di alcuni rilievi minori.
La seconda campagna scultorea si svolse tra 1531 e 1536 sotto la direzione di Antonio da Sangallo il Giovane, designato da Clemente VII, che alla parte architettonica aggiunse la balaustra di coronamento nel 1533-34. In questa fase furono chiamati a collaborare all'esecuzione dei rilievi Francesco da Sangallo, il Tribolo e Raffaello da Montelupo, impegnati in parte a terminare i rilievi lasciati a metà, ma anche a scolpire quelli mancanti. Tribolo e Raffaello da Montelupo lasciarono Loreto nel 1533 per raggiungere il cantiere della Sagrestia Nuova e nello stesso anno giunse Simone Mosca che si occupò di scolpire diversi pannelli decorativi.
Nel 1539 giunse a Loreto Antonio Lombardi, il primo della famiglia che portò a termine il cantiere decorativo, al quale venne commissionato il Geremia completato nel 1542, il primo dei Profeti visibili nella serie inferiore delle nicchie rivestite internamente di marmo rosso. Il fratello Girolamo, a partire dal 1543 scolpì l'Ezechiele e il Malachia, terminati nel 1547, il Daniele finito nel 1548, mentre lo Zaccaria fu eseguito nel 1551 insieme al fratello Lodovico. I Profeti mostrano un linguaggio classicheggiante che si distingue da quello di Andrea per lo studiato manierismo delle pose e la monumentalità che le nicchie contengono a fatica e per il gusto dei minuziosi dettagli. Le nicchie nell'ordine superiore è un ciclo di statue di Sibille, la prima delle quali scolpita nel 1567 da Antonio Calcagni che però venne fatta giudicare dal Cardinale Della Rovere a Giovanni Battista Della Porta che la ritenne inadatta. Lo stesso Della Porta realizzò dal 1569 le restanti Sibille che, al contrario dei Profeti, presentano un classicismo antiquario e solenne ma anti-michelangiolesche nella levigatezza del modellato, e si mostrano levigate, composte e perfettamente inserite nelle loro nicchie. Lo scultore terminò poco dopo anche uno dei Profeti rimasti incompiuti, l'Isaia che in questo caso prende a modello il Mosè di Michelangelo, del quale manca la forza astratta dell'espressione.

#### Reliquia e altare
La santa Casa è una piccola costruzione di metri 9,50 x 4. Nel suo nucleo originario è costituita da sole tre pareti alte all'incirca 3 metri, si ritiene che la casa fosse costituita di una parte scavata nella roccia: la grotta che è ancor oggi alla Basilica dell'Annunciazione di Nazareth e di una parte in muratura. Le dimensioni dell'abitazione, per altro, coincidono con quelle del "buco" rimasto dove prima si trovava.
I più antichi documenti relativi alla fondazione della Santa Casa di Loreto sostengono che a Nazareth gli Apostoli trasformarono la Casa della Madonna in luogo di culto. A riguardo di ciò, l'Itinerario in Terra Santa dell'abate russo Daniele Igumeno testimoniò che nel 113-115 d.C. esisteva presso la cripta della Basilica dell'Annunciazione un altare per la celebrazione della liturgia.
Gli studi effettuati sulle pietre della Santa Casa ne confermerebbero l'origine palestinese: esse sono per lo più arenarie, rintracciabili nella zona di Nazareth e lavorate secondo la tecnica usata dai Nabatei, un popolo confinante con gli Ebrei, ma impiegata anche in Palestina, e riconoscibile per le striature trasversali. Inoltre le pietre risultano ancora saldate da una tipica malta della zona, un misto di solfato di calcio idrato (gesso) impastato con polvere di carbone di legna secondo una tecnica dell'epoca, nota in Palestina e anche in Galilea 2000 anni fa, ma mai impiegata in Italia. Sulle pietre vi sono numerosi graffiti simili a quelli giudeo-cristiani del II-V secolo ritrovati in Terra santa, in particolare a Nazareth.
Fino a un'altezza di tre metri, la Santa Casa non presenta elementi che possano far credere a una sua riparazione o ricostruzione in sito, infatti i mattoni sono assemblati con una malta in uso in Palestina e non conosciuta all'architettura italiana. Pertanto, l'intera struttura sembrerebbe essere stata trasportata intera fino sulla sommità del colle su cui si trova adesso, il che rende altamente problematica se non indecifrabile, secondo recenti studi, la spiegazione tecnica del suo trasporto.
I tre muri originari, senza le proprie fondamenta, sono poggiati su un'antica via; si estendono dal livello del pavimento per tre metri e nella loro parete minore si apre una piccola finestra, detta dell'Angelo alla quale, secondo la tradizione, la Madonna ricevette l'Annunciazione. Le parti superiori, fatte di mattoni locali, sono state aggiunte nel XIII secolo, al tempo del supposto arrivo dell'edificio nelle Marche; compresa la volta del 1536, costruita per rendere l'ambiente più adatto al culto. Nel secolo XIV le sezioni superiori, senza valore devozionale, furono rivestite da affreschi, mentre le sottostanti parti in pietra furono lasciate a vista, esposte alla venerazione dei fedeli. Di questa decorazione, in gran parte andata perduta durante un incendio nel 1921, oggi ne resta nella parete sinistra, la Madonna col Bambino e due Angeli e nella parete di fondo Madonna col Bambino in trono, i Santi Giovanni Battista e Caterina d'Alessandria, di scuola umbro-marchigiana del Trecento, e un Crocifisso dipinto nel XIII secolo. La parte che sarebbe stata rivolta alla "bocca" della Grotta, e che quindi restava aperta, fu chiusa con la parete dell'altare, dove è custodita la venerata statua della Madonna Nera, ricoperta dalla caratteristica "dalmatica".

#### Madonna nera

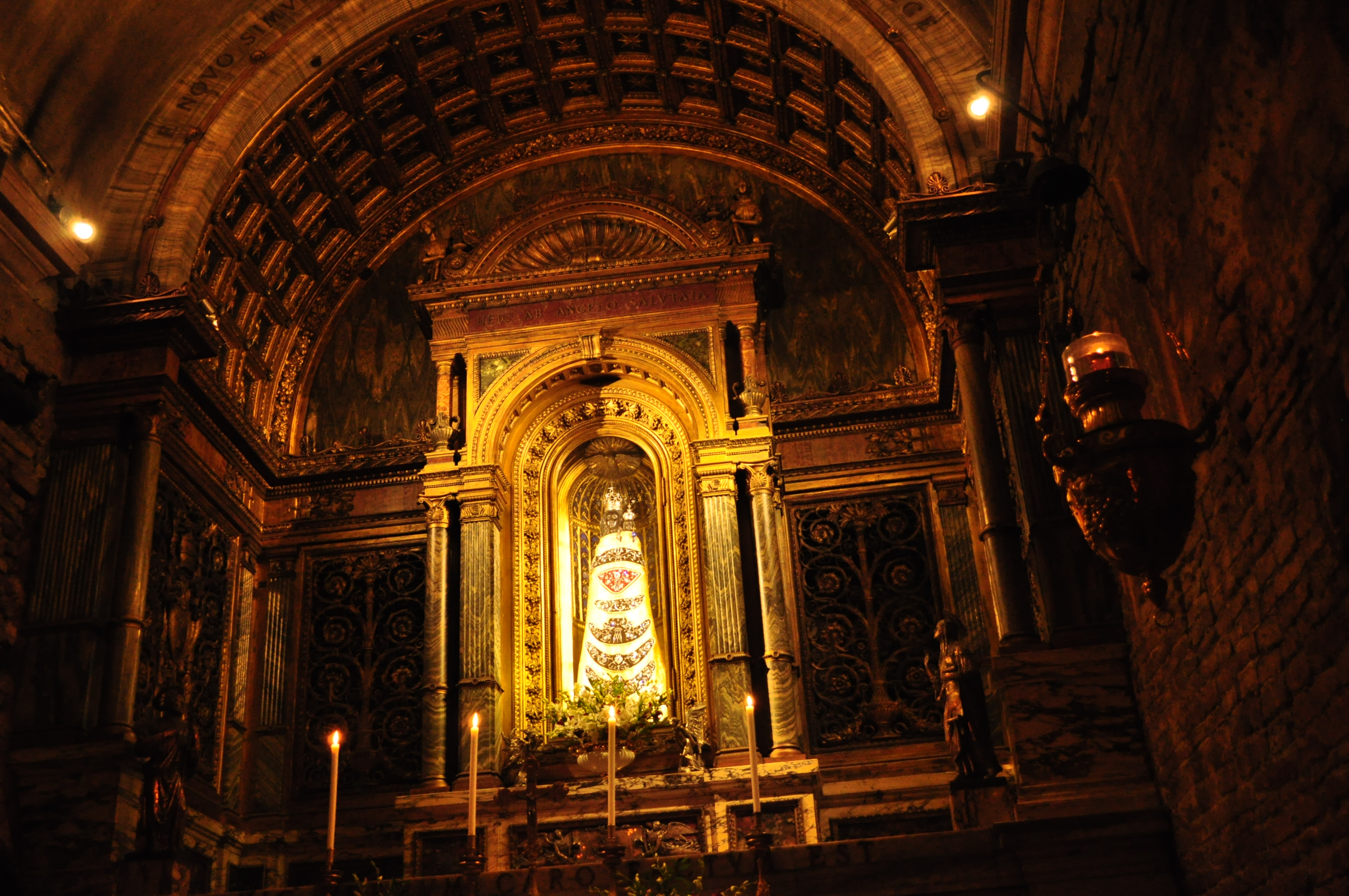
L'interno della Santa Casa con la venerata statua della Madonna di Loreto

La Madonna di Loreto, detta anche Vergine Lauretana fin dal secolo XVI, rivestita di un caratteristico manto ingioiellato detto dalmatica, è la statua venerata nella Santa Casa. Si tratta di una Madonna nera: la sua particolarità è il volto scuro, comune alle icone più antiche, dovuto spesso al fumo delle lampade ad olio e delle candele o a cambiamenti chimici subiti dai colori originari. In alcuni casi sono rappresentate appositamente nere, a ispirazione del Cantico dei cantici dove si dice: “Bruna sono, ma bella” e più avanti, rivolgendosi alle amiche: “Non state a guardare che sono bruna perché mi ha abbronzata il sole” (1, 5-6), ed in questo caso il Sole è considerato simboleggiare la figura di Dio.
In origine probabilmente si conservava nella Santa Casa un'icona dipinta della Madonna con il Bambino, attribuita a San Luca, apostolo e pittore. La statua più antica di cui si hanno notizie storiche, risale al XIV secolo ma anch'essa per tradizione era attribuita a San Luca. La testa della Madonna e del Bambino erano incoronate con preziose corone auree, sostituite nel corso dei secoli; i corpi erano coperti insieme da una ricca veste decorata, la cosiddetta dalmatica, anch'essa più volte rinnovata. La statua fu trafugata dalle truppe napoleoniche nel 1797 come oggetto delle spoliazioni dello Stato della Chiesa ed esposta in Francia in un museo. Durante questo periodo di esilio il culto della Vergine Lauretana nella Santa Casa di Loreto fu affidato a un simulacro in legno di pioppo (identico all'originale) e oggi conservato a Cannara (PG). L'esilio fu breve: la sacra immagine fu portata a Roma nel 1801. Ritornò nel Santuario con un viaggio di otto giorni, giungendo a Loreto il 9 dicembre 1801.
Nel 1921 un furioso incendio divampato all'interno del sacello incenerì la scultura. Per volere di papa Pio XI, venne subito scolpita una nuova immagine simile alla precedente, utilizzando il legno di un cedro del Libano piantato nei Giardini Vaticani. Fu modellata da Enrico Quattrini ed eseguita e dipinta da Leopoldo Celani. Nel 1922 il papa la incoronò nella Basilica di San Pietro e la fece trasportare solennemente a Loreto.

Il culto della Santa Casa e della Madonna Nera è vivo in molte altre chiese in tutto il mondo, dove in alcuni casi è presente una replica fedele della costruzione conservata a Loreto.

## Organi a canne

### Organo maggiore
Sulla cantoria in controfacciata, si trova l'organo a canne Mascioni Opus 1126, costruito nel 1995 in sostituzione dei due precedenti organi Vegezzi Bossi (Grand'organo e Positivo). Lo strumento è a trasmissione mista, meccanica per i manuali e il pedale ed elettrica per i registri.

### Organo corale
Nel tratto terminale della navata laterale di destra, nei pressi dell'area riservata ai cori durante le celebrazioni, si trova un secondo organo a canne, a trasmissione meccanica con unica tastiera di 54 note e pedaliera di 20.

### Corpo Eco
Sulla Santa Casa, vi è un corpo completamente espressivo, comandato soltanto dalle consolle elettriche in navata.

### Consolle principale
Sotto l'ultima arcata fra la navata centrale e la navata laterale di destra, si trova una consolle con trasmissione elettronica a tre tastiere e pedaliera che comanda l'organo maggiore, l'organo corale (sulla prima tastiera) e il corpo Eco (sulla terza o sulla prima tastiera).
Dietro la Santa Casa vi è un'altra consolle a trasmissione elettronica, a due tastiere, con l'organo corale sulla prima tastiera e il corpo Eco sulla seconda (la pedaliera suona il Pedale dell'organo corale.

### Organo a cassapanca
Nella basilica si trova anche un organo a cassapanca (Mascioni opus 1132), con unica tastiera di 56 note. Attualmente è posto all'interno della Sala dei Santi Pellegrini, anche detta "del Pomarancio".

## Dimensioni dell'edificio
| Parametro                               | Misura     |
| --------------------------------------- | ---------- |
| Lunghezza totale esterna                | 93 m       |
| Larghezza totale esterna                | 60 m       |
| Diametro della Cupola                   | 22 m       |
| Altezza del campanile vanvitelliano     | 75,60 m    |
| Dimensioni del sacello della Santa Casa | 9,50 x 4 m |

## La festa della Venuta della Santa Casa
Le principali festività lauretane ricorrono l'8 settembre, in ricordo della Natività di Maria, e il 10 dicembre, in ricordo dell'arrivo della Santa Casa a Loreto. Il 9 dicembre, vigilia della traslazione della Santa Casa, a Loreto e in tutte le Marche è usanza accendere grandi fuochi o falò, nelle campagne, nei paesi e nei vari quartieri cittadini, anche ad Ancona. Si tratta della Festa della Venuta, di tradizione secolare. Secondo la tradizione la prima volta in cui si accesero questi fuochi fu quando, nel 1294, si volle rischiarare il cammino degli angeli che, volando nella notte, stavano portando la Santa Casa in volo verso Loreto. Nel XVII secolo, grazie all'opera del frate cappuccino anconitano fra Tommaso, la festa si è diffusa in tutta la regione e in alcune zone di quelle circostanti. Da allora continua la tradizione e si accendono sempre fuochi durante la stessa notte per ricordare quell'avvenimento. Il 10 dicembre, Traslazione della Santa Casa, si celebra la "giornata delle Marche"; l'usanza, nata dapprima presso le comunità marchigiane all'estero, è stata poi riconosciuta ufficialmente dalla Regione Marche.

## La Santa Casa di Loreto e il Sovrano Militare Ordine di Malta
Ogni anno i membri dell'Ordine di Malta si recano in pellegrinaggio nei santuari cattolici del mondo, insieme ai loro ospiti malati e disabili. Seguendo tale spirito, tipico del carisma dell'ordine, i membri dei tre Gran Priorati italiani (Roma, Lombardia e Venezia, Napoli e Sicilia) si recano annualmente, in ottobre, in pellegrinaggio alla Santa Casa di Loreto. Il pellegrinaggio è guidato dal Gran maestro e coinvolge ogni anno diverse centinaia di persone, tra membri, volontari e malati.

## La Santa Casa di Loreto e l'Ordine Equestre del Santo Sepolcro di Gerusalemme
Un particolare legame storico, tradizionale e spirituale, unisce l'Ordine Equestre del Santo Sepolcro di Gerusalemme alla Santa Casa di Loreto. «Andare in pellegrinaggio a Loreto significa ritrovarsi di fronte ad un pezzo di Terra santa, ciò rende la cittadina marchigiana meta privilegiata per tanti cristiani e particolarmente cara ai Cavalieri e alle Dame dell'Ordine Equestre del Santo Sepolcro di Gerusalemme.
A partire dal 7 settembre 1957, grazie alle elargizioni dei membri di detto ordine, una luce perenne illumina la facciata del santuario, il portico, la cupola e la sovrastante statua della Madonna che, grazie a questa iniziativa, può essere ammirata anche nelle notti più oscure».
In seguito, nel 1998, l'impianto è stato rinnovato e potenziato per iniziativa dell'allora Luogotenenza per l'Italia Centrale, in sinergia con l'ENEL, che ha generosamente realizzato i lavori.
Inoltre sempre gli stessi Dame e Cavalieri, hanno donato la croce astile che si trova nella cripta dei Santi Pellegrini, quest'ultima restaurata in occasione del Giubileo del 2000.

### Miracoli attribuiti all'intercessione della Vergine di Loreto

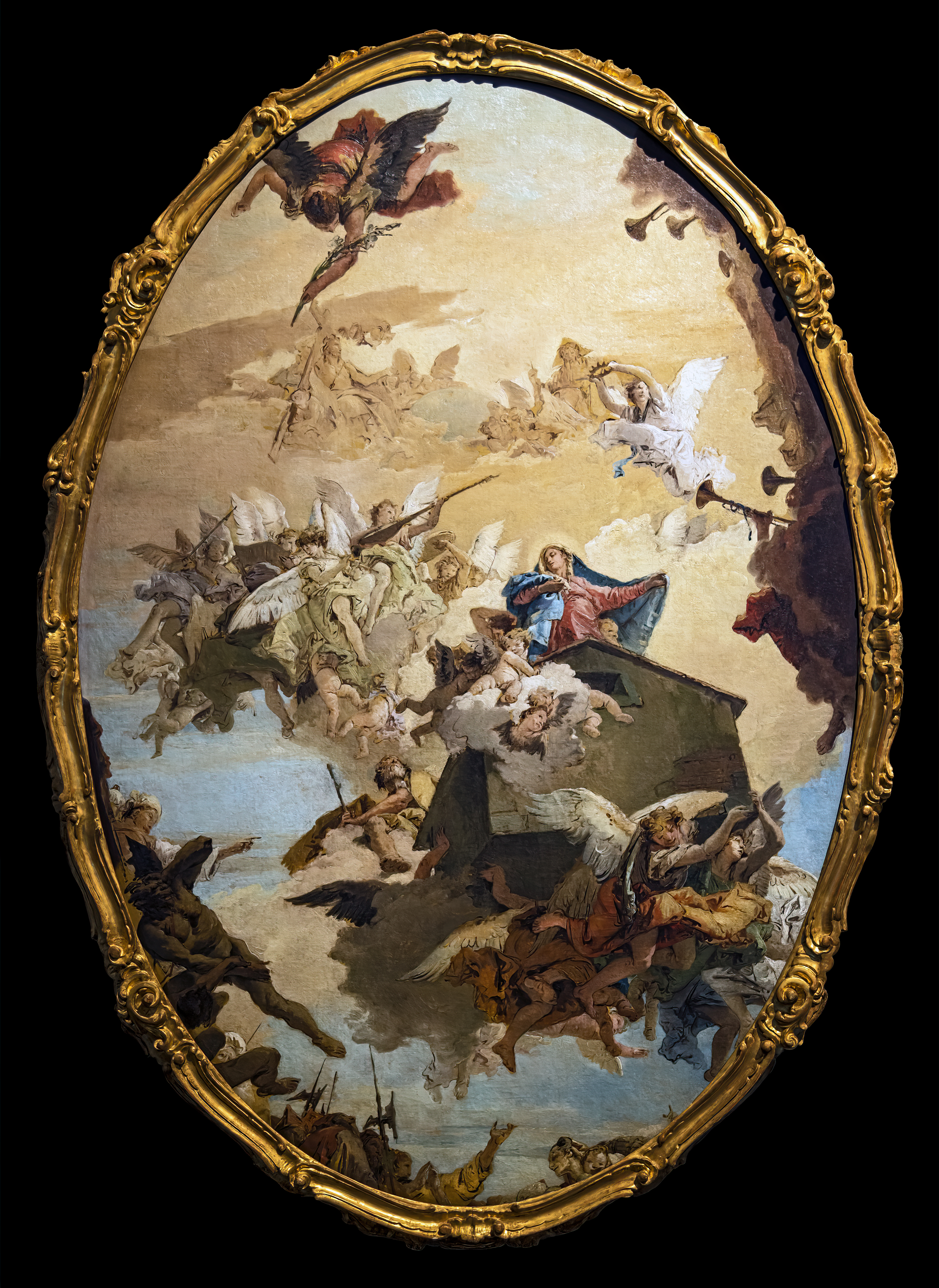
Trasporto della Santa Casa di Loreto di Giambattista Tiepolo, 1743

Nel 2012, presso la Santa Casa di Loreto, furono fondate due istituzioni simili a quelle analoghe di Lourdes: l'Osservatorio Medico “Ottaviano Paleani” e la Commissione Medica di secondo livello, deputate all'esame di casi ritenuti miracolosi dai protagonisti. La fede cattolica attribuisce infatti al culto per la Santa Casa alcuni miracoli: i più recenti dei quali sono quelli di Lorenzo Rossi nel 1959; di Gerry De Angelis nel 1986 e di Gabriella Gardini. La commissione medico scientifica sta indagando su questi eventi.

## Copie della Santa Casa
- Cremona, santuario lauretano attiguo alla chiesa di Sant'Abbondio, realizzato dal 1624;
- Visso, Santuario di Macereto, XVI secolo;
- Catania, all'interno del Santuario di Santa Maria dell'Aiuto, realizzata a partire dal 1736;
- Brescia, chiesa di Santa Maria della Carità;
- Parma, all'interno della chiesa di Santa Teresa del Bambin Gesù;
- Arona, chiesa di Santa Marta o Santa Maria, risalente al 1592 (posa della prima pietra e successive modifiche);[51]
- Aversa, cattedrale di San Paolo
- Venezia, chiesa di San Pantalon;[52]
- Enna, all'interno della chiesa dello Spirito Santo;
- Lucca, chiesa di Santa Maria Corteorlandini, anche chiamata chiesa di Santa Maria Nera;
- Recanati, chiesa di Sant'Anna;
- Padova, presso la chiesa di San Pietro nella via omonima e un'altra in provincia.
- Domodossola, presso il Sacro Monte Calvario
- Praga, convento di Loreto.
- Salemi, collegio dei Gesuiti.

## Cronotassi dei delegati pontifici
- Arcivescovo Angelo Comastri (1996 - 5 febbraio 2005 nominato coadiutore dell'arciprete della Basilica di San Pietro in Vaticano, vicario generale di Sua Santità per lo Stato della Città del Vaticano e presidente della Fabbrica di San Pietro)
- Arcivescovo Giovanni Danzi † (22 febbraio 2005 - 2 ottobre 2007 deceduto)
- Arcivescovo Giovanni Tonucci (18 ottobre 2007 - 20 maggio 2017 ritirato)
- Arcivescovo Fabio Dal Cin, dal 20 maggio 2017

## Menzioni
Nel 2017 la Santa Casa di Loreto è stata candidata a Patrimonio UNESCO

## La Santa Casa e l'arte

### Belle arti
La Leggenda della Traslazione della Santa Casa e la Madonna di Loreto furono oggetto di un gran numero di opere realizzate dai più grandi artisti della storia dell'arte. Tra loro, Raffaello Sanzio, Caravaggio, Tiepolo, Carracci, Guercino, Perugino nelle Belle Arti. 

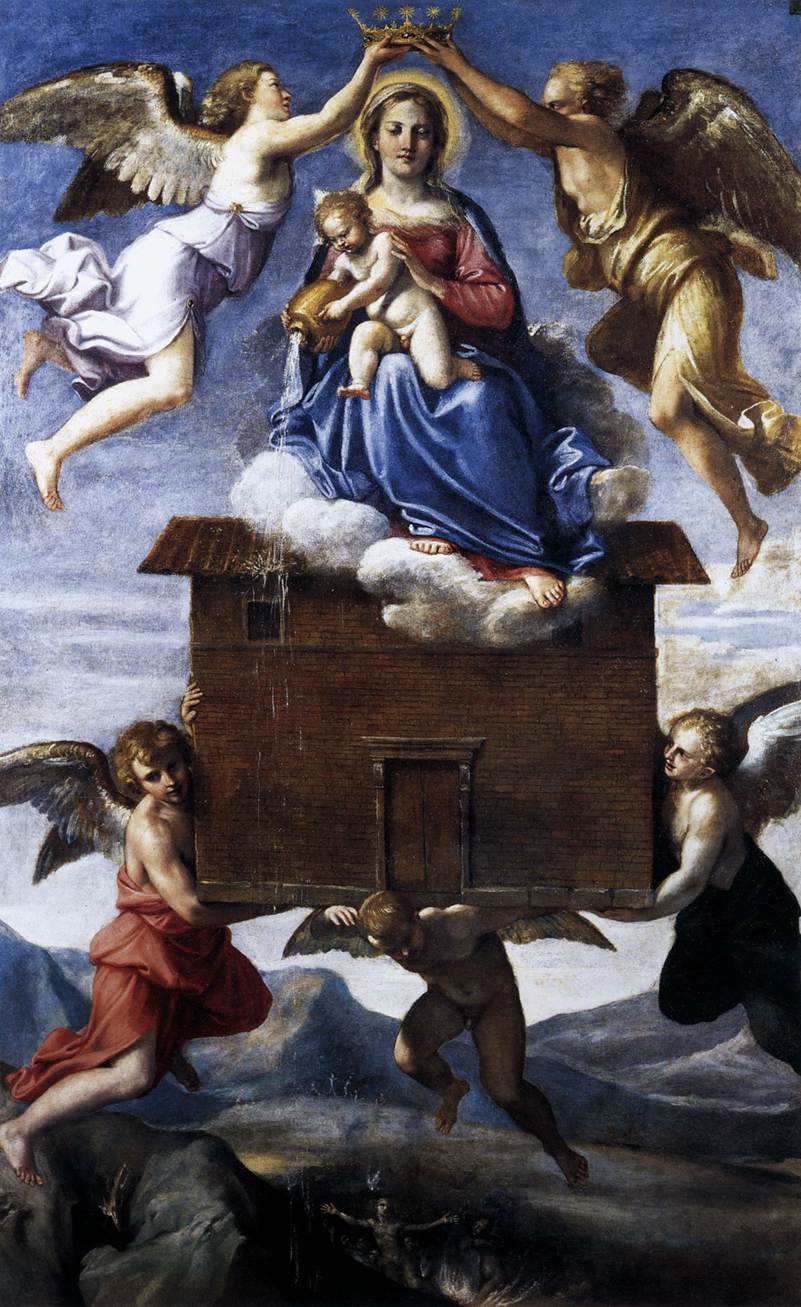
Traslazione della Santa Casa, 1605
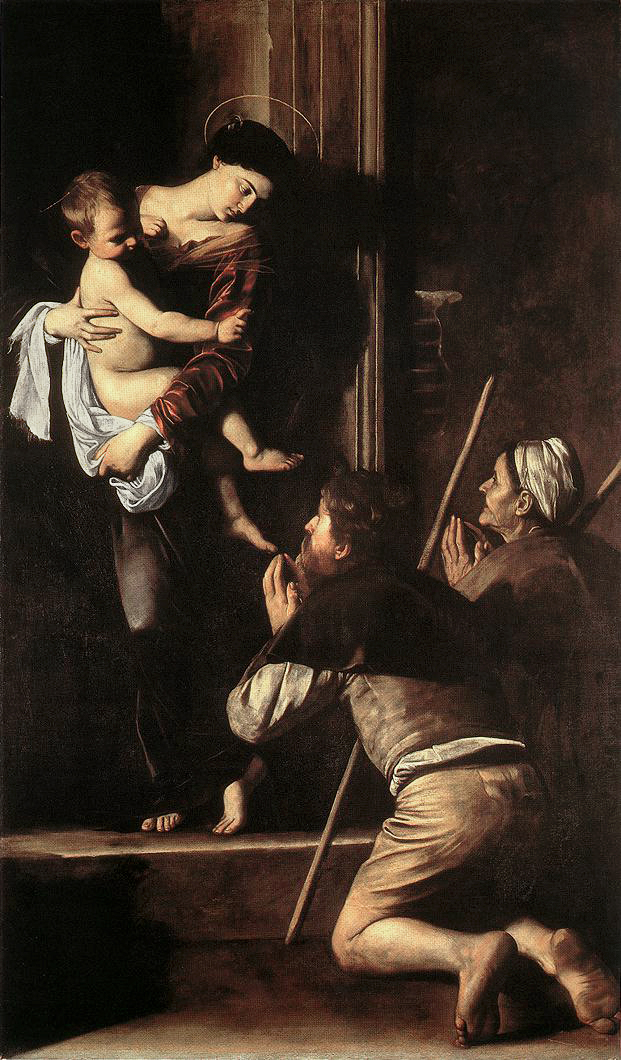
Madonna di Loreto del Caravaggio, Basilica sant’Agostino di Roma
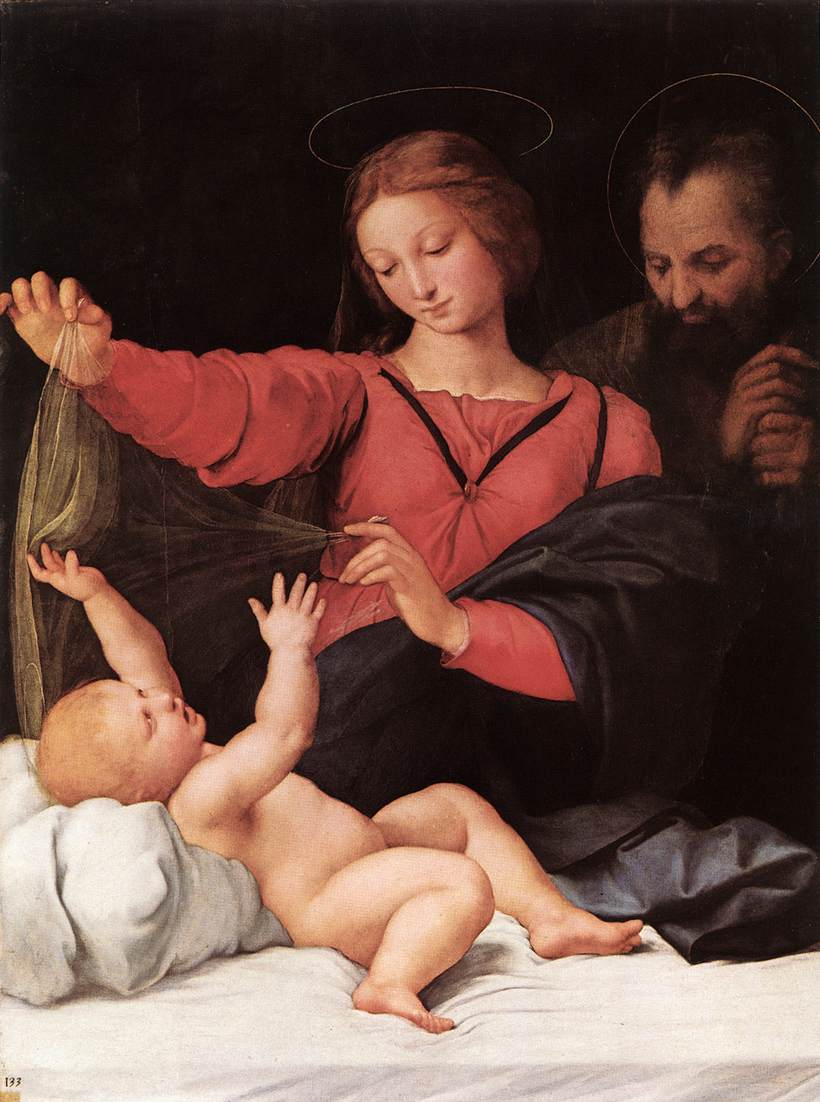
Madonna di Loreto di Raffaello Sanzio, Chantilly
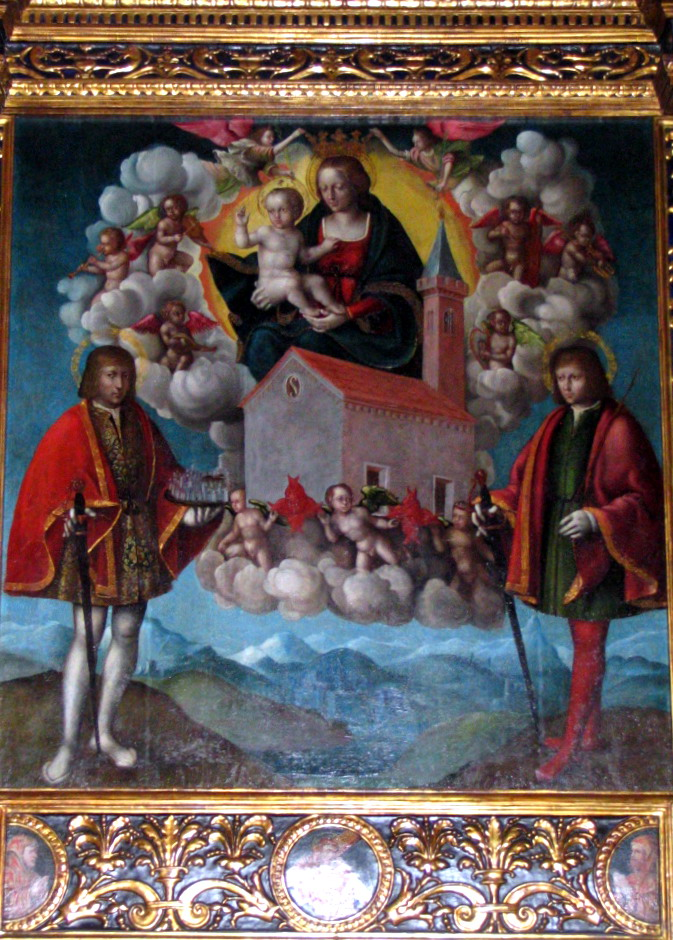
Traslazione della santa Casa, Gandolfino d'Asti, Asti
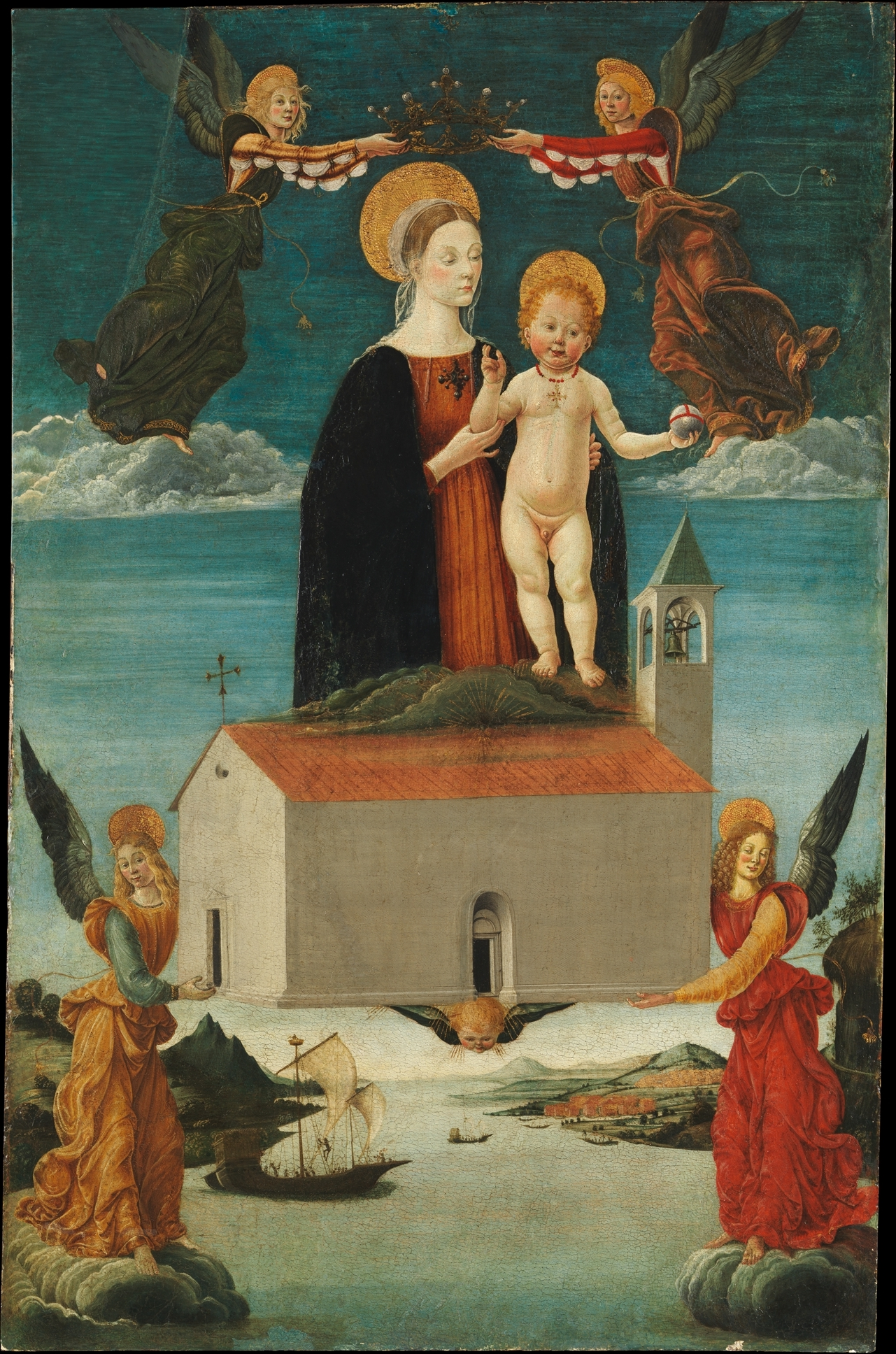
Traslazione della Santa Casa, Saturnino Gatti, Metropolitan Museum, New York
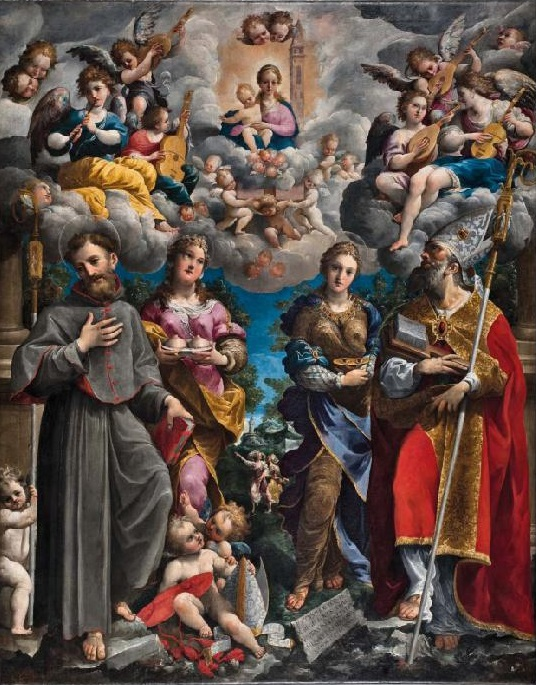
Madonna di Loreto, Annibale Castelli, Mirandola
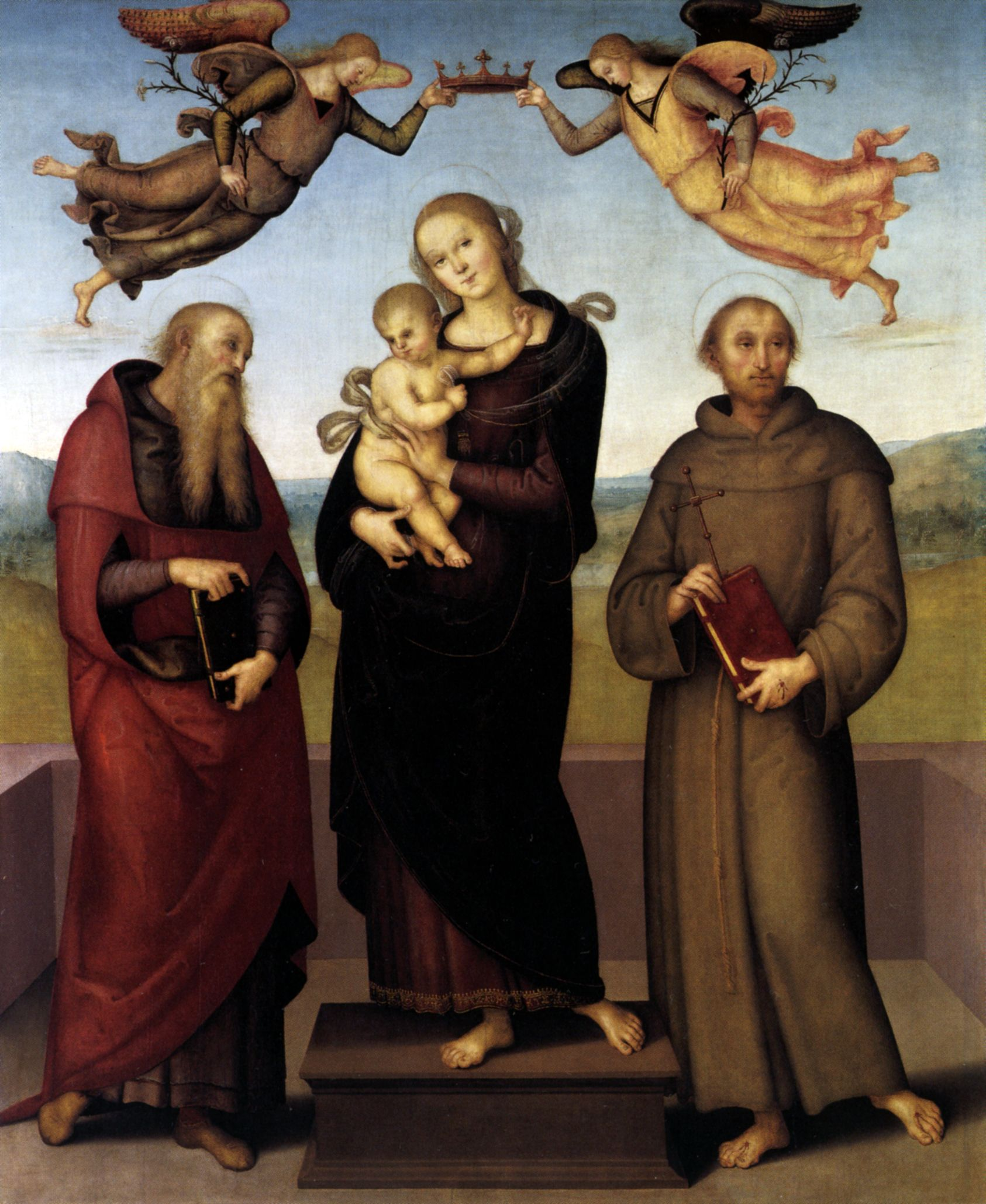
La Vergine di Loreto, Perugino, Londra
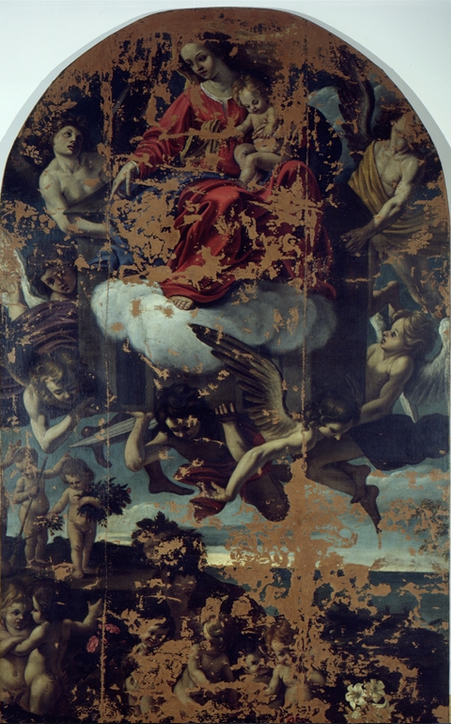
Madonna di Loreto, Pietro Testa, Fermo
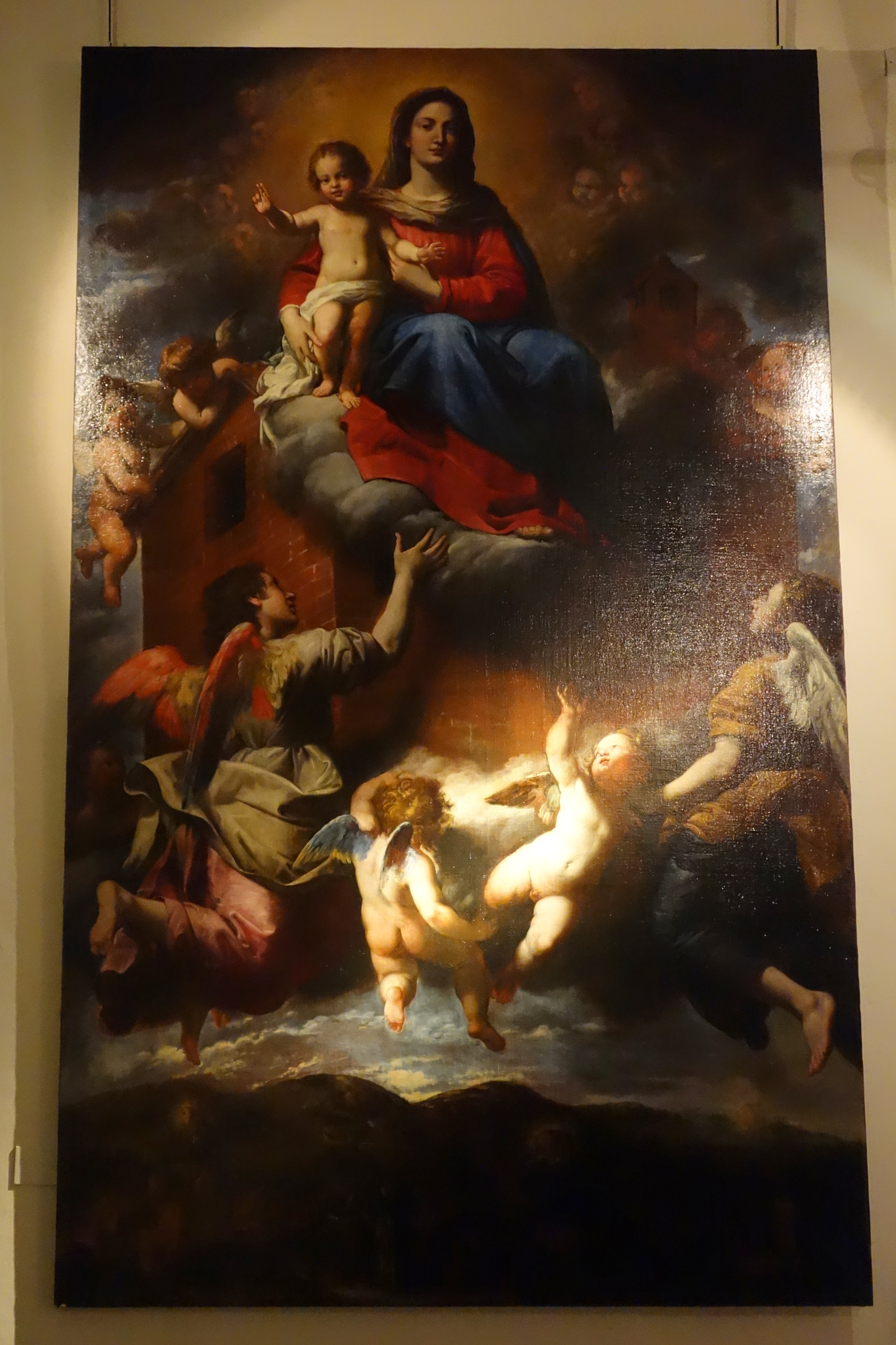
Madonna di Loreto, Domenico Fiasella, Museo Diocesano di Genova
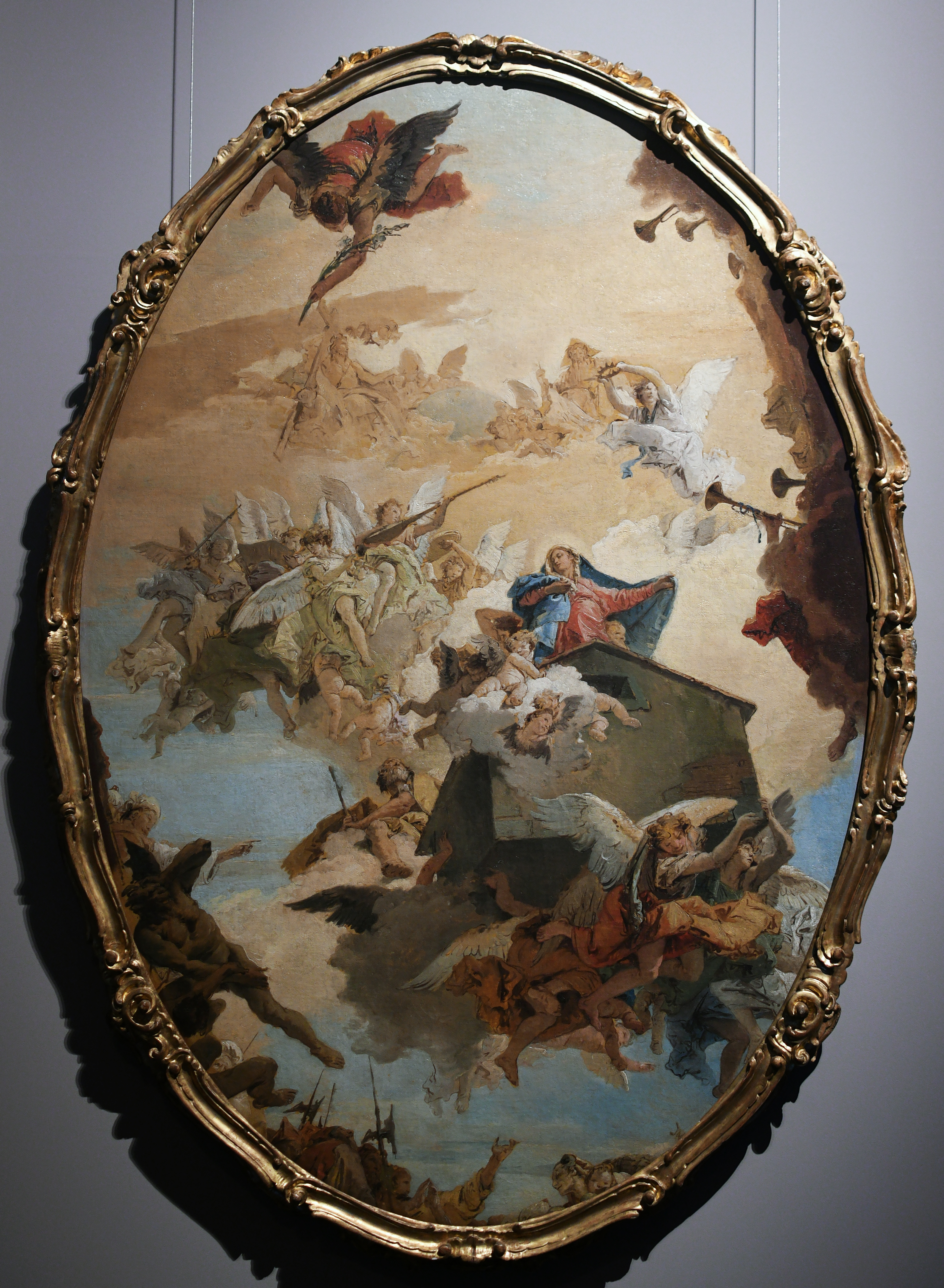
Trasporto della Santa Casa, Tiepolo, Gallerie dell'accademia, Venezia
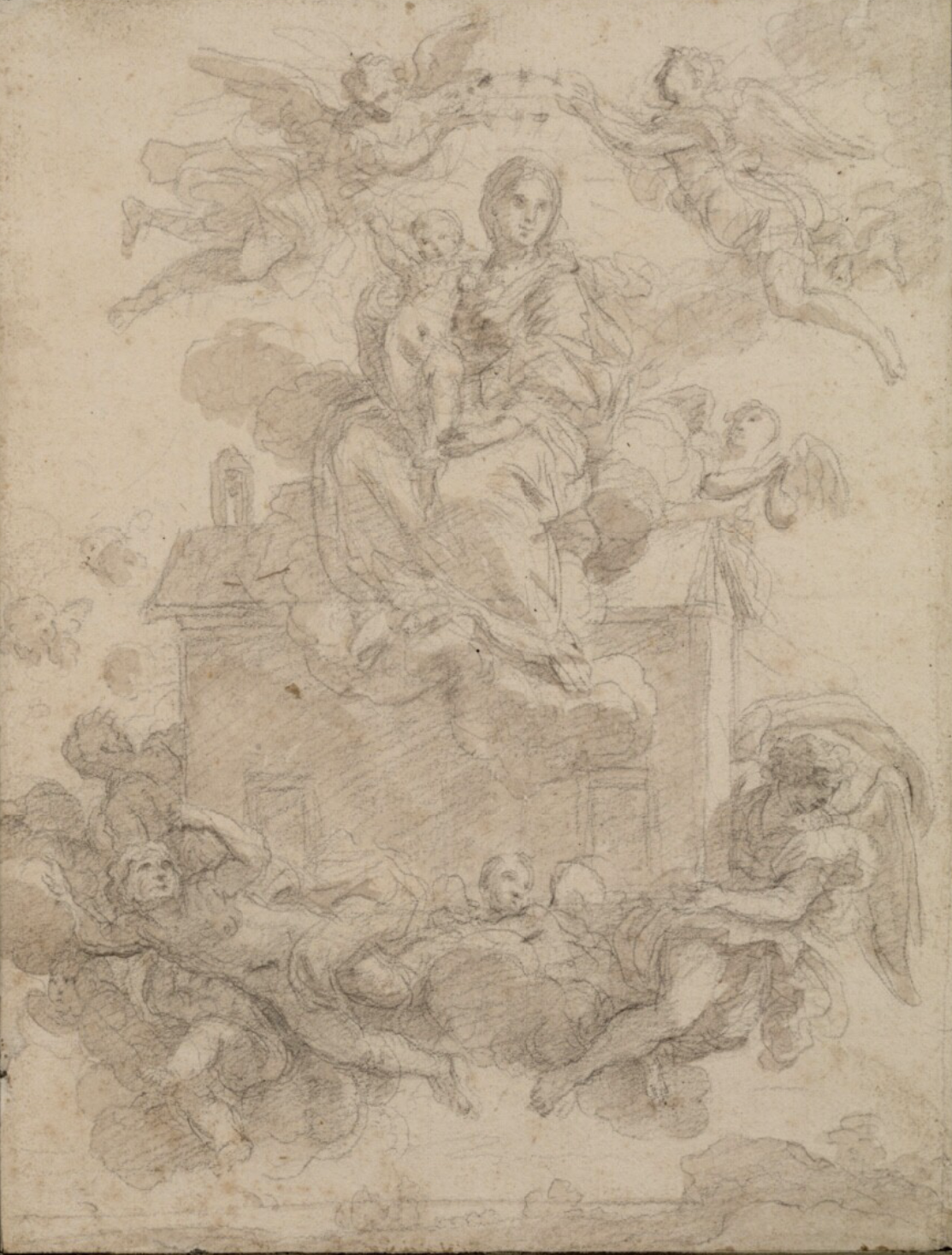
Madonna di Loreto, Carlo Maratta
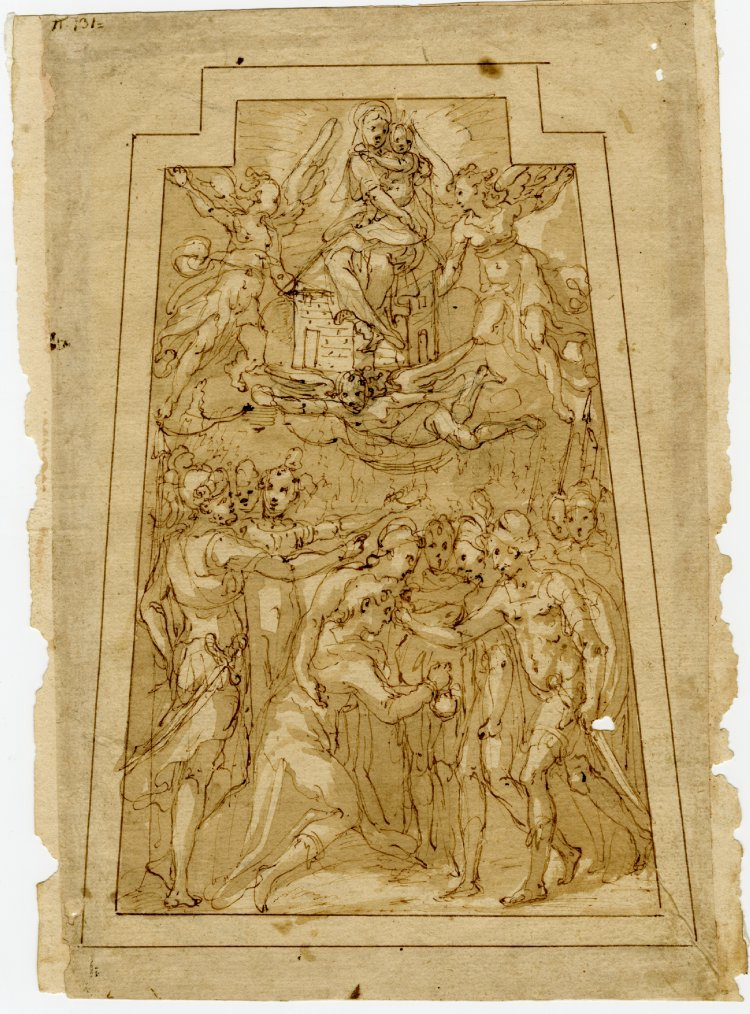
Madonna di Loreto, scuola del Vasari
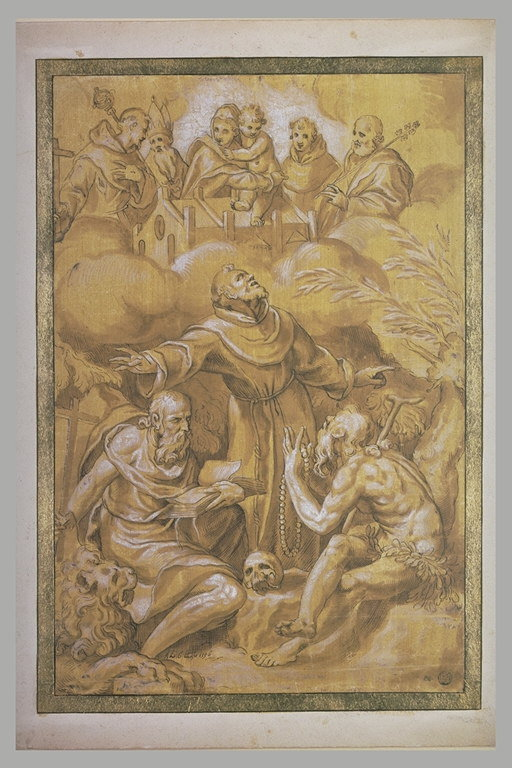
Madonna di Loreto, Paolo Farinati

#### Musica classica
- Wolfgang Amadeus Mozart ha visitato la Santa Casa di Loreto nel luglio 1770; successivamente, ha composto la Litaniae Lauretanae KV109 nel maggio del 1771 e la Litaniae Lauretanae K195 nel marzo del 1772.
- Johann Simon Mayr ha composto le Litaniae Lauretanae (in la maggiore).
- Jan Dismas Zelenka, Joseph Auer ha composto Lauretanische Litanei (1890).
- Johann Evangelist Habert ha composto le Litaniae Lauretanae (in la maggiore), N°2 (1877).
- Johann Stamitz ha composto le Litaniae Lauretanae (in do maggiore) per un voce sola, coro e orchestra.
- Johann Adolph Hasse ha composto alcune Litanie loretane.
- Karl Ditters von Dittersdorf ha composto le Litaniae Lauretanae (in re maggiore).
- Palestrina, De la Lande, Charpentier, Poulenc, Tomas Luis de Vitoria, Paul Damance, Henri Du Mont, Charles d'Ambleville hanno composto ugualmente delle Litanie per la Vergine o per la Vergine nera, ma non direttamente in onore della Vergine Loretana.